# Liste der Straßen und Plätze in Berlin-Wilmersdorf

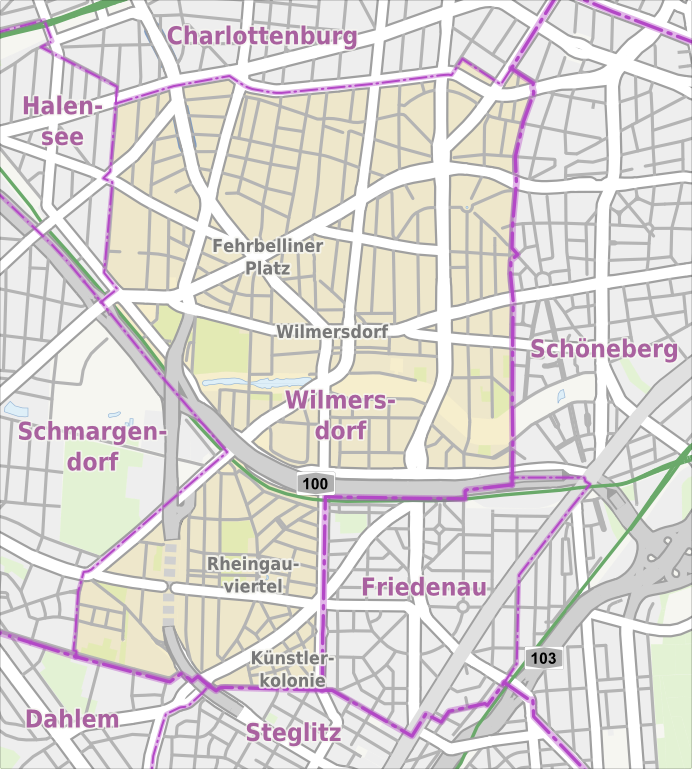
Übersichtskarte von Berlin-Wilmersdorf

Die Liste der Straßen und Plätze in Berlin-Wilmersdorf stellt die im Berliner Ortsteil Wilmersdorf liegenden Straßen und Plätze mit ihren historischen Bezügen dar. Gleichzeitig ist diese Zusammenstellung ein Teil der Listen aller Berliner Straßen und Plätze.

## Überblick
Der ursprüngliche Kern von Alt-Wilmersdorf befindet sich an der Wilhelmsaue. Ein Teil der Wilmersdorfer Bebauung geht auf die „Carstenn-Figur“ zurück, die der Unternehmer und Stadtentwickler Johann Anton Wilhelm von Carstenn 1870 als regelmäßige städtebauliche Figur mit einer Allee im Zentrum plante: Die Eckpunkte dieser Figur bilden der Fasanenplatz, Nürnberger Platz, Prager Platz und Nikolsburger Platz. Die nördliche Begrenzung formt die in einem leichten Bogen verlaufende Schaperstraße, die südliche Grenze wird von der Trautenaustraße gebildet. Die Prager Straße, die heutige Grainauer Straße sind die östlichen und Fasanenstraße und Nikolsburger Straße die westlichen Begrenzungen des Flächengebildes. Verwaltungstechnische Änderungen der Jahre 1900 bis 1910 wirkten sich auf die Benennungen der Straßen im Ortsteil aus. Die Straßen und Plätze schließen sich zu einem Ring, von dem sternförmig mehrere Straßen auf einen zentralen Flächenabschnitt der Bundesallee zulaufen, auf dem sich heute der U-Bahnhof Spichernstraße befindet, der die beiden U-Bahn-Linien U3 und U9 verbindet. Es sind dies der Hohenzollerndamm, die Meierottostraße, die Nachodstraße und die Spichernstraße.

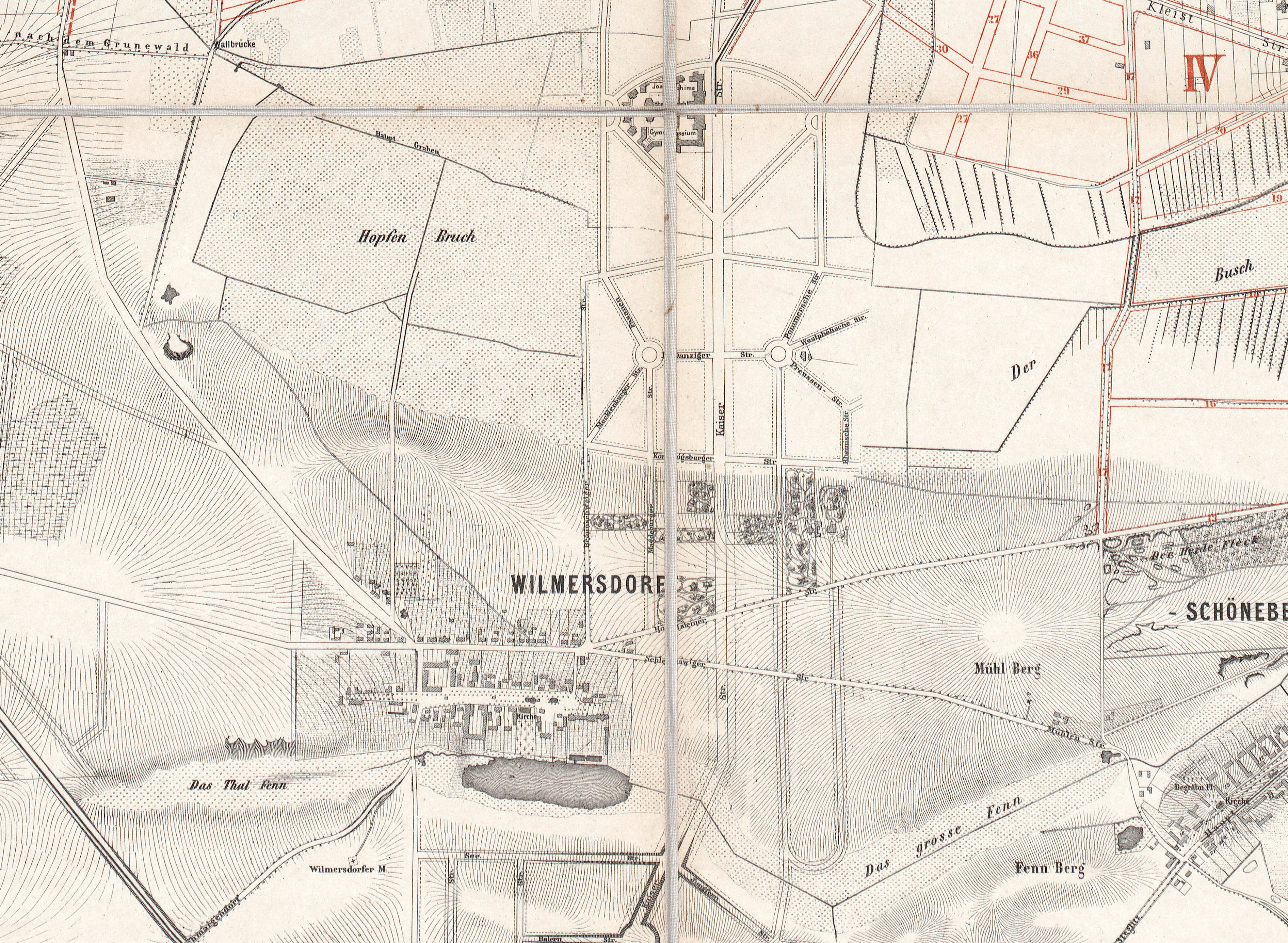
Straßensituation in Wilmersdorf 1882

Quer durch Wilmersdorf führen die Bundesautobahn 100 (A 100) und die ehemalige Bundesautobahn 104 (A 104) mit dem Autobahnkreuz Wilmersdorf. Die A 104 wurde zu einem Ast der A 100 herabgestuft und hat deshalb keine eigene Nummer mehr, die sie als eigenständige Bundesautobahn ausweist. Zwischen den Anschlussstellen Mecklenburgische Straße und Breitenbachplatz führt die Autobahn durch ein Haus, das in der West-Berliner Zeit zwischen 1976 und 1981 mit dem extremen Baulandmangel um die Autobahn herum gebaut wurde. Im Volksmund wird diese Autobahnüberbauung Schlangenbader Straße kurz „Schlange“ genannt. Die Tunnelstrecke ist rund 600 Meter lang. Am Hohenzollerndamm mündet das Anschlussstück der A 104 in den innerstädtischen Verkehr.
Wilmersdorf hat 101.557 Einwohner (Stand: 31. Dezember 2023) und umfasst die Postleitzahlenbereiche 10707, 10709, 10711, 10713, 10715, 10717, 10719, 10777, 10779, 10789, 14195, 14197 und 14199. Im Ortsteil liegen 165 gewidmete Straßen und 22 benannte Plätze, wovon 30 Straßen teilweise auch zu Nachbarortsteilen gehören. Die summierte Länge der in dieser Liste genannten Straßen im Ortsteil ist 79,5 Kilometer.

## Übersicht der Straßen und Plätze
Die nachfolgende Tabelle gibt eine Übersicht über die vorhandenen Straßen und Plätze im Ortsteil sowie einige dazugehörige Informationen.
- Name/Lage: aktuelle Bezeichnung der Straße oder des Platzes. Über den Link Lage kann die Straße oder der Platz auf verschiedenen Kartendiensten angezeigt werden. Die Geoposition gibt die Lage der ungefähren Mitte der Straßenlänge an.
- Im amtlichen Straßenverzeichnis nicht aufgeführte Verkehrswege sind mit * gekennzeichnet.
- Ehemalige oder nicht mehr gültige Straßennamen sind kursiv gesetzt. Für bedeutende ehemalige Straßen oder historische Straßennamen ist gegebenenfalls eine gesonderte Liste vorhanden.
- Länge/Maße in Metern:
Die in der Übersicht enthaltenen Längenangaben sind  gerundete Übersichtswerte, die in Google Earth mit dem dortigen Maßstab ermittelt wurden. Sie dienen Vergleichszwecken und werden, sofern amtliche Werte bekannt sind, ausgetauscht und gesondert gekennzeichnet.
Bei Plätzen sind die Maße in der Form a × b für rechteckige Anlagen und für (ungefähr) dreieckige Anlagen als a × b × c mit a als längster Seite angegeben.
Sofern die Straße auch in benachbarte Ortsteile weiterführt, gibt der Zusatz ‚im Ortsteil‘ an, wie lang der Straßenabschnitt innerhalb des Ortsteils dieses Artikels ist.
- Namensherkunft: Ursprung oder Bezug des Namens.
- Anmerkungen: weitere Informationen über anliegende Baudenkmale oder Institutionen, die Geschichte der Straße und historische Bezeichnungen.
- Bild: Foto der Straße oder eines anliegenden Objektes.

| Name/Lage                              | Länge/Maße (in Metern)                | Namensherkunft | Datum der Benennung | Anmerkungen | Bild |
| -------------------------------------- | ------------------------------------- | --- | ------------------- | --- | --- |
| Aachener Straße (Lage)                 | 0310                                  | Aachen, Stadt in Nordrhein-Westfalen | 4. Aug. 1906        | Die Straße zwischen der Mecklenburgischen und Brabanter Straße wurde um 1900 angelegt und trug bis 1906 die Bezeichnungen Straße 12 und Straße 25. Am 1. Mai 1971 wurde wegen des Baus der Stadtautobahn der westliche Abschnitt der Detmolder Straße zwischen der Aachener und der Brabanter Straße in die Aachener Straße einbezogen. | Aachener Straße                                                                                           |
| Ahrweilerstraße (Lage)                 | 0420                                  | Ahrweiler, Stadtteil von Bad Neuenahr-Ahrweiler | 19. Aug. 1909       | Die Straße zwischen Deidesheimer und Rauenthaler Straße liegt im Rheingauviertel, in dem die Straßen nach Orten des Rheingaus benannt wurden. Die Häuser Ahrweilerstraße 7–27 gehören zur Künstlerkolonie | Ahrweiler Straße                                                                                          |
| Albrecht-Achilles-Straße (Lage)        | 0510                                  | Albrecht Achilles (1414–1486), als Albrecht I. Markgraf von Ansbach und Kulmbach | 1896                | Die Straße verlief von 1896 bis 1911 zwischen Kurfürstendamm und Westfälischer Straße. Am 18. Juni 1911 wurde sie durch die Brieger Straße verlängert und verlief von da an zwischen Hohenzollern- und Kurfürstendamm. Nach dem Bau des Straßenbahnhofs (seit den späten 1960er Jahren BVG-Busbahnhof) zwischen 1928 und 1930 entfiel der südliche Teil, sodass sie jetzt zwischen Westfälischer Straße und Kurfürstendamm liegt. | Albrecht-Achilles-Straße von der Paulsborner Straße                                                       |
| Am Volkspark (Lage)                    | 0400 + 610                            | angrenzender Volkspark Wilmersdorf | 18. Nov. 1955       | Die Straße mit den Grundstücken 4 und 80 (gerade) und 15–23 sowie 31–85 (ungerade) liegt zwischen Blissestraße und Bundesallee, wobei der Volkspark meist die Nordseite der Straße bildet. Sie führt noch als Parkweg zur Prinzregentenstraße und zum Hans-Rosenthal-Platz, durch den Volkspark ist sie in zwei Teile getrennt. Die ursprüngliche Straße in dieser Trasse wurde 1885 als Straße 23a des Bebauungsplans eingerichtet und 1890 in Erfurter Straße benannt. Um 1912 wurde sie in Am Seepark einbezogen, zu der auch die vor 1902 angelegte Strelitzsche Straße kam. Im Berliner Adressbuch von 1912 sind für Deutsch-Wilmersdorf sowohl die Erfurter Straße (Querstraße: Prinzregentenstraße) als auch die Strelitzsche Straße (Querstraße: Ringbahnstraße) als unbebaut geführt. 1913 wird die Strelitzsche Straße mit mehreren Baustellen geführt, die Erfurter Straße, abgehend von der Prinzregentenstraße, ist noch unbebaut. Seit 1912 erfolgten in diesem Gebiet häufig Umbenennungen, da lange Zeit im und um das Parkgelände (anfangs: Seepark, dann: Hindenburgpark, heute: Volkspark) mehrere Veränderungen ausgeführt wurden, die den Verlauf der Straße beeinflussten. 1914 sind laut Adressbuch die Grundstücke 2–12, 37–78 und 86–112 Baustellen, teilweise gehören Grundstücke zur Querstraße. Bebaut sind die Grundstücke 34–36 und 80–85, deren Häuser mit bis zu 30 Mietern belegt sind. Am 6. Dezember 1917 wurde Am Seepark in Hindenburgstraße benannt, im Adressbuch von 1918 ist diese Namensänderung aufgenommen. Im Jahr 1955 erfolgte die Umbenennung der Hindenburgstraße in Am Volkspark und am 1. September 1967 wurden Abschnitte in Apeldoorner Straße, Blissestraße, Mannheimer Straße, Straße am Schoelerpark und Wallenbergstraße umbenannt oder in bereits bestehende Straßen einbezogen. Die Apeldoorner Straße wurde am 23. Oktober 1970 teilweise wieder zurückbenannt und der restliche Teil entwidmet. | Am Volkspark · Schrammblock                                                                               |
| Aschaffenburger Straße (Lage)          | 0360 (im Ortsteil)                    | Aschaffenburg, Stadt in Bayern | 20. Aug. 1906       | Der Teil zwischen Prager Platz/Motz- und Bamberger Straße liegt im Ortsteil und setzt sich nach Südosten in Schöneberg fort. Die Straße wurde in Schöneberg bereits 1896 benannt. Der zu Wilmersdorf gehörende nordwestliche Abschnitt, seit 1888 als Sadowastraße, wurde am 20. August 1906 einbezogen. Dieser Abschnitt wurde vor 1875 als Preußische Straße angelegt, um 1876 in Victoriastraße umbenannt und erhielt 1888 den Namen Sadowastraße. | Aschaffenburger Straße                                                                                    |
| Aßmannshauser Straße (Lage)            | 0560                                  | Assmannshausen, Stadtteil von Rüdesheim am Rhein | 1. März 1912        | Die Straße liegt zwischen Heidelberger Platz und Homburger Straße. Der Straßenzug wurde im Oktober 1905 als Heidelberger Straße geplant, jedoch wurde der Abschnitt südlich vom Rüdesheimer Platz 1908 in Schwarzwaldstraße und der nördliche Teil 1912 in Aßmannshauser Straße umbenannt. Die unter der Straße verlaufende U-Bahn-Strecke wurde 1913 eröffnet. Die oberirdische Bebauung erfolgte erst anschließend, beginnend beidseitig im südlichen Bereich der Straße, dann auf der gesamten Ostseite. Der größte Teil der Westseite blieb vor dem Zweiten Weltkrieg unbebaut. Hier wurden 1923 Kleingärten des Vereins ,Johannisthal‘ angelegt, die meisten gibt es noch heute, deshalb wurden die Hausnummern von 7 bis 10 nie vergeben. Auf dem Grundstück Nr. 4–6 wurde 1955/1956 die Zahnklinik der Freien Universität Berlin gebaut, heute als Zahnklinik Süd Teil der Charité. | Aßmannshauser Straße                                                                                      |
| Augsburger Straße (Lage)               | 0180 (im Ortsteil)                    | Augsburg, Stadt in Bayern | 11. März 1887       | Die Straße liegt zwischen Passauer- und Nürnberger Straße. Mit den Grundstücken 1–13 (ungerade) an der Südseite im Ortsteil bildet sie die Grenze zu Schöneberg, wobei das Straßenland zu Schöneberg gehört. Die gesamte Straße setzt sich nach Westen in Charlottenburg fort. Der Straßenzug bestand anfangs aus den Verkehrsweges Straße 29, Straße 29a und Straße 30, Abt. IV des Berliner Bebauungsplans. Durch den Bau der Lietzenburger Straße wurde dieser durchschnitten. Am 29. Oktober 1957 wurde der durch die Südtangente abgetrennte östliche Teil der Augsburger Straße zwischen Eisenacher und Passauer Straße in Fuggerstraße umbenannt, da in diesem Gebiet viele Straßen süddeutsche Bezeichnungen trugen. An der Kreuzung zur Nürnberger Straße liegt der U-Bahnhof Augsburger Straße mit einem südöstlichen Ausgang in Wilmersdorf. | Augsburger Straße                                                                                         |
| Babelsberger Straße (Lage)             | 0680                                  | Schloss Babelsberg, für Wilhelm I. errichtetes Schloss | 8. Jan. 1892        | Die Straße zwischen Berliner Straße und dem Volkspark wurde 1892 aus der um 1875 angelegten Hannöverschen Straße und der um 1885 eingerichteten Elberfelder Straße gebildet. In der Umgebung dieser Straße sind weitere Verkehrswege nach Orten benannt, die im Leben Wilhelms I. eine Rolle spielten. | Babelsberger Straße                                                                                       |
| Badensche Straße (Lage)                | 0700 (im Ortsteil)                    | Großherzogtum Baden, Bundesstaat des Deutschen Kaiserreichs | 16. März 1888       | Die Straße liegt zwischen Kufsteiner und Berliner Straße im Ortsteil und setzt sich nach Schöneberg zum John-F.-Kennedy-Platz fort. Dieser überlieferte Weg zwischen Wilmersdorf und Schöneberg wurde zunächst Mühlenweg, mitunter auch Wilmersdorfer Weg genannt, bis er 1888 in Wilmersdorf umbenannt wurde. Die Benennung in Schöneberg folgte 1912. Zwischen 1856 und 1875 ist auch der Name Schöneberger Weg nachgewiesen und danach bis zur heutigen Benennung im Jahr 1888 Schleswiger Straße. | Badensche Straße                                                                                          |
| Ballenstedter Straße (Lage)            | 0200                                  | Ballenstedt, Kleinstadt am Rand des Ostharzes | 19. Feb. 1911       | Die Straße liegt zwischen Brandenburgischer und Eisenzahnstraße. Der vorherige Name war Straße 9. Sie wurde am 14. Juni 1910 in Briloner Straße und 1911 in den heutigen Straßennamen umbenannt. | Ballenstedter Straße                                                                                      |
| Bamberger Straße (Lage)                | 1020 (im Ortsteil)                    | Bamberg, Stadt in Franken | 1900                | Die ruhige, zentrumsnahe Wohnstraße mit Altbauten, Neu- und Nachkriegsbauten besitzt durch die umgebende Verkehrsführung wenig Durchgangsverkehr, sie liegt zwischen Geisberg- und Berliner Straße mit dem Straßenland und den westlichen Grundstücken im Ortsteil, die Ostseite der Straße liegt im Ortsteil Schöneberg. Die Straße 51, damals noch vollständig in Schöneberg, lag zwischen der Geisberg- und der heutigen Wexstraße. Mit der Umbenennung wurde der südliche Abschnitt zunächst als Verlängerte Bamberger Straße bezeichnet. 1906 wurde dieser südliche Abschnitt der Bamberger Straße als Kufsteiner Straße herausgelöst. | Bamberger Straße                                                                                          |
| Barbarossastraße (Lage)                | 080 (im Ortsteil)                     | Friedrich Barbarossa, Kaiser des Heiligen Römischen Reiches | 15. Juni 1892       | Der westliche Abschnitt zwischen Aschaffenburger und Bamberger Straße liegt im Ortsteil, der größere Teil liegt in Schöneberg. Vor 1876 lag hier die Buschstraße in Richtung Hopfenbruch. Ab 1890 erhielt deren nordöstlicher Abschnitt zwischen Bamberger und Aschaffenburger Straße die Bezeichnung Straße 50 und schließlich 1892 Barbarossastraße. Deren südlicher Abschnitt zwischen Aschaffenburger und Berliner Straße wurde Teil der Straße 48 und 1906 zur Jenaer Straße benannt. | Barbarossastraße                                                                                          |
| Barstraße (Lage)                       | 0920                                  | Bar-sur-Aube, französische Stadt mit wichtiger Rolle bei den napoleonischen Befreiungskämpfen | 8. Jan. 1892        | Die Straße liegt (in Nord-Süd-Richtung) zwischen der Brandenburgischen und Mecklenburgischen Straße. Zwischen Mannheimer und Wallenbergstraße überquert sie den Fennsee. Die um 1885 angelegte Straße trug bis 1892 die Bezeichnung Straße 34a nach Bebauungsplan. | Barstraße                                                                                                 |
| Bayerische Straße (Lage)               | 0560                                  | Königreich Bayern, Bundesstaat des Deutschen Kaiserreichs | 1908                | Die Straße verbindet Olivaer Platz und Pommersche Straße. Sie wurde um 1885 mit der Bezeichnung Straße 16a angelegt und seit 1892 als Baiersche Straße verzeichnet, die Änderung der Schreibweise von „Baiern“ wurde 1908 ausgeführt. | Bayerische Straße                                                                                         |
| Bechstedter Weg (Lage)                 | 0360                                  | Bechstedt, Ort in Thüringen | 15. Dez. 1930       | Die Straße liegt mit den Grundstücken 1–19 (fortlaufend) zwischen Rudolstädter Straße und Hohenzollerndamm entlang des Grabens der Ringbahntrasse und der Stadtautobahn, wobei die Ortsteilgrenze zu Schmargendorf zwischen Autobahn und Bahn liegt. Da der Weg am Graben verläuft, ist nur die nordöstliche Seite bebaut, während die Grundstücke an der Zufahrt von der Rudolstädter Straße her zu dieser gehören. | Bechstädter Weg                                                                                           |
| Bergheimer Platz (Lage)                | 070 × 70                              | Bergheim, Stadt in Nordrhein-Westfalen | 18. Dez. 1919       | Der Bergheimer Platz liegt an der Laubacher Straße im Rheingauviertel. Westlich münden die Bergheimer und die Wetzlarer Straße, von Osten die Schwalbacher Straße. Auf dem nach der Kirche gestalteten Platz, der mit Bäumen umstanden ist, steht die Marienkirche von 1914. Die Grundstücke Bergheimer Platz 1/2 und 4 gehören zur Künstlerkolonie. | St. Marien-Kirche                                                                                         |
| Bergheimer Straße (Lage)               | 060                                   | Bergheim, Stadt in Nordrhein-Westfalen | 19. Aug. 1909       | Die Straße im Rheingauviertel liegt zwischen Bergheimer Platz und Südwestkorso. Das 1929–1930 entstandene Gemeindehaus und Pfarrhaus von Carl Kühn ist ein gelistetes Baudenkmal. Die Grundstücke Bergheimer Straße 2 und 4–7 gehören zur Künstlerkolonie. | Bergheimer Straße                                                                                         |
| Berliner Straße (Lage)                 | 1100                                  | frühere Verbindungsstraße zwischen Wilmersdorf und Alt-Berlin | 1888                | Die Straße liegt zwischen Hoffmann-von-Fallersleben-Platz/Konstanzer Straße und der Ortsteilgrenze zu Schöneberg an der Kufsteiner/Bamberger Straße. 1871 wurde Berlin zur Reichshauptstadt und die Gemeinde Wilmersdorf benannte eine in die Richtung führende Ausfallstraße durch die Zusammenlegung einiger vorhandener Straßen. Zum bestehenden Berliner Weg, der seit der Zeit nach 1695 nachgewiesen ist, wurde die um 1856 angelegte Hintere Straße und der um 1856 ausgebaute Spandauer Weg, der ab Blissestraße nach Westen führte, 1888 einbezogen. Weiterhin wurde der um 1830 bestehende Hohe Weg, der bis um 1856 so benannt war, und die um 1875 geschaffene Holsteiner Straße mit einbezogen. | Berliner Straße · Berliner Straße/Bundesallee                                                             |
| Bernhardstraße (Lage) (Lage)           | 060 + 60                              | Bernhard Wagner, Grundbesitzer in Wilmersdorf | 24. Aug. 1893       | Die zentral gelegene Wohn- und Geschäftsstraße mit überwiegend Altbauten und Zugang zur S-Bahn liegt direkt an der Stadtautobahn. Auf dem ehemaligen Straßengelände unter der Autobahn gibt es einen Parkplatz. Die Straße mit den Grundstücken 2–18a (fortlaufend) besteht aus zwei parallel verlaufenden Teilen, beide liegen zwischen Wexstraße und der Stadtautobahn, wobei diese neben der Ringbahn außerhalb des Ortsteils liegt und die zugängliche Fläche unter die Fläche der Autobahn führt, mit dem Zugang zum Bahnhof Berlin Bundesplatz. Die Straße wurde vom Eigentümer um 1890 auf seinem Grundstück angelegt und er gab seinen Vornamen für die Benennung, vorher Straße 12 des Bebauungsplans. Die zentral gelegene Wohn- und Geschäftsstraße hat direkten Zugang zur S-Bahn. An der Straße stehen überwiegend Altbauten. | Bernhardstraße westlicher Teil                                                                            |
| Beverstedter Weg (Lage)                | 080                                   | Beverstedt, Ort im Landkreis Cuxhaven in Niedersachsen | 15. Dez. 1930       | Der vorherige Name war Straße S 6. Die Straße liegt zwischen Sylter und Borkumer Straße. | Beverstedter Weg                                                                                          |
| Bielefelder Straße (Lage)              | 0470                                  | Bielefeld, Stadt in Nordrhein-Westfalen | 22. Jan. 1958       | Der vorherige Name von 1895 bis zur Umbenennung 1958 war Osnabrücker Straße. Die Straße liegt zwischen Westfälischer Straße und Hohenzollerndamm. | Bielefelder Straße                                                                                        |
| Binger Straße (Lage)                   | 1190                                  | Bingen am Rhein, Stadt in Rheinland-Pfalz | 25. Apr. 1894       | Die Binger Straße liegt im Rheingauviertel zwischen Mecklenburgischer und Wiesbadener Straße mit fortlaufender Nummerierung. Die bereits vorher angelegte Straße wurde am 18. Januar 1892 zunächst als Bingener Straße benannt, zwei Jahre später wurde der Name angepasst. | Binger Straße                                                                                             |
| Birger-Forell-Platz (Lage)             | 040 × 40 (Dreiecksform)               | Birger Forell (1893–1958), schwedischer Pfarrer | 25. Juni 1981       | Der Platz ist eine vorher namenlose Straßenkreuzung mit geringfügigen zusätzlichen Freiräumen, die eine Platzstruktur ergeben und liegt an der Mündung der Paretzer Straße an der Südwestecke und der Hildegardstraße im Nordosten auf die Blissestraße. | Birger-Forell-Platz                                                                                       |
| Blissestraße (Lage)                    | 0800                                  | Christian Blisse (1823–1905), sogenannter „Millionenbauer“ und seine Frau Amalie Blisse (1845–1907), Rentier und Patronatsältester | 31. Juli 1947       | Die Straße liegt zwischen Berliner Straße und durch die Ringbahn- und Autobahnbrücke bis an die Varziner Straße. Im südlichen Teil wurde schon vor 1856 der alte Landweg von Wilmersdorf nach Steglitz als Steglitzer Weg bezeichnet. Mit der Entstehung Friedenaus lag hier die Gemarkungsgrenze zwischen Wilmersdorf und Friedenau und wurde zur Steglitzer Straße. Im Jahr 1888 bekam der Verkehrsweg wegen der Reichsbildung von 1871 den Namen Augustastraße und in der Zeit des Nationalsozialismus und ab 1937 wurde sie zur Stenzelstraße umbenannt. Mit der Entnazifizierung erfolgte 1947 die jetzige Benennung nach einem anderen Wilmersdorfer Bürger. Am 1. September 1967 wurde der Abschnitt der Straße Am Volkspark vor der Friedrich-Ebert-Schule einbezogen. | Blissestraße · Früheres Finanzamt Wilmersdorf                                                             |
| Blüthgenstraße (Lage)                  | 0130                                  | Victor Blüthgen (1844–1920), Schriftsteller | 2. Jan. 1914        | Die Straße entstand durch die Zusammenführung der Straße 74 und der Straße 7 anlässlich des 70. Geburtstags des Namensgebers Blüthgen. Sie liegt zwischen Ruhr- und Westfälischer Straße. | Blüthgenstraße                                                                                            |
| Bonner Straße (Lage)                   | 0180                                  | Bonn, Stadt in Nordrhein-Westfalen | 19. Aug. 1909       | Diese Straße im Rheingauviertel liegt zwischen Kreuznacher Straße und Südwestkorso. Die Grundstücke Bonner Straße 1–15 gehören zur Künstlerkolonie. | Bonner Straße                                                                                             |
| Borkumer Straße (Lage)                 | 0280 (im Ortsteil)                    | Borkum, ostfriesische Insel | 6. März 1891        | Die Straße liegt zwischen Norderneyer und Misdroyer Straße, wobei der Abschnitt westlich der Zoppoter Straße in Schmargendorf liegt. | Borkumer Straße                                                                                           |
| Brabanter Platz (Lage)                 | 0040 × 40 (Dreiecksform)              | Brabant, ehemalige Provinz des Königreichs Belgien | 19. Feb. 1911       | Der vorherige Platz C des Bebauungsplans wurde 1911 in der Trasse der Mecklenburgischen Straße gebildet. Der Platz mit den Grundstücken 1–3 ist eine Grünfläche an der Mündung der gebogenen Paretzer Straße, wobei die ursprüngliche Mündung der Brabanter Straße auf dem Platz wohl durch das Eckhaus Nummer 20 verschoben wurde. | Brabanter Platz                                                                                           |
| Brabanter Straße (Lage)                | 0115                                  | Brabant, ehemalige Provinz des Königreichs Belgien | 1. Feb. 1921        | Die Straße liegt zwischen der Mecklenburgischen Straße und der Verlängerung als Aachener Straße. Sie führte beim Anlegen von der Wallenberg- zur damaligen Detmolder Straße. Mit dem Ausbau der Stadtautobahn änderte sich die Lage am südlichen Straßenende. Seit 1. Mai 1971 verläuft sie nur noch zwischen Mecklenburgischer und Aachener Straße, der verbliebene Abschnitt wurde einbezogen. | Brabanter Straße                                                                                          |
| Brandenburgische Straße (Lage)         | 1760                                  | Brandenburg, Kurfürstentum und preußische Provinz | 16. März 1888       | Die verkehrsreiche Durchgangsstraße befindet sich zwischen Berliner Straße und Kurfürstendamm am Adenauerplatz. Die Straße liegt in der Trasse des historischen Verbindungswegs zwischen Wilmersdorf und Charlottenburg. Der um 1856 benannte Charlottenburger Weg wurde mit der Verstädterung des Gebietes zunächst geteilt, der südliche Teil zwischen der Westfälischen und der Berliner Straße wurde um 1880 Westendstraße benannt, der nördliche Teil zum Kurfürstendamm behielt den Namen Charlottenburger Weg. Mit seinem verkehrsgerechten Ausbau wurde er zur Wilmersdorfer Chaussee. 1888 erhielt der Straßenzug schließlich den jetzigen Namen. Kurz nach Ende des Zweiten Weltkriegs nahm das neugebildete Ernährungsamt der Stadt Berlin in dieser Straße seinen Sitz. An der Ecke zur Paulsborner Straße steht das als „Lottohaus“ bezeichnete Gebäude der Deutschen Klassenlotterie. In der Brandenburgischen Straße 73 befindet sich das Café Pssst!, eine Anbahnungsgaststätte für sexuelle Dienstleistungen. Der Preußenpark bietet Ruhe vor dem Verkehrslärm. | Das Lottohaus in der Brandenburgischen Straße                                                             |
| Bregenzer Straße (Lage)                | 0240                                  | Bregenz, Stadt in Österreich | 16. Juni 1908       | Die Straße zwischen Düsseldorfer Straße und Olivaer Platz wurde um 1900 als Straße 33 angelegt. | Bregenzer Straße                                                                                          |
| Breitenbachplatz (Lage)                | 0200 × 100 (ovale Form)               | Paul von Breitenbach (1850–1930), preußischer Minister für öffentliche Arbeiten | 26. Aug. 1913       | Der Name zwischen 1892 und 1913 war Rastatter Platz, die Umbenennung erfolgte 1913 anlässlich der Eröffnung der U-Bahn-Linie nach Dahlem, an deren Bau der preußische Minister Paul von Breitenbach wesentlichen Anteil hatte. Die Grünanlagen des Platzes entwarf der Gartenarchitekt Georg Kuphaldt. Die Grundstücke 1 und 4 am Nordrand des Platzes liegen im Ortsteil, der überwiegende Teil des Platzes liegt in Dahlem und Steglitz. | Südwestliche Seite des Breitenbachplatzes mit einem der drei Zugänge zur U-Bahn                           |
| Brienner Straße (Lage)                 | 0250                                  | Schlacht von Brienne bei Brienne-le-Château | 8. Jan. 1892        | Die Straße liegt zwischen Hohenzollerndamm und Berliner Straße und trug um 1885 im Bebauungsplan die Bezeichnung Straße 32a. Sie wurde zur Erinnerung an den aus den Befreiungskriegen bekannten Ort Brienne-le-Château benannt. | Brienner Straße am Rathaus Wilmersdorf                                                                    |
| Bruchsaler Straße (Lage)               | 0160                                  | Bruchsal, Stadt in Baden-Württemberg | 30. Juni 1908       | Der Anlass für die Benennung der Straße zwischen Durlacher und Wexstraße ist wohl das Gefecht vom 24. Juni 1849 bei dem unter dem Oberbefehlshaber der Operationsarmee des Prinzen von Preußen und späteren Kaiser Wilhelm I. in Baden die Badische Revolution 1849 blutig niedergeschlagen wurde. | Bruchsaler Straße                                                                                         |
| Bundesallee (Lage)                     | 2300 (im Ortsteil)                    | Bundeshaus zwischen der Schaper- und Spichernstraße | 18. Juli 1950       | Die Allee wurde zwischen 1872 und 1874 unter dem Namen Kaiserstraße angelegt und nach dem Tod des Kaisers 1888 in Kaiserallee umbenannt. Nach dem Zweiten Weltkrieg, mit der Einweihung des Bundeshauses durch Bundeskanzler Konrad Adenauer in dieser Straße erhielt der Verkehrsweg seinen neuen Namen. Die Straße bildet einen Teil der Nord-Süd-Achse der „Carstenn-Figur“, sie liegt im Ortsteil zwischen der Lietzenburger Straße und der Stadtautobahn, an deren Nordseite die Ortsteilgrenze verläuft. Die südliche Weiterführung bis zum Walther-Schreiber-Platz liegt im Ortsteil Friedenau. Auf dem Bereich der breiten Magistrale in unmittelbarer Nachbarschaft zur City-West stehen mit der Universität der Künste Berlin (dem ehemaligen Joachimsthalschen Gymnasium), dem Bundeshaus, der Investitionsbank Berlin und dem Shaolin Tempel einige markante Gebäude. Zwei Straßentunnel aus Zeiten der autogerechten Stadtplanung (Wilmersdorfer Tunnel, Tunnel unter der Berliner/Badenscher Straße) lassen den Verkehr auf der mehrspurigen Fahrbahn meist reibungslos fließen. Für Fußgänger gibt es kurze Grünphasen meist nur über eine Fahrspur, lediglich am Volkspark Wilmersdorf erleichtert der „Volksparksteg“ den Übergang über die stark befahrene Straße. Wohn- und Geschäftshäuser säumen den Straßenrand. | Volksparksteg von 1971. Die Schrägseilbrücke verbindet den Volkspark Wilmersdorf über der Bundesallee     |
| Bundesplatz (Lage)                     | 0200 × 120                            | Lage in der Trasse der Bundesallee | 18. Juli 1950       | Die Bundesallee weitet sich an der Straßenkreuzung Detmolder Straße und Wexstraße, um den Verkehrslärm zu dämpfen, wurde die Bundesallee unterirdisch geführt. Die belebte Straßenkreuzung hat Verkehrsanbindungen und um den Platz stehen Wohn- und Geschäftshäuser. 1875 wurde der Platz als Straßburger Platz angelegt und 1888 nach dem eine Woche zuvor verstorbenen Kaiser Wilhelm I. in Kaiserplatz umbenannt. 1909 wurde die Mittelfläche des Platzes als Park mit Springbrunnen und Beeten hergerichtet. 1950 wurde er gemeinsam mit der anliegenden Bundesallee umbenannt. Der Platz liegt mit den Grundstücken 1–20 (fortlaufend) als Erweiterung der Bundesallee zwischen Detmolder/Wexstraße in Höhe der Tübinger Straße, die Mainzer Straße mündet hier, der U-Bahnhof Bundesplatz befindet sich unter dem Platz. Während der Baumaßnahmen in den 1960er Jahren wurde der Platz auch „Buddelplatz“ genannt, da parallel zum Wilmersdorfer Straßentunnel auch die Linie U9 der U-Bahn durch einen weiteren Tunnelbau erweitert wurde. Nach der Fertigstellung wurde die Tunneldecke neu gestaltet und es entstand der heutige Platz mit der Skulptur „Phönix“. | Bundesplatz in Höhe Wexstraße (Blickrichtung nach Nordosten)                                              |
| Burgunder Straße (Lage)                | 0140                                  | Burgund, französische Region | 19. Aug. 1909       | Die Straße liegt zwischen Laubacher und Spessartstraße südlich der Ringbahn und Stadtautobahn. | Burgunder Straße                                                                                          |
| Cicerostraße (Lage)                    | 1030                                  | Johann Cicero (1455–1499), Kurfürst von Brandenburg | 8. Jan. 1892        | Zwischen Kurfürstendamm und Seesener Straße liegend, gehört die Straße mit ihren östlichen Grundstücken zum Ortsteil, die Westseite gehört zu Halensee. Die komplette Kreuzung mit der Paulsborner und Westfälischen Straße liegt im Ortsteil. Ab 1885 war die Straße 41 des Bebauungsplans der nördliche Abschnitt, der 1892 benannt wurde. Am 2. März 1911 wurde in der südlichen Verlängerung die bisherige Liegnitzer Straße einbezogen. | Cicerostraße                                                                                              |
| Darmstädter Straße (Lage)              | 0140                                  | Darmstadt, zum Benennungszeitpunkt Großherzogtum Hessen-Darmstadt | 16. Jan. 1908       | Die Straße liegt zwischen der Württembergischen und Sächsischen Straße und entstand nach Bebauungsplan als Straße 19. | Darmstädter Straße                                                                                        |
| Deidesheimer Straße (Lage)             | 0310 (im Ortsteil)                    | Deidesheim, rheinland-pfälzische Stadt | 19. Aug. 1909       | Die Straße, zuerst Straße 14 nach Bebauungsplan, liegt zwischen Südwestkorso und Spessartstraße, aber nur westlich der Laubacher Straße im Ortsteil, sie setzt sich ostwärts im Ortsteil Friedenau fort. Sie liegt im Rheingauviertel. | Deidesheimer Straße                                                                                       |
| Detmolder Straße (Lage)                | 1000                                  | Detmold, Stadt in Ostwestfalen-Lippe | 22. Dez. 1911       | Bereits vor 1874 war hier die Margarethenstraße angelegt und wurde 1888 in die Ringbahnstraße einbezogen. 1911 wurde die Straße neu benannt. Die zentrale und verkehrsgünstige Wohn- und Geschäftsstraße liegt zwischen Bundesplatz und Mecklenburgischer Straße. Mit dem Bau der Stadtautobahn wurde am 1. Mai 1971 der Abschnitt zwischen Aachener und Brabanter Straße herausgelöst und in die Aachener Straße einbezogen, da die Detmolder Straße südlicher mit zwei getrennten Fahrbahnen sowie Auf- und Abfahrten zur Stadtautobahn um den bisherigen Abschnitt herumgeführt wurde. Der Autofahrer wird von der Mecklenburgischen Straße zur Bundesallee geführt, die Fußgänger benutzen die Aachener Straße. Die Wohn- und Geschäftsstraße liegt zentral und verkehrsgünstig, an der südlichen Straßenseite besteht der Ausblick auf die A 100 und die Berliner Ringbahn. | Evangelische Vaterunser-Kirche in der Detmolder Straße                                                    |
| Dillenburger Straße (Lage)             | 0610 (im Ortsteil)                    | Dillenburg, Stadt in Hessen | 8. Jan. 1892        | Die Straße liegt in Verlängerung der Helgolandstraße zwischen Norderneyer Straße und Breitenbachplatz und liegt mit den südlichen Grundstücken 1–7 (ungerade) am östlichen Ende in Dahlem. Der nordwestliche Abschnitt des Steglitzer Wegs im Ortsteil wurde am 6. März 1891 in Helgolandstraße und 1892 der südöstliche in Dillenburger Straße umbenannt. | Dillenburger Straße                                                                                       |
| Düsseldorfer Straße (Lage)             | 1100                                  | Düsseldorf, nordrhein-westfälische Landeshauptstadt | 8. Jan. 1892        | Die nach Bebauungsplan entstandenen Straße 7b und Straße 7c zwischen Konstanzer und Eisenzahnstraße wurden zusammengefasst und benannt. Am 4. November 1915 wurde die östliche Verlängerung, die Marienburger Straße, einbezogen und der westliche Abschnitt zwischen Eisenzahn- und Brandenburgischer Straße in Paderborner Straße umbenannt. Die Straße liegt heute als Stadtstraße bebaut mit mehrgeschossigen Mietshäusern zweispurig mit Parkspur und Schrägparkbuchten zwischen der Brandenburgischen Straße und dem Hohenzollerndamm. | Düsseldorfer Straße                                                                                       |
| Duisburger Straße (Lage)               | 0230                                  | Duisburg, Stadt in Nordrhein-Westfalen | 30. Nov. 1910       | Die Straße liegt zwischen Brandenburgischer und Konstanzer Straße als Einbahnstraße. Als Straße 11 des Bebauungsplans wurde sie vor 1910 als Jülicher Straße benannt, bevor sie Ende 1910 den heutigen Namen erhielt. | Duisburger Straße                                                                                         |
| Durlacher Straße (Lage)                | 0600                                  | Durlach, ehemalige markgräfliche Residenzstadt | 16. März 1888       | Bereits vor 1874 ist hier südlich vom (heutigen) Volkspark die Jungfernstraße verzeichnet, die 1888 wenige Tage nach dem Tod Kaiser Wilhelms I., dem Oberbefehlshaber der Operationsarmee, benannt wurde. In Baden wurde 1849 die badische Revolution blutig niedergeschlagen, dabei fand bei Durlach am 25. Juni 1849 „ein Gefecht zwischen preußischer Landwehr und badischen Insurgenten“ statt. Zunächst verlief die Durlacher Straße zwischen der heutigen Bundesallee und der Kuppenheimer Straße, der Abschnitt zur Kufsteiner Straße, der Bezirksgrenze zu Schöneberg, kam am 16. August 1928 hinzu. Die ruhige und zentrale Wohnstraße mit Alt- und Neubauten grenzt im Norden direkt an den Volkspark Wilmersdorf. An der Straße liegen die 20 Lauben der „KGA Durlach“, die als Wohnungsbauprojekt im Bestand bedroht ist. In dem Atelier- und Wohnhaus Zum Bieber (Nr. 15/15a; früher Nr. 14/15) arbeiteten und/oder wohnten in der ersten Hälfte des 20. Jahrhunderts die Künstler Ernst Ludwig Kirchner, Max Pechstein, Gerhard Marcks, Richard Scheibe, Clara Siewert und Elisabeth Siewert. | Durlacher Straße                                                                                          |
| Eberbacher Straße (Lage)               | 0420                                  | Kloster Eberbach in Eltville am Rhein | 17. Mai 1930        | Die Straße im Rheingauviertel liegt zwischen Rüdesheimer und Schlangenbader Straße. Vorher Straße 78, wurde zunächst der Teil zwischen Schlangenbader und Johannisberger Straße benannt. Am 20. Juli 1938 wurde die östliche Verlängerung, die bisherige Neckarstraße, eingebunden und so wurde gleichzeitig ein bei – der Bildung von Groß-Berlin mehrfach vorhandene – Straßenname aufgehoben. | Eberbacher Straße                                                                                         |
| Eisenzahnstraße (Lage)                 | 1200                                  | Friedrich II. (1413–1471), brandenburgischer Kurfürst, genannt „Eisenzahn“ | 8. Jan. 1892        | Sie liegt zwischen Kurfürsten- und Hohenzollerndamm. Dieser Straßenzug entstand um 1885 als Straße 22a und Straße 27. Am 8. Januar 1892 erfolgte deren Benennung nördlich der Westfälischen Straße in Eisenzahnstraße und südlich als Wohlauer Straße. Am 18. Juni 1911 wurde die Wohlauer Straße in die Eisenzahnstraße einbezogen. In der Eisenzahnstraße befindet sich die Annie Heuser Schule (Waldorfschule), die Katharina-Heinroth-Grundschule, die Theaterkunst GmbH und die Deutsche Rentenversicherung. | Eisenzahnstraße                                                                                           |
| Eislebener Straße (Lage)               | 0270 (im Ortsteil)                    | Eisleben, Stadt in Sachsen-Anhalt | 14. Feb. 1895       | Die Straße liegt zwischen Nürnberger und Rankestraße, wobei die Straße und die nördliche Straßenseite zum Ortsteil Charlottenburg gehören. Vor der Benennung, die sich an Wirkungsstätten von Martin Luther orientierte, war es die Straße 31a, Abt. IV des Bebauungsplans. | Eislebener Straße                                                                                         |
| Emser Platz (Lage)                     | 0100 (Durchmesser)                    | Bezug zur anliegenden Straße | 14. Nov. 1901       | Der Emser Platz, um 1885 als Platz B angelegt, wurde um 1890 in Platz E umbenannt und erhielt 1892 den Namen Hohenzollernplatz. Im Jahr 1901 bekam er die aktuelle Bezeichnung nach dem Badeort der Hohenzollern, während der erste Name für eine repräsentativere Erweiterung, den heutigen Hohenzollernplatz, vorgesehen war. Der Platz mit den Grundstücken 1, 2 (südlich) und 5–5f (nördlich) wird vom Hohenzollerndamm durchquert und nordöstlich vom Straßenzug Emser/Güntzelstraße und südwestlich von Pommersche/Sigmaringer Straße tangiert, allerdings wird der Verkehr der Pommerschen weiter westlich über die Sächsische Straße geführt. Die Begrünung des östlichen Endes der Pommerschen Straße erhebt den Platzcharakter wieder. | Emser Platz                                                                                               |
| Emser Straße (Lage)                    | 0830                                  | Bad Ems, Stadt in Rheinland-Pfalz | 8. Jan. 1892        | Vor der Benennung ein Abschnitt von Straße 10a liegt sie zwischen Emser Platz und Lietzenburger Straße. Von der Lietzenburger Straße her ist sie nur als Einfahrstraße in die 30er-Zone zugelassen, dennoch nicht als Einbahnstraße ausgewiesen und deshalb hier mit einem kleinen Wendehammer versehen. | Emser Straße                                                                                              |
| Ermslebener Weg (Lage)                 | 090                                   | Ermsleben, Stadtteil von Falkenstein/Harz | 17. Mai 1930        | Die Straße zwischen Wallenberg und Rudolstädter Straße war um 1885 im Bebauungsplan als Straße 32a verzeichnet, ab 1912 war sie ein Teil der Straße 39. | Ermslebener Weg                                                                                           |
| Ettaler Straße (Lage)                  | 0180                                  | Ettal, Landgemeinde in Bayern | 20. März 1957       | Die Straße geht von der Geisbergstraße als Sackgasse ab, eine Ausfahrt zur Lietzenburger Straße ist nicht möglich, allerdings ist ein Wendeplatz vorhanden. In Verlängerung der Bamberger Straße verläuft die Ortsteilsgrenze am östlichen Straßenrand, deren Grundstücke liegen in Schöneberg. Von 1892 bis 1957 war die Ettaler Straße der Südteil der Passauer Straße, die heute jenseits der Lietzenburger Straße vollständig zu Schöneberg gehört. | Ettaler Straße                                                                                            |
| Fasanenplatz (Lage)                    | 0100 × 60                             | Bezug zur anliegenden Straße | 14. Nov. 1901       | Der Fasanenplatz ist der nordwestliche von vier Plätzen, die die Eckpunkte der „Carstenn-Figur“ bilden. Er liegt im Zuge der Fasanenstraße östlich der Straße und Schaper- und Meierottostraße münden östlich, die Ludwigkirchstraße von Westen auf dem Platz. Der innerstädtische baumbestandene Platz ist mit dem parkähnlichen Gelände um die Berliner Festspiele und der Gerhart-Hauptmann-Anlage verbunden. Auf dem Platz steht ein Brunnen und ein Feuermelder. | Fasanenplatz                                                                                              |
| Fasanenstraße (Lage)                   | 1040 (im Ortsteil)                    | 1755 hier angelegte Fasanerie von König Friedrichs II. | 1901                | Die Straße verbindet die Müller-Breslau-Straße (nahe der Straße des 17. Juni) mit dem Hohenzollerndamm. Zum Ortsteil gehört nur der Südrand der Lietzenburger Straße, der nördliche Straßenzug liegt in Charlottenburg. Die namensgebende Fasanerie musste 1841 der Anlage des Zoologischen Gartens weichen und wurde nach Potsdam verlegt. Im Stadtplan Berlins von 1857 ist die Trasse als ein Weg ohne Bezeichnung eingetragen. Auf einer vor 1874 publizierten Karte verlief die Fasanenstraße (in Wilmersdorf die westliche Begrenzung der Carstenn-Figur) in gerader Linie von der Hardenbergstraße zum (heutigen) Nikolsburger Platz, vor 1876 nur noch bis zur Grunewaldstraße (heute: Hohenzollerndamm). 1890 ist für den Wilmersdorfer Teil zwischen Nachodstraße und Lietzenburger Straße, bereits die Bezirksgrenze, Gravelotter Straße eingetragen, aber 1896 wieder Fasanenstraße. In der Fasanenstraße 61 lebte der Schriftsteller Heinrich Mann. | Wohnhaus von Heinrich Mann, Fasanenstraße 61                                                              |
| Fechnerstraße (Lage)                   | 0400                                  | Hanns Fechner (1860–1931), Wilmersdorfer Maler | 31. Juli 1947       | Sie liegt zwischen Berliner Straße und Sigmaringer Straße (Sackgasse). Um 1856 befand sich hier der Weg An der Trift, der um 1890 als Lauenburger Straße benannt wurde. 1937 wurde sie in Walter-Fischer-Straße und bei der Entnazifizierung 1947 nach einer Wilmersdorfer Persönlichkeit benannt. | Fechnerstraße                                                                                             |
| Fehrbelliner Platz (Lage)              | 0100 (Durchmesser)                    | Schlacht bei Fehrbellin | 8. Jan. 1892        | Ab 1885 nach Bebauungsplan als Platz C angelegt, wurde er 1892 benannt. Der Platz wurde in der Verkehrsführung zur erweiterte Kreuzung von Brandenburgischer Straße (U-Bahn-Linie U7) und Hohenzollerndamm gestaltet. Im Südosten ist er vom Halbkreis der öffentlichen Gebäude mit Senatsverwaltung (Nr. 2), von Hauptzollamt (Nr. 3) und dem Bezirksamt Charlottenburg-Wilmersdorf (Nr. 4) eingegrenzt. An der Nordostecke mündet die Württembergische Straße am Landesverwaltungs- und -ordnungsamt (Nr. 1), gegenüber an der Westseite liegen die Gebäude der Deutschen Rentenversicherung (Nr. 5). Von Süden her mündet die Barstraße auf dem Platz in die Brandenburgische Straße, unter deren Fahrbahn biegt die U-Bahn-Linie U3 nach Nordost in den Hohenzollerndamm, auf dem Platz befindet sich der U-Bahnhofspavillon. Der Nordwesten des Platzes wird vom Preußenpark (Nr. 7) mit dem „Parkcafé“ (Nr. 8) begrenzt. Die Hausnummer 6 ist nicht vergeben. | Gebäude der Nordstern-Versicherung am Fehrbelliner Platz                                                  |
| Franz-Cornelsen-Weg (Lage)             | 0220                                  | Franz Cornelsen (1908–1989), Gründer des Cornelsen Verlags | 10. Juli 1996       | Der Privatweg liegt zwischen Dillenburger und Mecklenburgischer Straße. | Franz-Cornelsen-Weg                                                                                       |
| Friedrich-Hollaender-Platz (Lage)      | 050 × 30 (Dreiecksform) (im Ortsteil) | Friedrich Hollaender (1896–1976), Revue- und Tonfilmkomponist, Kabarettist und Musikdichter, der in der NS-Zeit emigrieren musste | 18. Jan. 2012       | Der Platz liegt südlich der Lietzenburger Straße, die das Dreieck in Charlottenburg abschließt, das im Ortsteil zwischen Joachimsthaler Straße (Nr. 24) und Rankestraße (Nr. 17 und 18) aufgespannt wird, das Grundstück Rankestraße 16a in der Platzmitte ist unbebaut. Vom Südende des Platzes geht die Bundesallee ab. Dem Platz selbst sind keine Grundstücke zugeordnet. Er hieß von 1901 bis 2012 Rankeplatz, wurde 2011/2012 neu gestaltet und daraufhin umbenannt. Die neue Bemöbelung ist sehr betonlastig und fordert nicht zum Bleiben auf. Die Stele mit biografischen Daten zeigt einen Schnappschuss, auf dem überwiegend Marlene Dietrich zu sehen ist und am unteren Rand Friedrich Hollaender. Die „feierliche Einweihung“ des Platzes fand am 18. Juni 2012 in Anwesenheit der Tochter Friedrich Hollaenders, Melodie Hollaender, statt. | Rankeplatz vor der Neugestaltung · Neu gestalteter Friedrich-Hollaender-Platz                             |
| Fürther Straße (Lage)                  | 0120                                  | Fürth, Stadt in Bayern | 6. Dez. 1898        | Die Straße liegt zwischen Geisberg- und Lietzenburger Straße, geht aber zu letzterer nicht durch. Sie war ab 1890 bis zur Benennung 1898 Straße L des Bebauungsplans. Mit der östlichen Verlängerung der Lietzenburger Straße entfiel nach 1960 der nördliche Straßenabschnitt. | Fürther Straße                                                                                            |
| Gasteiner Straße (Lage)                | 0460                                  | Bad Gastein, Kurort in Österreich | 16. März 1888       | Die Straße liegt zwischen Nassauischer und Sigmaringer Straße. Um 1875 befand sich hier die Buchhofstraße, um 1880 umbenannt in Kirchhofstraße. 1888 entstand die Gasteiner Straße durch Zusammenlegung der Kirchhofstraße und der Straße 19a (ab 1885 zwischen Nassauischer und Uhlandstraße) des Bebauungsplans. Das Goethe-Gymnasium, das Eckhaus Nr. 9–10 und die Feuerwache Wilmersdorf sind gelistete Baudenkmale. Die Straße besitzt Hufeisennummerierung, diese beginnt mit Nr. 1 an der Nordostecke zur Nassauischen Straßen und führt nach Westen an den Habermannplatz, wo der Spielplatz Grundstück 15 ist. An der Südseite der Straße liegen die Grundstücke 17–34. Auf Nr. 19/20 befindet sich die Feuerwache, 21/25 ist das Goethe-Gymnasium (Adresse: 23). Die Zählung ist durch die schneidenden Straßen (Uhland- und Lauenburger Straße) nicht unterbrochen und setzt sich mit Nr. 26 fort. Die Straße gehört nach LOR mit den Grundstücken 1–8 und 26–34 zum Prognoseraum Volkspark Wilmersdorf, Planungsraum Nikolsburger Platz (04 05 16 52). Die westlichen Grundstücke 9–23 liegen im Prognoseraum Barstraße, Planungsraum Leon-Jessel-Platz (04 05 15 50). Die Postleitzahl der gesamten Straße ist 10717. | Berlin-Wilmersdorf Gasteiner Straße Stadtbücherei · Gasteiner Straße · Goethe-Gymnasium                   |
| Geisbergstraße (Lage)                  | 0290 (im Ortsteil)                    | Gefecht am Geisberg bei Weißenburg im Elsass, 1870 | 1893                | Die zentrale ruhige Wohnstraße mit wenig Gewerbe und sehenswerten Altbauten liegt zwischen Motz- und Spichernstraße, wobei sie zwischen Spichern- und Bamberger Straße im Ortsteil liegt und sich ostwärts nach Schöneberg fortsetzt. Die ehemalige Straße 50 des Bebauungsplans wurde um 1875 benannt, der Straßenabschnitt in Wilmersdorf ist bereits 1893 als Geisbergstraße eingezeichnet. Die Straße bildete bis 1938 die Grenze zum Bezirk Charlottenburg. Der Name geht auf die Erstürmung des Geisbergs im Deutsch-Französischen Krieg am 4. August 1870 durch preußische Truppen unter dem Kronprinzen, dem späteren Kaiser Friedrich III. zurück. Der Kurfürstendamm und die Tauentzienstraße sind schnell zu Fuß erreichbar. | Geisbergstraße                                                                                            |
| Geisenheimer Straße (Lage)             | 0640                                  | Geisenheim, Stadt in Hessen | 1. März 1912        | Die Straße liegt im Rheingauviertel zwischen Kreuznacher und Wiesbadener Straße. Wobei sie am südlichen Ende auf einen unbenannten Platz stößt und keine Überfahrt zur Laubacher Straße besteht, an dessen gegenüberliegender Stelle grenzt der Ortsteil an Friedenau und Steglitz. Die Grundstücke Geisenheimer Straße 2–59 gehören zur Künstlerkolonie | Geisenheimer Straße                                                                                       |
| Gerdauer Straße (Lage)                 | 090                                   | Gerdauen, deutsche Stadt in Ostpreußen, seit 1945 Schelesnodoroschny (Kaliningrad) in Russland | 4. Juli 1929        | Die Straße liegt zwischen Badensche Straße und Wilhelmsaue und wurde mehrfach umbenannt: Zunächst entstand die Hessische Straße 1890 aus der Zusammenlegung der seit 1874 bestehenden Flensburger Straße und der Hopfenbruchstraße. Im Jahr 1895 wurde sie zur Lieckstraße und 1901 zur Landhausstraße. Aus dem südlichen Abschnitt der Landhausstraße wurde 1920 die Gerdauener Straße abgetrennt. Gerdauen (bei Königsberg) war die frühere Patenstadt von Wilmersdorf, die während des Ersten Weltkriegs bei einem Gefecht am 9. September 1914 zum großen Teil zerstört wurde. 1929 erhielt sie letztlich den heutigen, in der Schreibweise angepassten Namen. | Gerdauer Straße                                                                                           |
| Gerolsteiner Straße (Lage)             | 0100                                  | Gerolstein, Stadt in Rheinland-Pfalz | 3. März 1919        | Die Straße im Rheingauviertel liegt zwischen Homburger und Eberbacher Straße, es ist ein Fußweg als Zugang, ein Straßenschild ist vorhanden. An der Westseite grenzt die Kleingartenanlage Johannisberg zu der die Grundstücke 1 und 2 gehören, 3 und 4 sind viergeschossige Wohnhäuser. Die Ostseite ist mit den fünf viergeschossigen Wohnhäusern 10–12a bebaut, die ein Reihenhauskarree mit Homburger Straße 25, Rüdesheimer Straße 2–6 und Eberbacher Straße 2 bilden. Diese Wohnbebauung ist als Baudenkmal zum Ensemble der Mietshausanlage „Gartenterrassenstadt Rheinisches Viertel“ gelistet. Die Postleitzahl ist 14197 und die Straße gehört nach LOR-Gliederung zum Planungsraum Binger Straße im Prognoseraum Wiesbadener Straße (04041343). Angelegt wurde sie als Privatstraße in den 1920er Jahren zwischen Wiesbadener und Homburger Straße und kreuzte die Neckarstraße. Wobei die Grundstücke 4–6, 7–9 nur im südöstlichen Eckhaus (Eberbacher Straße 3) bebaut wurden, das Gelände gehört ebenfalls zur KGA der Abschnitt wurde entwidmet. Die vorhandene Bebauung erfolgte bis 1920 in der Stadt Wilmersdorf. | Gerolsteiner Straße                                                                                       |
| Gieselerstraße (Lage)                  | 0300                                  | Johann Gieseler, (1842–1891) Wilmersdorfer Grundbesitzer | 24. Aug. 1893       | Sie liegt zwischen Brandenburgischer Straße und Hohenzollerndamm, bei der Benennung lag sie zwischen Hohenzollerndamm und Wegenerstraße. Am 18. Dezember 1906 wurde sie im Süden bis zur Brandenburgischen Straße verlängert. | Gieselerstraße                                                                                            |
| Grainauer Straße (Lage)                | 0220                                  | Grainau, Gemeinde im Landkreis Garmisch-Partenkirchen | 28. Jan. 1959       | Die Straße war ein Abschnitt der östlichen Begrenzung der „Carstenn-Figur“. Zwischen Geisberg- und Nachodstraße gelegen wurde sie um 1875 als Prinzenstraße angelegt und erhielt um 1885 den Namen Brandenburgische Straße. Am 16. März 1888 wurde sie in Prager Straße umbenannt, weil am gleichen Tage eine andere Wilmersdorfer Straße den Namen Brandenburgische Straße erhielt. Der nördliche Abschnitt der Prager Straße wurde am 28. Januar 1959 aus der Prager Straße herausgelöst und als Grainauer Straße benannt. | Grainauer Straße                                                                                          |
| Güntzelstraße (Lage)                   | 1240                                  | Bernhard Güntzel (1833–1892), Wilmersdorfer Kommunalpolitiker | 1893                | Die Güntzelstraße liegt zwischen Emser Platz am Hohenzollerndamm und Aschaffenburger Straße. Wichtigste Querstraße ist die in Nord-Süd-Richtung verlaufende Bundesallee, unter dieser verläuft seit 1971 die U-Bahn-Linie 9 mit dem U-Bahnhof Güntzelstraße. Das westlich davon gelegene Wohnquartier wird auch Güntzelkiez genannt. Am östlichen Ende der Güntzelstraße weicht die Stadtteilgrenze von der Ostseite der Bamberger Straße ab und schließt einen dreieckigen unbenannten Platz mit ein, wodurch die Güntzelstraße vollständig in Wilmersdorf liegt. Die Straße wurde östlich der heutigen Nassauischen Straße um 1872 als Königsberger Straße angelegt und wurde teilweise auch Gartenstraße genannt. Die Straße wurde 1890 in Hannoversche Straße umbenannt und drei Jahre später mit der westlich davon gelegenen Straße 13b unter dem heutigen Namen verbunden. | Güntzelstraße · Fleischerei Bachhuber                                                                     |
| Gustav-Rickelt-Weg (Lage)              | 065                                   | Gustav Rickelt (1862–1946), Schauspieler | 22. Nov. 1999       | Die Straße ist ein (halboffizieller) Verbindungsweg zwischen dem Südwestkorso und der Kreuznacher Straße, westlich vom Stückrückweg und östlich der Schildhornstraße. Der Weg ist vom Südwestkorso aus beschildert, Grundstücke sind nicht zugeordnet. | Gustav-Rickelt-Weg                                                                                        |
| Habermannplatz (Lage)                  | 040 × 40                              | Ernst Habermann (1866–1958) Oberbürgermeister von Deutsch-Wilmersdorf von 1909 bis 1920 | 14. Feb. 1964       | Der Platz ist ein unbebautes Grundstück (Gasteiner Straße 15) an der Nordostecke der Kreuzung Sigmaringer und Gasteiner Straße. Die Fläche des Platzes diente vor Jahrhunderten im Dorf Wilmersdorf als Begräbnisstätte und wurde um 1890 eingeebnet und deshalb im Berliner Volksmund als Knochenpark bezeichnet, unter der Bezeichnung Alter Begräbnisplatz und zwischen 1935 und 1964 Platz K war die Bezeichnung vor 1964. | Habermannplatz · Berlin-Wilmersdorf Habermannplatz                                                        |
| Hanauer Straße (Lage)                  | 0560                                  | Hanau, hessische Stadt | 8. Jan. 1892        | Nach dem Bebauungsplan um 1885 als Straße 45a angelegt, verläuft sie zwischen Heidelberger Platz und Laubacher Straße. Die Straße befindet sich im Rheingauviertel. | Hanauer Straße                                                                                            |
| Hans-Rosenthal-Platz (Lage)            | 0050 (Durchmesser)                    | Hans Rosenthal (1925–1987), Entertainer und Moderator | 2. Apr. 1993        | Auf den Hans-Rosenthal-Platz münden von Süden die Kufsteiner, von Südwesten die Durlacher, von Südost die Mettestraße und von Nordost die Fritz-Elsas-Straße. Der Platz und das Straßenland liegen in Wilmersdorf und die Bezirksgrenze zu Charlottenburg-Wilmersdorf liegt östlich um den Platz. Am Platz befindet sich das denkmalgeschützte und 1941 eingeweihte ehemalige RIAS-Gebäude, das 1994 zum Sitz des Deutschlandradios wurde. Nach Norden geht die Bezirksgrenze am Parkweg (Kufsteiner Straße) durch den Volkspark. | Ehemaliges RIAS-Gebäude · Hans-Rosenthal-Platz vor dem RIAS-Gebäude                                       |
| Harlinger Straße (Lage)                | 0100                                  | Harlingen, Landstrich in Ostfriesland | 15. Dez. 1930       | Die Straße, nach Bebauungsplan als Straße S5 angelegt, liegt zwischen Sylter und Borkumer Straße. | Harlinger Straße                                                                                          |
| Heidelberger Platz (Lage)              | 0150 × 110 × 110                      | Heidelberg, baden-württembergische Stadt | 1892                | Der Heidelberger Platz bildet den nördlichen Abschluss des Rheingauviertels. An der Nordostseite des Platzes befindet sich der Bahnhof Berlin Heidelberger Platz. Der dreieckige Platz liegt zwischen Mecklenburgischer und Aßmannshauser Straße, in Verlängerung der Hanauer Straße befinden sich an der Südseite die Grundstücke 1–4, das Grundstück 5 ist der begrünte Platz mit dem Spielplatz. | Heidelberger Platz                                                                                        |
| Helgolandstraße (Lage)                 | 0280                                  | Helgoland, Insel in der Nordsee | 6. März 1891        | Die Straße liegt zwischen Dillenburger und Mecklenburgischer Straße, geht aber nicht für den Fahrverkehr durch. Sie ist ursprünglich der vom Dorf Schmargendorf über die Wilmersdorfer Flur nach Steglitz führende Steglitzer Weg. In diesem Siedlungsgebiet wurden mehrere Straßen nach Badeorten an der Nord- und Ostseeküste benannt, so wurde am 6. März 1891 der nordwestliche Abschnitt des Steglitzer Wegs umbenannt. | Helgolandstraße                                                                                           |
| Helmstedter Straße (Lage)              | 0510                                  | Helmstedt, Stadt in Niedersachsen | 4. Aug. 1906        | Der erste Name war Straße 23, sie verläuft zwischen Aschaffenburger und Berliner Straße. | Helmstedter Straße                                                                                        |
| Hildegardstraße (Lage)                 | 0540                                  | Hildegard Schramm, Tochter des Grundbesitzers Otto Schramm alternativ Hildegard von Bingen (1098–1179) | 2. Nov. 1895        | Die Straße am Südufer des ehemaligen Wilmersdorfer Sees erhielt um 1872 den Namen Seestraße, bevor sie 1895 umbenannt wurde. Sie liegt zwischen Bundesallee und Blissestraße. Am Wohnhaus Nummer 5 ist ein Relief der früheren Dorfkirche Wilmersdorf aus dem Jahr 1797 in Stein gehauen. | Hildegardstraße                                                                                           |
| Hoffmann-von-Fallersleben-Platz (Lage) | 060 × 15                              | August Heinrich Hoffmann von Fallersleben (1798–1874), Hochschullehrer und Dichter | 1. Sep. 1926        | Der Platz mit den Grundstücken 1–3 liegt südlich am Hohenzollerndamm, östlich begrenzt von der Ausfahrt Konstanzer Straße der Stadtautobahn aus Steglitz, westlich liegt die Warneckstraße und im Süden die „KGA Hohenzollerndamm“. Über die mündende Berliner Straße hinweg befindet sich die Christi-Auferstehungs-Kathedrale der Russisch-Orthodoxen Kirche. | Hoffmann-von-Fallersleben-Platz                                                                           |
| Hohensteiner Straße (Lage)             | 0310                                  | Hohenstein, Gemeinde in Hessen | 19. Aug. 1909       | Die Straße liegt zwischen Aßmannshauser und Hanauer Straße und gehört dem Namen nach zum Rheingauviertel. | Hohensteiner Straße                                                                                       |
| Hohenzollerndamm (Lage)                | 2320 (im Ortsteil)                    | Hohenzollern, Familie der preußischen Könige und deutschen Kaiser | 1. Aug. 1906        | Der Hohenzollerndamm liegt in seiner Länge zwischen Bundesallee und Clayallee. Die Benennung der Preußischen Straße in Hohenzollerndamm erfolgte am 1. August 1906 zwischen der heutigen Clayallee und der Ringbahn. Es folgte am 25. Juli 1908 das Einbeziehen eines Teils der Nachodstraße zwischen Hohenzollernplatz und Kaiserallee. Der Teil zwischen Bundesallee und Hohenzollernbrücke (über die Stadtautobahn) und die noch zum Ortsteil gehörende Bahnstrecke. Nach Südwesten setzt sich die Straße in Schmargendorf fort, wo der Name bereits länger als für den Straßenteil in Wilmersdorf gilt. Zudem gehört die nordwestliche Seite an der Brücke mit den Grundstücken 47a und 48 zu Halensee und am südlichen Ende gehört die Straße und deren Westseite ab Rheinbabenallee (Roseneck) zu Grunewald. | Hohenzollerndamm nahe dem Fehrbelliner Platz                                                              |
| Hohenzollernplatz (Lage)               | 0160 × 80                             | Platz zur anliegenden Straße | 14. Nov. 1901       | Der Platz wurde um 1910 auf der Mittelinsel des Hohenzollerndamms angelegt. Als der jetzige Hohenzollernplatz benannt wurde, erfolgte gleichzeitig die Umbenennung des vorherigen Platzes dieses Namens in Emser Platz. Der Platz liegt entlang des Hohenzollerndamms, nördlich mündet die Düsseldorfer Straße und von Süden die Nikolsburger, Nassauische und Holsteinische Straße. An der Mündung der letzteren liegt der U-Bahnhof Hohenzollernplatz. Die Verkehrsführung der stark befahrenen Straße wurde in den 1960er Jahren verändert und der Platz an den südlichen Rand gelegt. | Hohenzollernplatz                                                                                         |
| Holsteinische Straße (Lage)            | 0640                                  | Holstein, südlicher Landesteil von Schleswig-Holstein | 8. Jan. 1892        | Zwischen Hohenzollerndamm (Hohenzollernplatz) und Gasteiner Straße liegt diese Straße, die ab 1890 die Bezeichnung Straße 8b des Bebauungsplans bis zur Benennung 1892 trug. | Holsteinische Straße                                                                                      |
| Homburger Straße (Lage)                | 0800                                  | Bad Homburg vor der Höhe, Stadt im Hochtaunuskreis | 1902                | Die Straße liegt zwischen Laubacher und Schlangenbader Straße. Um 1902 mit der Benennung verlief sie zwischen Sodener und Laubacher Straße und 1906 wurde der östlich des Rüdesheimer Platzes gelegene Abschnitt abgetrennt und Teil der Taunusstraße. Am 13. Juli 1934 wurde die Mossestraße als westlicher Abschnitt und ein Teil der Taunusstraße als östlicher Abschnitt einbezogen. Am 1. Mai 1972 wurde der westlich der Stadtautobahn liegende Abschnitt aus der Homburger Straße in Rudolf-Mosse-Straße umbenannt. | Homburger Straße                                                                                          |
| Jenaer Straße (Lage)                   | 0400                                  | Jena, Stadt in Thüringen | 4. Aug. 1906        | Der erste Name war Straße 48 des Bebauungsplans, vor 1876 bis um 1890 war im Straßenzug die Buschstraße benannt. 1908 wurde die Rheinische Straße als südliche Verlängerung einbezogen. Die 1906 benannte Jenaer Straße verläuft zwischen Berliner und Güntzelstraße, weiter in Richtung Aschaffenburger Straße liegt eine Sackgasse. Vor dem Haus Jenaer Straße 7 ließ der Jurist und Buchautor Rainer Faupel zwei Stolpersteine für Minna und Albert Neuburger verlegen. Faupel wohnt in diesem Haus und hat das Schicksal des Ehepaares umfassend erforscht und publik gemacht. | Jenaer Straße                                                                                             |
| Joachimsthaler Straße (Lage)           | 070 (im Ortsteil)                     | das Joachimsthalsche Gymnasium | 15. Sep. 2014       | Nur der Abschnitt südlich der Lietzenburger Straße an der Westseite des Friedrich-Hollaender-Platzes gehört zum Ortsteil. Die Straße führt nordwärts nach Charlottenburg. In Wilmersdorf lag die Straße S20 des Bebauungsplans (in Charlottenburg: Straße 20, Abt. V/1). Zum Zeitpunkt ihrer Benennung am 23. Februar 1887 verlief die Joachimsthaler Straße von der Schaperstraße in Wilmersdorf bis zur Hardenbergstraße, so auf der Karte von 1890 eingezeichnet: Im Jahr 1893 endet sie gemäß einem Stadtplan am Kurfürstendamm. Am 14. Februar 1958 wurde der Teil zwischen Hardenbergstraße und Hertzallee (Vorplatz des Bahnhofs Zoo) herausgelöst und in Hardenbergplatz umbenannt. Das Bezirksamt Charlottenburg-Wilmersdorf hat in seiner Sitzung am 20. Mai 2014 die Korrektur der Schreibweise in Joachimsthaler Straße beschlossen, deren Umbenennung erfolgte am 15. September 2014. | Joachimsthaler Ecke Lietzenburger Straße                                                                  |
| Johannisberger Straße (Lage)           | 1120                                  | Johannisberg, Stadtteil von Geisenheim im Rheingau-Taunus-Kreis | 8. Jan. 1892        | Sie liegt im Rheingauviertel zwischen Heidelberger Platz und Südwestkorso. Ab 1885 war sie die Straße 42a des Bebauungsplans. | Johannisberger Straße                                                                                     |
| Juister Weg (Lage)                     | 090                                   | Juist, ostfriesische Insel | 30. Juli 2010       | Die Straße erschließt ein Neubaugebiet auf einem zuvor zur TU gehörenden Gelände für Gartenbau. Ihm sind die Grundstücke 1–15 (ungerade) und 2–16 (gerade) zugeordnet, diese liegen westlich der Zoppoter Straße, der Weg ist über den Magnolienring erreichbar von dem er nach beiden Seiten abgeht. Der Name wurde passend zu umgebenden Straßen nach Orten an der Nord- und Ostsee gewählt. | Juister Weg                                                                                               |
| Julius-Morgenroth-Platz (Lage)         | 30 × 30                               | Julius Morgenroth (1871–1924), Arzt | 2. Sep. 1996        | Der vorher namenlose Platz vor dem Rathaus Wilmersdorf zwischen Hohenzollerndamm und Brienner Straße vor der Kommunalen Galerie und dem Bürgeramt/Ordnungsamt erhielt 1996 seinen Namen. 1938 wurde in Schmargendorf eine nach Morgenroth benannte Straße, seiner jüdischen Herkunft wegen, in Dünkelbergsteig umbenannt. Eine Gedenktafel auf dem Platz erinnert an den Namensgeber. | Julius-Morgenroth-Platz vor dem Bürgeramt Wilmersdorf                                                     |
| Kahlstraße (Lage)                      | 0250                                  | Wilhelm Kahl (1849–1932), Jurist und Politiker | 9. Aug. 1929        | Sie liegt zwischen Wallenberg- und Rudolstädter Straße. Die Benennung der Straße erfolgte anlässlich des 80. Geburtstags von Kahl zu Lebzeiten; er war seit 1927 Präsident der Strafrechtsreformkommission des Reichstags. Nach dem Bebauungsplan war sie ab 1909 die Straße 38. | Kahlstraße                                                                                                |
| Kalischer Straße (Lage)                | 0410                                  | Kalisch, ehemalige deutsche Stadt, heute in Polen | 8. Jan. 1892        | Sie liegt zwischen Berliner und Rudolstädter Straße. Ab 1885 als Straße 31 und 1892 benannt, entfiel um 1906 der nördliche Abschnitt zwischen Westfälischer und Berliner Straße. | Kalischer Straße                                                                                          |
| Kalkhorster Straße (Lage)              | 0170                                  | Kalkhorst, Gemeinde in Mecklenburg-Vorpommern | 17. Mai 1930        | Die Straße (Grundstücke 1–21, ungerade) geht als Sackgasse westlich von der Kalischer Straße ab und biegt vor dem Abzweig Steglitz der Stadtautobahn nach Süden ab, bis zur Benennung Straße 87. Die Westseite der Straße am Ende mit einem Wendeplatz wird unmittelbar von der hochliegenden Autobahn mit Spundwand und bebuschtem Hang begrenzt. | Kalkhorster Straße                                                                                        |
| Kaubstraße (Lage)                      | 0160                                  | Kaub, Stadt am Rhein bei St. Goarshausen | 8. Jan. 1892        | Sie liegt zwischen Brienner Straße und Hohenzollerndamm im Rheingauviertel. | Kaubstraße                                                                                                |
| Kelheimer Straße (Lage)                | 0140                                  | Kelheim, Stadt in Bayern | 20. März 1957       | Die Straße geht nordwärts von der Geisbergstraße als Sackgasse ab und verläuft bis zur Lietzenburger Straße, zu der ein Wendeplatz besteht. Vorher gehörter dieser Teil zur Würzburger Straße und wurde bei der Umgestaltung der hiesigen Verkehrsflächen 1957 herausgelöst und umbenannt. | Kelheimer Straße                                                                                          |
| Koblenzer Straße (Lage)                | 0400                                  | Koblenz, Stadt in Rheinland-Pfalz | 14. Mai 1926        | Sie liegt zwischen Hildegard- und Detmolder Straße, über letztere geht sie als Sackgasse bis zum Wendeplatz vor der Führung der Stadtautobahn. Die Straße wurde vor 1874 mit Bezug zu Bismarck als Lauenburger Straße benannt und um 1888 als Parallelstraße bezeichnet. Am 8. Januar 1892 folgte die Benennung als Coblenzer Straße unter Bezug auf die Niederschlagung der badischen Revolution 1849 als der Oberbefehlshaber der Operationsarmee Kaiser Wilhelm I. Militärgouverneur der Stadt Coblenz wurde. Im Jahr 1926 erfolgte die Korrektur des Straßennamens zur neueren Schreibweise mit „K“. | Koblenzer Straße                                                                                          |
| Konstanzer Straße (Lage)               | 1230                                  | Konstanz, Stadt am Bodensee | 12. Sep. 1906       | Sie liegt zwischen Berliner Straße und Olivaer Platz/Xantener Straße im Ortsteil. Die Ortsteilgrenze zu Charlottenburg verläuft am Südrand der Lietzenburger Straße, der Stumpf in Verlängerung der Konstanzer Straße gehört nicht zu dieser Straße. Der im 16. Jahrhundert angelegte Kurfürstendamm änderte mehrmals den Verlauf und in eine andere Richtung laufende Abzweigungen erhielten neue Namen, so wurde um 1850 der Teil zwischen der Xantener und Brandenburgischen Straße in Priester Weg umbenannt, der um 1885 entfiel. Der ab 1895 folgende Name war Kostnitzer Straße im Verlauf der Straße 18a und Straße 18b. Die Umbenennung 1906 in Konstanzer Straße erfolgte, weil die Bezeichnung Kostnitz für Konstanz inzwischen veraltet war. | Konstanzer Straße                                                                                         |
| Kreuznacher Straße (Lage)              | 0560                                  | Bad Kreuznach, Stadt in Rheinland-Pfalz | 1903                | Die Straße im Rheingauviertel liegt zwischen dem Autobahnanschluss Steglitz (Anschlussstelle Schildhornstraße) und Bornstraße, östlich der Laubacher Straße gehört sie zu Friedenau. Sie bildet eine Grenze zur Künstlerkolonie. Die Grundstücke Kreuznacher Straße 10–36, 36a, 38–52 gehören zur Künstlerkolonie. Die Straße war zunächst in einem Bebauungsplan der Gemarkung Friedenau von 1895 als Kreuznacher Straße vorgesehen. In Wilmersdorf hieß sie nach dem Bebauungsplan Straße 12. | Kreuznacher Straße                                                                                        |
| Kufsteiner Straße (Lage)               | 0940                                  | Kufstein, Stadt in Tirol | 15. Juni 1906       | Die Kufsteiner Straße verläuft zwischen Wex- und Berliner Straße und ist durch den Volkspark in der Verkehrsführung unterbrochen. Die östlich gelegenen Grundstücke liegen im Ortsteil Schöneberg. Sie wurde beim Herauslösen des südlichen Abschnitts der Bamberger Straße gebildet, vor dieser Benennung wurde dieser Teil als Verlängerte Bamberger Straße bezeichnet. Als angelegte Straße ist sie erstmals im Straßenverzeichnis von 1909 ausgewiesen. Am 2. April 1993 wurde das Grundstück Nr. 69 an der Durlacher Straße herausgelöst und in Hans-Rosenthal-Platz benannt. | Kufsteiner Straße                                                                                         |
| Kulmbacher Straße (Lage)               | 0200                                  | Kulmbach, fränkische Stadt | 1. Feb. 1901        | Sie liegt zwischen Regensburger und Geisbergstraße. Bei der Namensvergabe im Februar 1901 hieß sie nach dem damaligen Stadtnamen Culmbacher Straße. Im Jahr 1929 wurde die Schreibweise der Modernisierung des Ortsnamens angepasst. Im Gegensatz zu den benachbarten Nord/Süd-Straßen (Grainauer, Ansbacher, Bamberger Straße etc.) verbindet sie nur zwei Ost/West-Straßen und hat daher keinen Durchgangsverkehr. | Kulmbacher Straße                                                                                         |
| Kuppenheimer Straße (Lage)             | 090                                   | Kuppenheim, Stadt in Baden-Württemberg | 8. Jan. 1892        | Sie liegt zwischen Durlacher und Wexstraße. Bereits vor 1874 wurde die Darmstädter Straße eingerichtet, die 1876 den Namen Grenzstraße erhielt. Die Straße verlief bei ihrer Benennung mit ihrem nördlichen Teil bis zur heutigen Kufsteiner Straße. Die Benennung erfolgte in Erinnerung an das Gefecht bei Kuppenheim am 25. Juni 1849, von Kuppenheim aus wurde die Belagerung Rastatts geleitet durch Prinz Wilhelm (den späteren Kaiser Wilhelm I.), mit der blutigen Niederschlagung der Badischen Revolution. Am 16. August 1928 kam der nördliche Abschnitt zur Durlacher Straße. Seit 1965 bildet die Kuppenheimer Straße unter Beibehaltung ihres Namens eine Grünanlage südlich des Volksparks. | Kuppenheimer Straße                                                                                       |
| Kurfürstendamm (Lage)                  | 0690 (im Ortsteil)                    | Kurfürst, Titel der Herrscher der Mark Brandenburg | um 1830             | Die gesamte Straße verläuft zwischen Rathenau- und Breitscheidplatz, davon gehört die Südseite zwischen Lehniner Platz und Olivaer Platz/Lietzenburger Straße zum Ortsteil. Die Abschnitte vom Lehniner Platz westlich liegen in Halensee und in Charlottenburg. Zunächst als Churfürsten Damm benannt (ein Sand- und Reitweg), wurde am 15. August 1874 die Schreibung Kurfürstendamm festgelegt. Ursprünglich als Verbindung (Knüppeldamm durch das sumpfige Gelände) für die Kurfürsten zwischen dem Berliner Stadtschloss und dem Jagdschloss Grunewald angelegt, führte der Kurfürstendamm vom Grunewald kommend über den Auguste-Viktoria-Platz bis Lützowufer und Corneliusbrücke in Tiergarten, Straße 32 und Straße 34, Abt. IV des Bebauungsplans. Als am 22. April 1925 die (damalige) Budapester Straße am Potsdamer Platz den Namen Friedrich-Ebert-Straße (heute: Ebertstraße) erhielt, wurde der Abschnitt des Kurfürstendamms in Tiergarten und einem kleinen Teil Charlottenburgs (zwischen Auguste-Viktoria-Platz und Lützowufer) in Budapester Straße umbenannt. | Kurfürstendamm: Schaubühne am Lehniner Platz · Ecke Albrecht-Achilles-Straße                              |
| Landauer Straße (Lage)                 | 0190                                  | Landau in der Pfalz, Stadt in Rheinland-Pfalz | 19. Aug. 1909       | Die Straße im Rheingauviertel liegt zwischen Laubacher und Ahrweilerstraße. | Landauer Straße                                                                                           |
| Landhausstraße (Lage)                  | 0460                                  | Landhaus mit Restaurant an der Ecke Berliner Straße | 1901                | Die Landhausstraße verbindet die Trautenau- mit der Badenschen Straße. Im historischen Dorfkern Wilmersdorfs zum Hopfenbruch verlief zunächst die Hopfenbruchstraße auf dieser Trasse. Im Jahr 1890 erhielt sie den Namen Hessische Straße, kurzzeitig (1895–1901) hieß sie nach dem Besitzer des hiesigen Grund und Bodens Lieckstraße. Aus dem Straßenzug wurde 1920 südlich der Badenschen Straße die Gerdauer Straße herausgelöst. | Landhausstraße                                                                                            |
| Laubacher Straße (Lage)                | 1160 (im Ortsteil)                    | Laubach, Stadt in Hessen | 16. März 1888       | Die Straße liegt im Verlauf des historischen Landwegs von Steglitz nach Wilmersdorf. Ab 1856 hieß sie zuerst Steglitzer Weg, seit um 1880 Grüner Weg. Dessen südlicher Teil wurde 1888 in Laubacher Straße benannt. Der Weg bildete die Gemarkungsgrenze zwischen Friedenau und Wilmersdorf und wurde mitunter als Grenzstraße aufgeführt. Die Straße bildet die Grenze zwischen den Ortsteilen Friedenau und Wilmersdorf, zu dem das Straßenland und die westliche Straßenseite gehört. Die in Nord-Süd-Richtung verlaufende Straße liegt zwischen Kreuznacher und Varziner Straße bildet den östlichen Abschluss des Rheingauviertels. Die Grundstücke Laubacher Straße 46–56 gehören zur Künstlerkolonie. | Laubacher Straße                                                                                          |
| Laubenheimer Straße (Lage)             | 0440                                  | Laubenheim, Gemeinde in Rheinland-Pfalz | 19. Aug. 1909       | Die Straße bildet eine Grenze zur Künstlerkolonie. Sie liegt zwischen Kreuznacher und Rüdesheimer Straße. Die Grundstücke Laubenheimer Straße 1–39 gehören zur Gartenstadt Künstlerkolonie. | Laubenheimer Straße                                                                                       |
| Lentzeallee (Lage)                     | 0690 (im Ortsteil)                    | August Lentze (1860–1945), Politiker | 26. Nov. 1917       | Die Lentzeallee liegt zwischen Platz am Wilden Eber und Dillenburger Straße, im Ortsteil liegt die nördliche Straßenseite östlich der Zoppoter Straße. Westlich gehört die Straße zu Schmargendorf und die gesamte südliche Straßenseite liegt in Dahlem. | Lentzeallee Max-Planck-Institut für Bildungswesen                                                         |
| Leon-Jessel-Platz (Lage)               | 0030 × 30                             | Leon Jessel (1871–1942), Komponist, Opfer des Nationalsozialismus | 13. Juni 1986       | Der Platz liegt im Winkel zwischen Fechner- und Sigmaringer Straße, von Westen mündet die Wegener Straße. Der kleine Stadtplatz wurde 1984 gepflastert und neu gestaltet, 1986 benannt und im Jahr 2002 durch Anwohner bepflanzt. | Leon-Jessel-Platz                                                                                         |
| Lietzenburger Straße (Lage)            | 0500 (im Ortsteil)                    | Lietzenburg war die ursprüngliche Bezeichnung des Schlosses Charlottenburg | 1890                | Die Lietzenburger Straße verbindet die Schlüterstraße/Olivaer Platz mit der Martin-Luther-Straße. Der Abschnitt im Ortsteil liegt zwischen Ettaler und Rankestraße, sowie nach Westen deren Südseite zwischen Friedrich-Hollaender-Platz und Württembergischer Straße mit den Grundstücken 22–46 (gerade), sowie 27–107 (ungerade). Nordwärts, die Straße eingeschlossen, liegt Charlottenburg und östlich der Rankestraße Schöneberg. Die Lietzenburger Straße ist ein Teil der ehemaligen Bezirksgrenze zwischen Wilmersdorf und Charlottenburg, der heutigen Ortsteilgrenze. Die vor 1885 entstandene Straße der Abt. V/1 des Bebauungsplans blieb zunächst ohne Namen, ist aber 1890 in einem Stadtplan namentlich zwischen der Kostnitzer und Rankestraße eingezeichnet. Mit dem Ausbau der Südtangente wurde am 1. September 1963 durch Einbeziehen der Achenbachstraße bis Kleiststraße verlängert und der Abschnitt zwischen Wieland- und Schlüterstraße zum Olivaer Platz ausgegliedert, die Lietzenburger Straße wurde an diesem Tage (nach Osten) in den Nachbarbezirk Schöneberg verlängert. | Lietzenburger Straße · Streetart Loretta (durch Hotel überbaut) · Lietzenburger Straße ehemaliges Postamt |
| Livländische Straße (Lage)             | 0280                                  | Livland, historische Landschaft im Baltikum | 1895                | Bei der Benennung lag die Straße zwischen Mainzer und Hildegardstraße, durch die 1930 erfolgte Verlängerung in nördlicher Richtung verläuft sie heute zwischen Mainzer Straße und Am Volkspark. | Schrammblock an der Livländischen Straße                                                                  |
| Lorcher Straße (Lage)                  | 0300                                  | Lorch am Rhein, Stadt in Hessen | 19. Aug. 1909       | Sie liegt zwischen Südwestkorso und Binger Straße im Rheingauviertel. Die Grundstücke Lorcher Straße 6–10 gehören zur Künstlerkolonie. 1936 wurde sie bis zur Schlangenbader Straße verlängert, heute ist dieser Teil überbaut. Die mit Mehrfamilienhäusern bebauten Grundstücke 2–10 (gerade) und 1–5 (ungerade) liegen zwischen Südwestkorso und Rüdesheimer Straße. Zwischen Binger und Johannisberger Straße besteht ein mit dem Straßenschild markierter Fußweg, zwischen Johannisberger und Rüdesheimer Straße teilt sich ein schmaler Fußweg mit den Grundstücken 18–24h (gerade) der Kleingartenanlage den (eigentlichen) Straßenraum. | Lorcher Straße                                                                                            |
| Ludwig-Barnay-Platz (Lage)             | 0140 × 60                             | Ludwig Barnay (1842–1924), Schauspieler und Theaterintendant | 11. Jan. 1963       | Der begrünte und baumbestandene Platz liegt zwischen Laubenheimer Straße bis Bonner Straße liegt in der Künstlerkolonie. Die Grundstücke Ludwig-Barnay-Platz 1–12 gehören zur Künstlersiedlung. Der 1909 benannte Platz hieß bis 1963 Laubenheimer Platz und wurde anlässlich der 80. Wiederkehr des Gründungstages des Deutschen Theaters nach dem Mitbegründer Barnay benannt. Die Grundstücke 1–13 (fortlaufend) an der Nord- und Südseite des Platzes sind diesem zugeordnet. | Ludwig-Barnay-Platz                                                                                       |
| Ludwigkirchplatz (Lage)                | 0200 × 90                             | inliegende Ludwigskirche | 4. Nov. 1895        | Ab 1885 nach Bebauungsplan als Platz A eingerichtet, wurde er um 1890 als Straßburger Platz angelegt und 1895 wenige Monate nach der Grundsteinlegung für die katholische Kirche St. Ludwig am 29. Juni 1895 umbenannt. Der von Bäumen umstandene östlich von der Kirche und im Westen von einer Grundfläche mit Wegen und Rondell gestaltete Platz liegt im Karree von Ludwigkirch-, Pfalzburger, Emser und Pariser Straße. Dabei liegen die Grundstücke 1–12 (fortlaufend) nördlich und südlich am Platz, Grundstück 13 ist die Innenfläche des Platzes einschließlich der Kirche. Dadurch wird die Pariser Straße am Südrand des Platzes im Verlauf unterbrochen. | Ludwigkirchplatz                                                                                          |
| Ludwigkirchstraße (Lage)               | 0280                                  | anliegende Ludwigskirche | 1. Okt. 1900        | Die Straße liegt zwischen Pfalzburger (Nordostecke des Ludwigkirchplatzes) und Fasanenstraße. Um 1885 bis um 1890 war sie als Carlstraße und danach bis zur endgültigen Umbenennung als Hagenauer Straße nach der hiesigen Kirche benannt, deren Grundsteinlegung 1895 erfolgte. Im Haus Ludwigkirchstraße 6 gab es ein Kino von 1912 bis 1963. Danach wurden die Räume von 1965 bis 1971 vom Reichskabarett genutzt, aus dessen Kindertheater mit Stücken wie Mugnog-Kinder (1970) entstand das heutige Grips-Theater. | Ludwigkirchstraße                                                                                         |
| Magnolienring (Lage)                   | 0310                                  | Magnolien, Pflanzengattung aus der Familie der Magnoliengewächse | 30. Juli 2010       | Die Straße erschließt zusammen mit dem Juister Weg ein Neubaugebiet auf einem zuvor zur TU gehörenden Gelände für Gartenbau. Die Straße liegt zwischen Zoppoter Straße und Lentzeallee, mit beiden nur als Zufahrtsstraße (von Süd bzw. West) verbunden. Westlich schließt sich querliegend der Juister Weg mit seinen Grundstücken an. Die Straße besitzt einen zentralen Platz um den dreigeschossige Wohngebäude angeordnet sind, mit den Grundstücken 1–17, 18–29 und 30–49 (fortlaufend), die an der Nordseite teilweise Hintergrundstücke in der zweiten Reihe sind, östlich schließt sich die „KGA Norderney“ an. | |
| Mainzer Straße (Lage)                  | 0410                                  | Mainz, Stadt in Rheinland-Pfalz | 1890                | Die Straße liegt zwischen Bundesallee (Bundesplatz) und Koblenzer Straße. Die Straße wurde vor 1874 als Baiernstraße angelegt und 1876 mit der östlich liegenden Lützowstraße zu einem neuen Straßenzug zusammengefasst und umbenannt. Dieser Name bezieht sich darauf, dass Kaiser Wilhelm I., noch bevor er 1861 König wurde, Gouverneur der Festung Mainz war. | Mainzer Straße                                                                                            |
| Mannheimer Straße (Lage)               | 0560                                  | Mannheim, Stadt in Baden-Württemberg | 1890                | Die Straße, ursprünglich Straße 36a, liegt zwischen Bar- und Brandenburgischer Straße und als Fußweg zur Blissestraße. Sie geht von der Barstraße nördlich der Barbrücke nach Osten ab und knickt dann nordwärts parallel zur Barstraße ab. Ihre Trasse verlief zuerst zwischen Brandenburgischer und Mecklenburgischer Straße. Durch Bauarbeiten am Volkspark Wilmersdorf endet sie seit dem 1. Februar 1921 nördlich vom Volkspark (damals Hindenburgpark), der südlich des Volksparks liegende Abschnitt wurde als Brabanter Straße benannt. Am 1. September 1967 wurde der Teil der Straße Am Volkspark zur Barstraße einbezogen. Vor dem Haus Mannheimer Straße 27 (früher: Nummer 43) befindet sich eine Gedenktafel für Rosa Luxemburg und Karl Liebknecht, die hier bei der Familie von Siegfried Marcusson ihren letzten Zufluchtsort vor ihrer Ermordung fanden. | Mannheimer Straße                                                                                         |
| Mansfelder Straße (Lage)               | 1040                                  | Mansfeld, Stadt in Sachsen-Anhalt | 1916                | Die Straße liegt zwischen Cicero- und Mannheimer Straße. Der Teil östlich der heutigen Bielefelder Straße (früher Straße 3) erscheint ab 1916 im Berliner Adressbuch, der westliche Teil (früher Straße 50) wurde 1930 einbezogen. Von Barstraße zum Hohenzollerndamm ist sie eine Einbahnstraße. Westlich der Eisenzahnstraße ist ein Stück als Treppe ausgeführt und damit nicht befahrbar. | Mansfelder Straße Gebäude von Hans Scharoun                                                               |
| Marbacher Straße (Lage)                | 0120                                  | Marbach, Stadt in Baden-Württemberg | 19. Aug. 1909       | Die Straße liegt zwischen Kreuznacher und Rauenthaler Straße. Die Grundstücke Marbacher Straße 2–4, 6–18 gehören zur Künstlerkolonie. Die Benennung erfolgte anlässlich des 150. Geburtstags von Friedrich Schiller nach dessen Geburtsort. An der Ecke Kreuznacher Straße befindet sich die Skulptur „Vegetative Plastik“. | Marbacher Straße                                                                                          |
| Markobrunner Straße (Lage)             | 0240                                  | Marcobrunn, Weinlage bei Erbach (Rheingau) in Hessen | 19. Aug. 1909       | Die Straße liegt zwischen Laubenheimer und Ahrweiler Straße. Die Grundstücke Markobrunner Straße 1–24 gehören zur Künstlerkolonie. Um 1906 bis zur Umbenennung 1909 war die Rothenburger Straße in diesem Straßenzug geplant. Die Rothenburger Straße ist in Adressbüchern nicht aufgenommen, die Markobrunner Straße wurde noch 1912 als unbebaut angegeben. | Markobrunner Straße                                                                                       |
| Maxdorfer Steig (Lage)                 | 080                                   | Maxdorf, Gemeinde in Rheinland-Pfalz | 31. Juli 1947       | Die Anliegerstraße verbindet Bar- und Mannheimer Straße und wurde im Jahre 1936 als Walter-Flex-Straße benannt. | Maxdorfer Steig                                                                                           |
| Mecklenburgische Straße (Lage)         | 1740                                  | Mecklenburg, Region in Norddeutschland | 16. März 1888       | Die Straße bildet den nordwestlichen Abschluss des Rheingauviertels. Die Straße liegt zwischen Blisse- und Breite Straße. Die Mecklenburgische Straße entstand 1888 durch Zusammenführung der Straße 31a zwischen Blissestraße und S-Bahnhof Schmargendorf und der Straße 31b zwischen S-Bahnhof Schmargendorf und Breite Straße. Zuvor wurden in deren Trasse schon vor 1856 der Heideweg und ab 1856 bis zur Anlage der Planstraßen 1885 der Schmargendorfer Weg und der Wilmersdorfer Weg bezeichnet. | Cornelsen-Verlag in der Mecklenburgischen Straße                                                          |
| Mehlitzstraße (Lage)                   | 090                                   | Daniel Ludwig Mehlitz (1826–1900) Gemeindevorsteher von Wilmersdorf | 16. März 1888       | Die Straße liegt zwischen Berliner Straße und Wilhelmsaue. Die Straße war früher zur Hälfte ein alter Feldweg, die andere Hälfte führte über ein Grundstück des Bauern Mehlitz. Vor 1885 wurde die hier liegende Straße als Prinz-Heinrich-Straße und zwischen 1890 und 1902 als Prinzenstraße benannt. Daniel Ludwig Mehlitz wurde 1875 Gemeindevorsteher von Wilmersdorf, die Familie war seit 1720 in Wilmersdorf ansässig. | Mehlitzstraße                                                                                             |
| Meierottostraße (Lage)                 | 0280                                  | Johann Heinrich Ludwig Meierotto (1742–1800), Geograf und Pädagoge | 16. März 1888       | Die Straße liegt zwischen Fasanenplatz und Bundesallee. Die Straße hieß von 1876 bis 1888 Luisenstraße. Der Namensgeber Meierotto wirkte am vormals an dieser Straße liegenden Königlichen Joachimsthalschen Gymnasium und war bei der Schulreform in Preußen tätig. 1885 ist an der Luisenstraße Ecke Kaiserallee ein Haus (Eigentümer: Markwald, Bankier) vermerkt, das im Adressbuch 1890 nunmehr dem Eigentümer Schweder gehört (1887 sind Markwaldsche Erben genannt). Im Jahr 1899 wird die Straße mit der Anmerkung „s. Berlin“ aufgeführt, auf der Ostseite stand (damals) das Joachimsthalsche Gymnasium und neben dem Wohnhaus befanden sich zur Schaperstraße und zur Kaiserallee hin Baustellen. Vor dem Haus mit der Nummer 1 erinnern zwei Stolpersteine an das Ehepaar Loebell, das 1942 auf Geheiß der deutschen Regierung nach Riga (Lettland) deportiert und dort ermordet wurde. | Meierottostraße · Meierottostraße 1                                                                       |
| Meinekestraße (Lage)                   | 0100 (im Ortsteil)                    | August Meineke (1790–1870), Altphilologe | 16. März 1888       | Die Meinekestraße liegt zwischen Schaper- und Lietzenburger Straße im Ortsteil und führt nordwärts bis Kurfürstendamm in Charlottenburg. Die Straße endete am Joachimsthalschen Gymnasium das sich im Karree Meierotto-, Schaperstraße und Kaiserallee befand. | Meineckestraße                                                                                            |
| Motzstraße (Lage)                      | 0270 (im Ortsteil)                    | Friedrich von Motz (1775–1830), preußischer Staatsmann | 21. Okt. 1901       | Die Motzstraße liegt im Ortsteil zwischen Prager Platz und Bamberger Straße, ein Teil der Straße verläuft im Ortsteil Schöneberg. Der in Schöneberg liegende Abschnitt nach dem Hobrecht-Plan (Nummer 8) erhielt durch eine am 6. Juli 1870 bekanntgegebene Kabinettsorder vom 11. Juni 1870 seinen Namen. Die Königshofer Straße (vor 1874–um 1877: Westfälische Straße, um 1877–um 1890 Auguststraße, um 1890–1901 Königshofer Straße) in Wilmersdorf wurde am 21. Oktober 1901 in die Motzstraße einbezogen. Ein Abschnitt der Straße gehörte bis zur Bezirksgrenzenreform 1938 zu Charlottenburg. | Motzstraße am Prager Platz                                                                                |
| Münstersche Straße (Lage)              | 0150                                  | Münster, Stadt in Nordrhein-Westfalen | 1892                | Die Straße, nach Bebauungsplan als Straße 11a angelegt, geht von der Brandenburgischen Straße westlich als Sackgasse in die Tempo-30-Zone. | Münstersche Straße                                                                                        |
| Nachodstraße (Lage)                    | 0400                                  | Nachod, Ort einer Schlacht im Deutschen Krieg in Böhmen | 1890                | Die Straße liegt zwischen Bundesallee und Bamberger Straße im Verlauf des Hohenzollerndamms und ist 1890 bereits in einer Karte eingezeichnet. Seit um 1875 verliefen auf dieser Trasse die Grunewaldstraße (nach Westen) und die Schöneberger Straße (nach Osten). Der westlich der Bundesallee liegende Abschnitt der Nachodstraße wurde 1908 in den Hohenzollerndamm einbezogen. Die Straße gehört teilweise zum Straßennetz der „Carstenn-Figur“. Bis 25. Juli 1908 reichte die Straße bis zum Hohenzollernplatz. Zu diesem Datum fand die Umbenennung des Abschnitts zwischen Kaiserallee und Hohenzollernplatz in Hohenzollerndamm statt. Auf dem Grundstück Nummer 26 steht ein historisches Schulgebäude. | Nachodstraße                                                                                              |
| Nassauische Straße (Lage)              | 0840                                  | Herzogtum Nassau | 1886                | Die Straße liegt zwischen Hohenzollernplatz und Berliner Straße. 1886 wurden die Braunschweiger und Wilmersdorfer Straße (ab 1876) zusammengelegt. Bereits um 1856 verlief hier der Buschweg. Die Nummerierung der Straße erfolgt in Hufeisenform mit 1 am westlichen Eckhaus Hohenzollerndamm 203 beginnend bis 37 an der Berliner Ecke Badische Straße, zurück an der Ostseite von 38 bis 67. An dieser Nordostecke steht die Kirche am Hohenzollernplatz (202/203). Eine weitere Kirche steht auf Grundstück 18: Kirche zum Heiligen Kreuz. Querstraßen sind die Güntzelstraße mit der mündenden Trautenaustraße, 100 Meter vor der Berliner Straße mündet von Westen die Gasteiner Straße. Die Kriegsschäden an der Bebauung der Straße war gering so stehen vorwiegend fünfgeschossige Altbauten, die überwiegend restauriert und saniert sind. Die Postleitzahl ist 10717, die Straße gehört zum Planungsraum nach LOR 04051652: Nikolsburger Platz, Prognoseraum Volkspark Wilmersdorf. Parallelstraßen sind westlich die Holsteinische Straße und im Osten die Landhausstraße, nördlich von der Nikolsburger Straße fortgesetzt. | Nassauische Straße                                                                                        |
| Nauheimer Straße (Lage)                | 0370                                  | Bad Nauheim, Stadt in Hessen | 19. Aug. 1909       | Zwischen Aßmannshauser und Schlangenbader Straße liegt die Straße, die als Straße 35a geplant und angelegt worden war. Die Nauheimer Straße liegt im Rheingauviertel. | Nauheimer Straße                                                                                          |
| Nikolsburger Platz (Lage)              | 0085 (Durchmesser)                    | Nikolsburg, Stadt in Mähren, Unterzeichnungsort des Vorfriedens von Nikolsburg | 16. März 1888       | Der Rundplatz mit vier Straßeneinmündungen und gepflasterter Fahrbahn mit den Grundstücken 1–3 und 5–7 liegt an der Trautenaustraße, von Süden mündet die Landhausstraße, von Norden die Nikolsburger Straße. Zwischen 1875 und 1888 hieß er Magdeburger Platz und wurde der südwestliche von vier Plätzen, die die Eckpunkte der „Carstenn-Figur“ bilden. Der spiegelbildlich gelegene und am selben Tag benannte Prager Platz zeigt die vordringliche Motivation der Benennung: der „siegreiche Friede von Prag und Nicolsburg“, wie er in der zeitgenössischen Geschichtsschreibung hieß. | Nikolsburger Platz                                                                                        |
| Nikolsburger Straße (Lage)             | 0140                                  | Zum anliegenden Platz benannt | 1890                | Zusammen mit dem Nikolsburger Platz wurde auch die nordwärtsführende Straße benannt. Die kurze und ruhige Wohnstraße geht als Sackgasse vom Hohenzollerndamm südwärts und endet an der Grünanlage des Nikolsburger Platzes. Bevor der heutige Name vergeben wurde gab es seit vor 1876 die Ringstraße II, die um 1885 in Oldenburger Straße benannt wurde. | Nikolsburger Straße                                                                                       |
| Norderneyer Straße (Lage)              | 0210                                  | Norderney, ostfriesische Insel | 1892                | Die Straße liegt in einem Gebiet mit nach Nord- und Ostseebadeorten benannten Straßen. Sie verläuft von der Helgolandstraße in Richtung Süden bis zur Borkumer Straße und darüber hinaus als Sackgasse. Nur die westliche Seite ist bebaut. Die Straße war ursprünglich wesentlich länger und reichte in Richtung Norden bis zur Mecklenburgischen Straße, in Richtung Süden bis zur heutigen Lentzealle. Damals lag sie genau auf der Dorfgrenze zwischen Wilmersdorf und Schmargendorf. Sie hieß ursprünglich „Norderneystraße“ und wurde ab 1893 auf allen Stadtplänen eingezeichnet. Der Verlauf der Straße im nördlichen Teil ist von der Mecklenburgischen Straße bis zur Wiesbadener Straße heute noch gut erkennbar, da hier der Franz-Cornelsen-Weg nur als schmaler Fußweg verläuft, der Abstand der Grundgestücke ist jedoch breit genug für eine Straße, so dass eine schmale Grünanlage entstanden ist. Am Ostrand liegt das Grundstück des Mosse-Stiftes, welches bereits ab 1893 erbaut wurde. Südlich der Wiesbadener Straße ist jedoch nichts mehr sichtbar: bereits 1920 wurde eine Kleingartenanlage errichtet, die Norderneyer Straße kann hier damals nach einem Luftbild von 1928 allenfalls noch als Trampelpfad entlang von Grundstücksgrenzen existiert haben. Der Franz-Cornelsen-Weg wurde hier später neu trassiert und liegt etwas weiter östlich zwischen den noch vorhandenen Resten der Kleingartenanlage und einer langgestreckten Wiese. Südlich der Helgolandstraße verläuft der einzige heute noch existierende Straßenteil. Auf der Westseite, damals zu Schmargendorf gehörend, entstand um 1928 die heutige Bebauung, der Name wurde in „Norderneyer Straße“ geändert. Auf der Ostseite, damals teilweise noch Wiese oder Acker, befinden sich heute Kleingärten. Der südlichste Teil war 1928 noch eine durchgehende Straße bis zur heutigen Lentzeallee. Heute befindet sich hier nur noch ein schmaler Fußweg am Westrand der ehemaligen Straße, auf dem übrigen ehemaligen Straßenland wurden Kleingärten angelegt. Das Gelände westlich davon gehörte früher zu Dahlem, hier waren noch im 21. Jahrhundert Versuchsflächen für den Gartenbau, seit 2010 stehen hier Reihenhäuser im Neubaugebiet Magnolienring, jedoch besteht aus dieser Richtung kein öffentlicher Zugang. Um 1939 kam es zu einer Korrektur der Ortsteilgrenzen, seitdem liegt das gesamte Gebiet im Ortsteil Wilmersdorf. Ende der 1960er Jahre wurden der nördliche und der südliche Teil der Norderneyer Straße aufgehoben, seitdem hat sie nur noch ihre heutige Länge. | Norderneyer Straße                                                                                        |
| Nürnberger Platz (Lage)                | 050 × 50                              | Nürnberg, Stadt in Bayern | 21. Okt. 1901       | Der begrünte Platz ist Eckpunkt und der nordöstliche Platz der „Carstenn-Figur“ von Wilmersdorf. Er liegt an der Spichernstraße, die von der Nürnberger Straße nordwärts verlängert wird, die Ostseite bildet die Grainauer Straße und an der Nordostecke mündet die Geisbergstraße. Von den vier Plätzen der Carstenn-Figur ist er der am wenigsten attraktive, Grundstücke sind nicht zugeordnet. | Nürnberger Platz                                                                                          |
| Nürnberger Straße (Lage)               | 0310                                  | Nürnberg, Stadt in Bayern | 18. Mai 1876        | Die Straße liegt zwischen Geisberg-/Schaperstraße und Kurfürstenstraße, über Lietzenburger und Tauentzienstraße hinwegführend. Im Ortsteil liegt sie zwischen Eislebener Straße und Nürnberger Platz. Zwischen Eislebener und Kurfürstenstraße liegen Straßenland und Westseite in Charlottenburg, deren Ostseite in Schöneberg. Die Benennung erfolgte im Zusammenhang mit der benachbarten (zum selben Datum benannten) Burggrafenstraße und verweist darauf, dass die Hohenzollern vor ihrer Einsetzung in der Mark Brandenburg Burggrafen von Nürnberg waren. Vorher Straße 31, Abt. IV des Bebauungsplans wurde sie 1874 vom Aktien-Bauverein Tiergarten angelegt. Zunächst war der Name Kaiserwahl-Straße vorgesehen. Am 16. März 1888 wurde auch der nordöstliche Abschnitt der Birkenwäldchenstraße in die Nürnberger Straße einbezogen, der auf Wilmersdorfer Gebiet liegende zur „Carstenn-Figur“ gehörende Teil der Birkenwäldchenstraße erhielt am selben Tag den Namen Spichernstraße. Bis 1938 verlief die Nürnberger Straße in den Bezirken Tiergarten, Charlottenburg und Wilmersdorf, von da an auch im Bezirk Schöneberg. Die Straße lag zwischen Nürnberger Platz und Budapester Straße. Wegen Umbauarbeiten wurde am 14. August 1962 ein Straßenteil im Bereich des Straßenzugs Budapester/Kurfürstenstraße entwidmet, ein weiterer Teil am 7. Dezember 1962 (Tiergarten). | Das Ellington Hotel an der Nürnberger Straße                                                              |
| Offenbacher Straße (Lage)              | 0310 (im Ortsteil)                    | Offenbach, hessische Stadt | 1909                | Die Straße mit den Grundstücken 6–24 (fortlaufend) zwischen Hohensteiner und Laubacher Straße liegt im Ortsteil und setzt sich ostwärts zum Südwestkorso in Friedenau mit den Grundstücken 1–5a und 25–31 fort. Vorher als Straße 13 des Bebauungsplans von Wilmersdorf angelegt, hieß der Friedenauer Teil wegen ab etwa 1890 Am Friedhof. | Offenbacher Straße                                                                                        |
| Olivaer Platz (Lage)                   | 0250 × 70                             | Kloster Oliva bei Danzig, Unterzeichnungsort des Friedens von Oliva | 1892                | Der Platz mit den Grundstücken 1–7 sowie 17, 18 (fortlaufend) und 20 für den Innenteil mit Spielplatz und Parkplatz liegt zwischen Konstanzer und Württembergischer Straße im Ortsteil, wobei südlich die Bregenzer Straße als Einbahnstraße mündet und die Bayerische Straße als Einbahnstraße beginnt. Die Nordseite des Platzes (Grundstücke 11–16, fortlaufend) im Zuge des vormals hier liegenden Teils der Lietzenburger Straße gehört zu Charlottenburg. Der Platz B, Abt. V/1 des Bebauungsplans war auf der Karte von 1890 noch unbenannt, im Stadtplan Berlins von 1893 dann namentlich eingezeichnet. Am 1. September 1963 wurde beim Ausbau der „Südtangente“ der Abschnitt der Lietzenburger Straße zwischen Wieland- und Schlüterstraße in den Olivaer Platz einbezogen. | Skulptur am Olivaer Platz                                                                                 |
| Paderborner Straße (Lage)              | 0170                                  | Paderborn, Stadt in Nordrhein-Westfalen | 4. Nov. 1915        | Sie liegt zwischen Brandenburgischer und Eisenzahnstraße und wurde 1915 als westlich der Brandenburgischen Straße liegender Abschnitt aus der Düsseldorfer Straße ausgegliedert. | Paderborner Straße                                                                                        |
| Paretzer Straße (Lage)                 | 0300                                  | Paretz, Ortsteil der Stadt Ketzin im Landkreis Havelland | 16. März 1888       | Sie liegt zwischen Blisse- und Mecklenburgischer Straße und trug vor ihrer Benennung den Plannamen Straße 33a. Am 17. Oktober 1960 wurden die Kempenicher und die Linnicher Straße in die Paretzer Straße einbezogen. In Paretz lag das Landschloss, das bis 1806 zeitweiser Aufenthaltsort für Friedrich Wilhelm III. und Königin Luise war. | St. Gertrauden-Krankenhaus in der Paretzer Straße                                                         |
| Pariser Straße (Lage)                  | 0500                                  | Paris, Hauptstadt von Frankreich | 4. Nov. 1895        | Die Straße liegt zwischen Württembergischer Straße und Bundesallee, wird jedoch vom Ludwigskirchplatz unterbrochen und führt nur als mit einem Querbau überbrückten Rad- und Fußweg in Straßenbreite zur Bundesallee durch. Die Straße im Zug der Hopfenbruchstraße (um 1880–um 1885) führte bei der Benennung vom Platz Z nach Wilmersdorf und war in Schöneberger Plänen nicht in Straßenverzeichnissen ausgewiesen. 1902 wurde der (damals noch) in Schöneberg liegende östliche Abschnitt zwischen der heutigen Bundesallee und der Grainauer Straße herausgelöst und in Regensburger Straße umbenannt. Dafür kam als westlicher Abschnitt die bisherige Königsberger Straße zur Pariser Straße hinzu. | Pariser Straße                                                                                            |
| Paulsborner Straße (Lage)              | 0500 (im Ortsteil)                    | Paulsborn, im Jahr 1800 angelegtes Gehöft und späteres Forsthaus am Grunewaldsee des Jagdzeugwärters Johann Paul von Born. | 16. März 1888       | Die Paulsborner Straße liegt mit den Grundstücken 1–16 und 82–94 (fortlaufend) zwischen Westfälischer und Brandenburgischer Straße im Ortsteil. Sie setzt sich nach Südwesten in Halensee, Schmargendorf und in Grunewald fort. 1888 wurden bei der Benennung die Straße 15, Straße 34, Straße S15 und Straße G16 zu einem Straßenzug vereinigt. | Paulsborner Straße                                                                                        |
| Pfalzburger Straße (Lage)              | 0405                                  | Pfalzburg, französische Gemeinde im Südosten des Départements Moselle | 1892                | 1885 wurde die Straße 8a nach der Festung benannt, die am 12. Dezember 1870 im Deutsch-Französischen Krieg kapitulierte und so zum Deutschen Kaiserreich kam. Die Straße verläuft von der Lietzenburger über den Ludwig-Kirchplatz und den Hohenzollerndamm zur Fechnerstraße. Hier befindet sich die internationale Nelson-Mandela-Schule. | Pfalzburger Straße · Pfalzburger Straße Nelson-Mandela-Schule                                             |
| Pommersche Straße (Lage)               | 0460                                  | Pommern, historische Region in Norddeutschland | 1892                | Ab 1885 ist die hier die Straße 13b des Bebauungsplans vorgesehen, die 1892 nach der preußischen Provinz Pommern, passend zu umliegenden Straßen nach Bundesstaaten des Kaiserreichs, benannt wurde. Sie liegt zwischen Sächsischer Straße über die Württembergische führend und Bayerischer Straße, von da führt eine Sackgasse mit Anschluss über den Fußweg zur Konstanzer Straße. | Pommersche Straße                                                                                         |
| Prager Platz (Lage)                    | 085 (Durchmesser)                     | anliegende Straße | 16. März 1888       | Der Prager Platz ist der südöstliche von vier Plätzen, die die Eckpunkte der „Carstenn-Figur“ bilden. Vor 1878 als Halberstädter Platz angelegt, wurde er 1888 gemeinsam mit dem nach dem spiegelbildlich über die Kaiserallee gelegenen Nicolsburger Platz unter Bezug auf den „siegreichen Friede von Prag und Nicolsburg“ benannt. Der Platz mit den zugeordneten Grundstücken 1–6 und 8 liegt zwischen Trautenau- (westlich mündend), Motz- (östlich mündend) und der von Süden mündenden Prinzregentenstraße. Die Prager (von Norden) und Aschaffenburger Straße (von Südost) enden für Fahrzeuge als Sackgasse mit Wendehammer vor dem Platz. | Prager Platz                                                                                              |
| Prager Straße (Lage)                   | 0200                                  | Prag, Hauptstadt von Tschechien, Unterzeichnungsort des Prager Friedens | 16. März 1888       | Die Straße liegt zwischen Nachodstraße und Prager Platz, zu letzterem geht sie als Sackgasse für den Fahrverkehr nicht durch. Sie bildet – wie die über die Kaiserallee analog gelegte Nikolsburger Straße – die Begrenzung der „Carstenn-Figur“. Die Namen der beiden Straßen und zugehörigen Plätze orientierten sich am „siegreichen Friede von Prag und Nikolsburg“. 1888 wurden die vor 1876 eingerichtete Ringstraße II und die Brandenburger Straße zusammengefasst und als Prager Straße benannt. Am 28. Januar 1959 wurde der nördliche Abschnitt, die frühere Brandenburger Straße, wieder herausgelöst und in Grainauer Straße umbenannt. | Prager Straße                                                                                             |
| Prinzregentenstraße (Lage)             | 1670                                  | Prinzregent, Vertreter eines regierungsunfähigen Fürsten, hier auf den preußischen Prinzregent ausgelegt (sieben Tage nach dem Tod von Kaiser Wilhelm I. benannt)                                                                              | 16. März 1888       | Die Straße liegt zwischen Prager Platz und der Ortsteilgrenze am Nordrand der Stadtautobahn an der Varziner Straße. Sie ist zwischen Güntzel- und Berliner Straße als Fahrradstraße gekennzeichnet; weiter südlich führt sie als zweispurige Straße mit Parkbuchten als verkehrsberuhigter Bereich durch den Volkspark Wilmersdorf. An der Wexstraße endet die Tempo-30-Zone und geht in die ebenfalls verkehrsberuhigte Handjerystraße über. Die Auslegung des Straßenzugs als Fahrradstraße soll deren Verkehr von der parallel verlaufenden Bundesallee abziehen. Die vorherigen Namen des Straßenzugs der Prinzregentenstraße sind Elberfelder Straße, die vor 1876 in Oberfeldstraße umbenannt wurde und 1888 mit der von Johann Anton Wilhelm von Carstenn ausgewiesenen Promenade I, soweit auf Wilmersdorfer Flur liegend, zusammengefasst wurden. Andere Teile von Promenade I und Promenade II gingen in die Handjerystraße ein. In der Prinzregentenstraße, Hausnummer 69/70 stand die 1930 eröffnete Synagoge, die in der Reichskristallnacht zerstört und später abgetragen wurde. Daran erinnert eine Gedenktafel. An der Prinzregentenstraße befindet sich seit 2015 eine von 17 in Berlin fest installierten automatischen Radzählstellen. Unter allen mit einer Zählstelle versehenen Plätzen der Stadt, ist die Straße der am zwölftstärksten vom Radverkehr frequentierte Ort. | Prinzregentenstraße · Synagoge Prinzregentenstraße                                                        |
| Rankestraße (Lage)                     | 080 (im Ortsteil)                     | Leopold von Ranke (1795–1886), Historiker | 16. März 1888       | Die Straße mit den Grundstücken 16–23a (fortlaufend) liegt mit dem Straßenland an der Südostseite des Friedrich-Hollaender-Platzes und zwischen Lietzenburger und Eislebener Straße mit der Ostseite im Ortsteil und setzt sich in Charlottenburg zum Breitscheidplatz fort. Vor der Umbenennung 1888 war sie Teil der Kaiserstraße, die von Carstenn beginnend 1872 in Friedenau zur Verbindung seiner Wilmersdorfer und Lichterfelder Güter angelegt und bis 1876 zum Charlottenburger Territorium (bis zum heutigen Breitscheidplatz) verlängert wurde. Bei deren Umbenennung in Kaiserallee (1888) wurde der nördliche Teil als Rankestraße herausgelöst. Am Friedrich-Hollaender-Platz hat die Straße, die hier als Parkplatz ausgewiesen ist, auch eine Ausfahrt zur Joachimsthaler Straße. | Rankestraße                                                                                               |
| Rauenthaler Straße (Lage)              | 0280                                  | Rauenthal, Ortsteil von Eltville am Rhein in Hessen | 19. Aug. 1909       | Die Straße liegt zwischen Ludwig-Barnay-Platz und Laubacher Straße im Rheingauviertel. Die Grundstücke Rauenthaler Straße 1–26 gehören zur Künstlerkolonie | Rauenthaler Straße                                                                                        |
| Ravensberger Straße (Lage)             | 0210                                  | Grafschaft Ravensberg, historisches Territorium in Ostwestfalen | 1892                | 1892 wurde die seit 1885 geplante Straße 9a benannt. Sie liegt zwischen Brandenburgischer und Eisenzahnstraße. | Ravensberger Straße                                                                                       |
| Regensburger Straße (Lage)             | 0360 (im Ortsteil)                    | Regensburg, Stadt in Bayern | 1902                | Historisch lag hier ost-westwärts die Hopfenbruchstraße zu einem Wald- und Weideland auf Wilmersdorfer und Charlottenburger Gebiet, 1885 wurde dieser Weg für Schöneberg gepflastert und in Pariser Straße benannt, ehe 1902 die Straße zwischen Kaiserallee und Viktoria-Luise-Platz als Regensburger Straße benannt wurde. Zwischen Bundesallee und Bamberger Straße liegt sie im Ortsteil und setzt sich ostwärts in Schöneberg fort. | Regensburger Straße                                                                                       |
| Rüdesheimer Platz (Lage)               | 0200 × 90                             | anliegende Straße | 19. Aug. 1909       | Der Platz liegt zwischen Ahrweiler und Rüdesheimer Straße, Nordseite (Nr. 1–6) und Südseite (Nr. 7–11) sind dem Platz zugeordnet, dessen Innenfläche als Grundstück 12 nummeriert ist. Der Blockplatz mit sechs Straßeneinmündungen wurde 1909 benannt und ist der zentrale Platz des Rheingauviertels. Der Schmuckplatz ist der Mittelpunkt der „Gartenterrassenstadt“ im Rheingauviertel. Auf dem Platz wurde 2006 ein rekonstruiertes Café Achteck eröffnet, das äußerlich den historischen Berliner Pissoirs um 1900 entspricht, innen allerdings eine moderne öffentliche Toilettenanlage der Firma Wall AG besitzt. An der Westseite des Platzes liegt der U-Bahnhof Rüdesheimer Platz. In den Sommermonaten findet der Rheingauer Weinbrunnen statt, bei dem Winzer aus dem Rheingau ihren Wein verkaufen. | Rüdesheimer Platz 5 · Sommerfest am Rüdesheimer Platz                                                     |
| Rüdesheimer Straße (Lage)              | 0480                                  | Rüdesheim am Rhein, Stadt im Rheingau-Taunus-Kreis | 19. Aug. 1909       | Die Straße liegt im Rheingauviertel zwischen Homburger und Johannisberger Straße. Am 14. April 1936 wurde die Niederwaldstraße (Rüdesheim liegt am Niederwald) als südlicher Abschnitt in die Rüdesheimer Straße einbezogen. Die Straße liegt in einem Gebiet, in dem sie die Namen von Gemeinden des Rheingaus erhielten. Die Grundstücke Rüdesheimer Straße 15–29 und 33–37 gehören zur Künstlerkolonie. | Rüdesheimer Straße am Rüdesheimer Platz                                                                   |
| Rudolf-Mosse-Platz (Lage)              | 080 × 70 (Dreiecksform)               | Rudolf Mosse (1843–1920), Verleger | 15. Dez. 1958       | Der frühere Platz H erhielt 1934 den Namen Homburger Platz, weil auf dem vorherigen Platz dieses Namens die Lindenkirche erbaut wurde. 1958 erfolgte die Umbenennung nach dem jüdischen Verleger Mosse, einem der bedeutendsten Berliner Zeitungsverleger. Der dreieckige Platz liegt mit der Nordwestseite entlang der Mecklenburgischen Straße, an deren anderen Straßenseite die Ortsteilsgrenze verläuft. Im Süden liegt die Rudolf-Mosse-Straße mit ihren Grundstücken 9 und 11 (der Platz hat die Nummer 6) und an der Ostseite die (abgesperrte) Sodener Straße (Nr. 57). | Rudolf-Mosse-Platz                                                                                        |
| Rudolf-Mosse-Straße (Lage)             | 0180                                  | Rudolf Mosse (1843–1920), Verleger | 1. Mai 1972         | Die nach dem jüdischen Zeitungsverleger benannte Mossestraße erhielt 1934 den Namen Homburger Straße. Beim Bau des Stadtautobahnzubringers wurde die Homburger Straße im Bereich „Tunnel Schlangenbader Straße“ getrennt und 1972 erhielt der westliche Abschnitt der Straße den historisch begründeten Namen als Rudolf-Mosse-Straße zurück, sie liegt zwischen der Mecklenburgischen Straße (Rudolf-Mosse-Platz) und über die Sodener Straße als Sackgasse zum Wendeplatz vor der Autobahnüberbauung Schlangenbader Straße. Hier befindet sich das interkonfessionelle Waisenhaus Mosse-Stift. | Mosse-Stift in der Rudolf-Mosse-Straße                                                                    |
| Rudolstädter Straße (Lage)             | 1060                                  | Rudolstadt, thüringische Stadt | 22. Dez. 1911       | Die Rudolstädter Straße liegt zwischen Hohenzollerndamm und Mecklenburgischer Straße nordöstlich parallel zur Stadtautobahn. Der Westrand des Volksparks Wilmersdorf mit dem Fennsee endet an ihr, auch bildet sie die Südwestgrenze der „KGA Am Hohenzollerndamm“. Die einseitige Bebauung ergibt sich aus den Grundstücksnummern 2–126 (gerade) und 77–127 (ungerade). | Rudolstädter Straße Polizeiabschnitt                                                                      |
| Ruhrstraße (Lage)                      | 0400                                  | Ruhr, rechter Nebenfluss des Rheins | 26. Juli 1923       | Die Namensgebung der Straße 5 erfolgte kurze Zeit nach der Besetzung des Ruhrgebiets durch französische und belgische Truppen ab 11. Januar 1923 wegen der verzögerten Reparationszahlungen durch Deutschland. An der Straße befindet sich der Hauptsitz der Deutschen Rentenversicherung sowie die evangelische Neue Kirche. Die Straße liegt zwischen Hohenzollerndamm und Bielefelder Straße. | DRV-Gebäude in der Ruhrstraße                                                                             |
| Sächsische Straße (Lage)               | 1110                                  | Königreich Sachsen, Bundesstaat des deutschen Kaiserreichs | 1892                | Die ruhige innerstädtische Wohnstraße mit dichter Bebauung liegt zwischen Lietzenburger und Brandenburgischer Straße. Sie wurde 1885 als Straße 12a angelegt. | Sächsische Straße                                                                                         |
| Schaperstraße (Lage)                   | 0540                                  | Karl Julius Heinrich Schaper (1828–1886), Pädagoge und Direktor des Joachimsthalschen Gymnasium | 16. März 1888       | Von vor 1876 bis 1888 hieß sie Ringstraße I. Die zentrale und ruhige innerstädtische Wohnstraße bildet den nördlichen Bogen der „Carstenn-Figur“. Sie verläuft von der Spichernstraße zum Fasanenplatz. Die Wohnhäuser sind gut erhaltene und restaurierte Altbauten, Nachkriegsbauten und Neubauten. An der Straße steht das „Haus der Berliner Festspiele“, vormals die „Freie Volksbühne“. Die Straße grenzt an das ehemalige Joachimsthalsche Gymnasium. 1966 gründete René Block hier seine „Edition Block“. Am westlichen Ende liegt die „Bar jeder Vernunft“. | Festspiele in der Schaperstraße · Schaperstraße ehemalige Galerie René Block                              |
| Schlangenbader Straße (Lage)           | 1030                                  | Schlangenbad, Stadt in Hessen | 1895                | Nach dieser Straße ist die parallel hierzu verlaufende Autobahnüberbauung benannt. Die Straße liegt zwischen Mecklenburgischer und Dillenburger Straße, sie trug ab 1885 im Bebauungsplan die Bezeichnung Straße 44a. | Schlangenbader Straße                                                                                     |
| Schrammstraße (Lage)                   | 080                                   | ehemals hier befindlicher Biergarten: Tanzpalast Schramm, Franz Otto Schramm (1845–1902), Wilmersdorfer Landwirt und Gastwirt | 1902                | Die Straße zwischen Am Volkspark und Hildegardstraße wurde nach Bebauungsplan als Straße 8 angelegt. Bei den Änderungen um den Volkspark Wilmersdorf kam ein Teil der Schrammstraße zur heutigen Straße Am Volkspark. | Schrammblock, Ecke Hildegard- und Schrammstraße                                                           |
| Siegburger Straße (Lage)               | 0160                                  | Siegburg, Stadt im Rhein-Sieg-Kreis | 19. Aug. 1909       | Die Siegburger Straße liegt im Rheingauviertel zwischen Aßmannshauser und Hanauer Straße. | Siegburger Straße                                                                                         |
| Sigmaringer Straße (Lage)              | 0415                                  | Hohenzollern-Sigmaringen ist die schwäbische, katholisch gebliebene Linie der Hohenzollern | 30. Juni 1908       | Die Straße liegt zwischen Brandenburgische Straße und Hohenzollerndamm (Emser Platz). Die vorherigen Namen war seit um 1856 Kurze Trift, ehe 1888 die Namensgebung unter Verlängerung durch die Straße 10a des Bebauungsplans erfolgte, zunächst als Sigmaringener Straße und nach der Rechtschreibreform ab 1908 in der heutigen Schreibweise. | Sigmaringer Straße · Berlin-Wilmersdorf Sigmaringer Straße                                                |
| Sodener Straße (Lage)                  | 0470                                  | Bad Soden am Taunus, Stadt in Hessen | 1902                | Die Sodener Straße liegt zwischen Dillenburger und Rudolf-Mosse-Straße. Nach 1885 wurde die Straße 46a als Ehrenfeldstraße benannt und 1902 mit in die Sodener Straße einbezogen. Bei späteren Baumaßnahmen wurden verschiedene Abschnitte wieder herausgelöst. | Mosse-Stift in der Sodener Straße                                                                         |
| Spessartstraße (Lage)                  | 0365                                  | Spessart, Mittelgebirge in Hessen und Bayern | 19. Aug. 1909       | Die Spessartstraße liegt im Rheingauviertel zwischen Hanauer und Aßmannshauser Straße. | Spessartstraße                                                                                            |
| Spichernstraße (Lage)                  | 0385                                  | Spicheren, Ort der Schlacht bei Spichern im Deutsch-Französischen Krieg in Lothringen bei den Spicherer Höhen, einem Höhenzug südlich von Saarbrücken, deren Erstürmung am 6. August 1870 durch deutsche Truppen den Weg nach Metz freimachte. | 16. März 1888       | Sie liegt zwischen Schaperstraße (Nürnberger Platz) und Bundesallee und bildet einen Straßenzug der „Carstenn-Figur“. 1874 war die Trasse noch ohne Bezeichnung, wird jedoch in der Karte von 1876 als Birkenwäldchenstraße zwischen der Wilmersdorfer Kaiserstraße und dem Beginn der Nürnberger Straße Ecke der später benannten Augsburger Straße eingezeichnet, über die Ringstraße I hinweg. Am 16. März 1888 wurde der Charlottenburger Abschnitt zur Nürnberger Straße einbezogen. Der auf Wilmersdorfer Gebiet zur „Carstenn-Figur“ gehörende Teil erhielt am selben Tag den Namen Spichernstraße. | Spichernstraße                                                                                            |
| Steinrückweg (Lage)                    | 0130                                  | Albert Steinrück (1872–1929), Schauspieler und Regisseur | 21. Feb. 1940       | Die Straße liegt zwischen Kreuznacher Straße und Südwestkorso. Der Straßenzug, zunächst eine Ringstraße, wurde 1906 als Rastatter Straße benannt und bis 1909 stückweise eingezogen. Der verbliebene Teil im heutigen Bereich erhielt 1932 den Namen Barneyweg, dessen Namensgeber während der Zeit des Nationalsozialismus im Jahre 1940 durch Steinrück ausgetauscht wurde. Die Straße bildet eine Grenze zur Künstlerkolonie und die Grundstücke Steinrückweg 1–9 gehören zur Künstlerkolonie. Diese 1929 errichtete Wohnsiedlung gehört der Genossenschaft Deutscher Bühnenangehöriger, die 1871 von Barnay in Weimar gegründet worden war. | Steinrückweg                                                                                              |
| Straße am Schoelerpark (Lage)          | 0430                                  | angrenzender Park (nach dem Mediziner Heinrich Schoeler, siehe auch Schoeler-Schlösschen) | 1. Sep. 1967        | Die Straße verläuft am Nordrand des Volksparks Wilmersdorf westwärts von der Uhlandstraße als Sackgasse bis in Höhe des Schoelerparks (Südrand). Der 1967 umbenannte Straßenzug gehört zu der 1912 ausgebauten Straße Am Seepark. Durch Bauarbeiten am Park wurde die Straßenführung ebenfalls geändert. Der 1922 angelegte Teil wurde als Hindenburgstraße (der Seepark als Hindenburgpark) und 1955 wurde der Straßenzug als Am Volkspark benannt. | Wohnkomplex Am Schoelerpark                                                                               |
| Südwestkorso (Lage)                    | 0860 (im Ortsteil)                    | Richtung der Straße, von Berlin aus gesehen | 27. März 1909       | Der Südwestkorso liegt zwischen Breitenbachplatz und Bundesallee, zum Ortsteil gehört der südwestliche Teil bis zur Laubacher Straße, der weitere Verlauf zur Bundesallee führt durch Friedenau. Die Straße (zum hier vorgesehenen Viertel) wurde mit einer Stimme Mehrheit von der Friedenauer Gemeindevertretung beschlossen. Sie war als Hauptverbindung von der Kaiserallee zur damals neuerschlossenen Domäne Dahlem gedacht und auf Verlangen von Kaiser Wilhelm II. wurde inmitten der Straße der frühere Reitweg angelegt. Im Jahr 1907 begannen die Adressbuchverlage, den Textteilen Karten zum Straßenverlauf voranzustellen; im Jahr 1910 ist hier der Südwest-Corso zwischen Rastatter Platz und Hanauer Platz (Varziner/Laubacher Straße) über den Rüdesheimer Platz eingezeichnet, im Textteil des Straßenverzeichnisses ist der Südwestkorso noch als Schwarzwaldstraße eingetragen. Der Südwestkorso bildet den südlichen Abschluss des Rheingauviertels und eine Grenze zur Künstlerkolonie. Der vorherige Name war Schwarzwaldstraße. Die Straße ließ die Berlinische Boden-Gesellschaft unter Georg Haberland 1906–1908 anlegen. | Südwestkorso                                                                                              |
| Sylter Straße (Lage)                   | 0270                                  | Sylt, nordfriesische Insel | 1891                | Sie liegt zwischen Norderneyer und Zoppoter Straße, im Siedlungsgebiet, in dem mehrere Straßen nach Badeorten an der Nord- und Ostseeküste benannt sind. | Sylter Straße                                                                                             |
| Tharandter Straße (Lage)               | 0120                                  | Tharandt, Stadt in Sachsen | 19. Feb. 1911       | Die Straße 70 wurde 1911 angelegt und benannt. Sie liegt zwischen Prinzregentenstraße und Bundesallee, führt aber zu letzterer als Sackgasse nicht durch. | Tharandter Straße                                                                                         |
| Trautenaustraße (Lage)                 | 0400                                  | Trautenau, Stadt in Ostböhmen, Ort einer Schlacht im Deutschen Krieg | 3. Aug. 1908        | Die Straße liegt zwischen Nassauische und dem Prager Platz im östlichen Abschnitt ist es die südliche Begrenzung der „Carstenn-Figur“. Die Rosberitzer Straße zwischen Nikolsburger und Prager Platz wurde 1908 zusammen mit der Lipaer Straße als Trautenaustraße benannt. | Trautenaustraße                                                                                           |
| Triberger Straße (Lage)                | 075                                   | Triberg, Stadt im Schwarzwald | 19. Aug. 1909       | Die Straße lieg zwischen Aßmannshauser und Hanauer Straße, zu den Parallelstraßen dem Heidelberger Platz am nächsten. | Triberger Straße                                                                                          |
| Tübinger Straße (Lage)                 | 0140                                  | Tübingen, baden-württembergische Universitätsstadt | 19. Aug. 1909       | Ab 1885 als Straße 17 angelegt, verläuft sie zwischen Bundesplatz und Durlacher Straße und endet hier vor dem Volkspark. | Tübinger Straße                                                                                           |
| Uhlandstraße (Lage)                    | 1960 (im Ortsteil)                    | Ludwig Uhland (1787–1862), Dichter | 28. Okt. 1893       | Die Uhlandstraße liegt zwischen Blisse- und vor der Lietzenburger Straße im Ortsteil, der nordwärts bis an die Hardenbergstraße (Steinplatz) führende Abschnitt liegt in Charlottenburg. Diese Charlottenburger Straße der Abt. V/1 des Bebauungsplans wurde am 25. April 1885 als Uhlandstraße benannt. In diese wurden auf Wilmersdorfer Gebiet 1893 die Schleswigsche Straße sowie die Valerienstraße einbezogen. Am 15. April 1965 wurde bei den Änderungen um den Volkspark die Uhlandstraße im Süden bis zur Blissestraße verlängert. Die Uhlandstraße ist dabei mit dem Anschluss an die Stadtautobahn zu einer der Hauptstraßen in das Zentrum am Kurfürstendamm geworden. | Uhlandstraße an der Fechnerstraße · Postamt Uhlandstraße 85                                               |
| Waghäuseler Straße (Lage)              | 0350                                  | Waghäusel, Stadt in Baden-Württemberg, insbesondere Gefecht bei Waghäusel 1849 | 1892                | Die Straße liegt zwischen Bundesallee und Kufsteiner Straße. 1892 wurde auf der als Straße 21a im Bebauungsplan von 1885 vorgesehenen Trasse die Straße nach dem Schlachtort benannt, in dem durch den Kronprinzen und späteren Kaiser Wilhelm I. eine Entscheidung zur Niederschlagung der badischen Revolution 1849 stattfand. | Waghäuseler Straße                                                                                        |
| Wallenbergstraße (Lage)                | 0360                                  | Raoul Wallenberg (1912–1947 [verschollen]), schwedischer Diplomat | 1. Sep. 1967        | Auf der Trasse der Wallenbergstraße wurde die im Bebauungsplan von 1885 vorgesehene Straße 29a um 1902 als Strelitzsche Straße benannt. Bei den Veränderungen um den Park kam diese um 1912 zu Am Seepark. Beide zusammen erhielten 1922 die Bezeichnung Hindenburgstraße. 1955 wurde dieser Name durch Am Volkspark ersetzt. 1967 erfolgte im Zusammenhang mit der Planung von Straßengrößen beim Bau der Stadtautobahn der westliche Abschnitt der Straße Am Volkspark zur Wallenbergstraße umbenannt. Die Straße liegt zwischen Ermslebener Weg und Mecklenburgischer Straße am Südrand des Volksparks entlang. | Wallenbergstraße                                                                                          |
| Warneckstraße (Lage)                   | 0120                                  | Gustav Warneck (1834–1910), evangelischer Theologe | 13. Mai 1929        | Die Straße 15c nach dem Bebauungsplan von 1885 wurde 1903 in Rudorfstraße benannt und 1929 umbenannt. Die Straße liegt zwischen Hoffmann-von-Fallersleben-Platz und Rudolstädter Straße. | Warneckstraße                                                                                             |
| Wegenerstraße (Lage)                   | 0180                                  | Robert Wegener (1829–1895), Amts- und Gemeindevorsteher von Wilmersdorf von 1877 bis 1886 | 24. Aug. 1893       | Die Straße 17a des Bebauungsplans von 1885 wurde um 1890 als Holsteiner Straße eingerichtet, bevor sie 1893 den heutigen Namen erhielt. Sie liegt zwischen Sigmaringer und Sächsische(r) Straße. | Wegenerstraße                                                                                             |
| Weimarische Straße (Lage)              | 0410                                  | Weimar, Stadt in Thüringen, die Gemahlin von Kaiser Wilhelm I. stammte aus dem Hause Sachsen-Weimar | 7. Apr. 1908        | Die Straße liegt zwischen Hildegard- und Detmolder Straße, über letztere geht sie noch als Sackgasse bis an die Stadtautobahn. Vor 1874 auf Wilmersdorfer und Friedenauer Gebiet als Nassauer Straße benannt und 1876 in die Promenade VI übernommen. Der Wilmersdorfer Teil war ab 1892 als Straße 28 bezeichnet und erhielt vor 1897 den Namen Weimarsche Straße, seit 1908 dann Weimarische Straße. | Marie-Curie-Schule in der Weimarischen Straße                                                             |
| Westfälische Straße (Lage)             | 0800 (im Ortsteil)                    | Westfalen, preußische Provinz | 1905                | Die Straße liegt zwischen Henriettenplatz (Kurfürstendamm) und Brandenburgische Straße (Fehrbelliner Platz). Der östliche Teil von der Kreuzung Paulsborner Straße bis zur Brandenburgischen Straße liegt im Ortsteil, nach Westen setzt sie sich in Halensee fort. Die Straße liegt auf der Trasse der vor 1876 vorhandenen Straße Die Kuhtrift, die mit der zunehmenden Verstädterung der Umgebung 1888 zunächst in der Schreibung Westphälische Straße (mit „ph“) umbenannt wurde, wobei Straße 14 und Straße 35 einbezogen wurden. Zwischen Cicero- und Eisenzahnstraße liegt der Betriebshof Cicerostraße und östlich der Konstanzer Straße Bauten der Deutschen Rentenversicherung. | Westfälische Straße, Blick auf den Busbahnhof · Gebäude der Deutschen Rentenversicherung                  |
| Wetzlarer Straße (Lage)                | 0280                                  | Wetzlar, Stadt in Hessen | 19. Aug. 1909       | Die Straße liegt zwischen Laubenheimer und Ahrweiler Straße im Rheingauviertel. Die Grundstücke Wetzlarer Straße 1, 3–30 gehören zur Künstlerkolonie. | Wetzlarer Straße                                                                                          |
| Wexstraße (Lage)                       | 0220 (im Ortsteil)                    | Eduard Wex (1827–1902), Bauingenieur, Präsident der Eisenbahndirektion Berlin | 22. Dez. 1911       | Die Wexstraße liegt zwischen Bundesplatz und Prinzregentenstraße im Ortsteil, sie setzt sich ostwärts in Schöneberg fort und liegt mit den Anschlussstellen der Stadtautobahn in Friedenau. Die hier vor 1874 liegende Margarethenstraße wurde 1888 in die Ringbahnstraße einbezogen. Diese wurde dann 1911 die auf Halenseer Gebiet liegenden Rudolstädter und Seesener, sowie an der Kaiserallee in die westlich liegende Detmolder und die östliche Wexstraße aufgeteilt. | Wexstraße                                                                                                 |
| Wiesbadener Straße (Lage)              | 1480 (im Ortsteil)                    | Wiesbaden, hessische Landeshauptstadt | vor 1893            | Die Straße liegt zwischen Mecklenburgischer und Laubacher Straße im Ortsteil und setzt sich ostwärts im Ortsteil Friedenau zum Friedrich-Wilhelm-Platz an der Bundesallee fort. Die Grundstücke Wiesbadener Straße 69–76 gehören zur Künstlerkolonie. | Wiesbadener Straße, Zufahrt zum Supermarkt                                                                |
| Wilhelmsaue (Lage)                     | 1000                                  | Wilhelm I., Deutscher Kaiser | 16. März 1888       | Die Straße liegt zwischen Mannheimer Straße und Bundesallee (West-Ost), die alte Ortslage zwischen Blisse- und Mehlitzstraße hieß nach der Siedlungsform historisch die Dorfaue, bis 1875 der ländliche Name durch Wilhelmstraße ersetzt wurde. 1888 erhielt die Verlängerte Wilhelmstraße in der Mitte eine Grünanlage und den Namen Wilhelmsaue, 1895 wurde eine Büste von Kaiser Wilhelm I. aufgestellt. Hier befand sich die erste Dorfkirche von Wilmersdorf, die später durch die heutige Auenkirche ersetzt wurde. Außerdem gab es hier zu Beginn des 20. Jahrhunderts das Ausflugslokal Herzsprungscher Dorfkrug (Nummer 113) und in der Nähe der ab 1915 aufgeschüttete Wilmersdorfer See. Nahe der Straße liegt der Fennsee. Das noch existierende Schoeler-Schlösschen ist das älteste Gebäude Wilmersdorfs. | Wilhelmsaue                                                                                               |
| Wittelsbacherstraße (Lage)             | 0600                                  | Haus Wittelsbach, deutsches Adelsgeschlecht | 30. Nov. 1910       | Die Straße liegt zwischen Sächsische und Brandenburgische Straße und wurde 1901 in der Trasse der Straße 9 und Straße 67 des Bebauungsplans angelegt. | Wittelsbacherstraße                                                                                       |
| Württembergische Straße (Lage)         | 0940                                  | Königreich Württemberg, Bundesstaat des Deutschen Kaiserreichs | 1892                | Die Straße verläuft in Nord-Süd-Richtung zwischen Hohenzollerndamm (Nordseite Fehrbelliner Platz) und Olivaer Platz (Ecke Pariser Straße). Nach dem Bebauungsplan hieß sie ab 1880 zunächst Straße 14a; 1890 erhielt sie die Bezeichnung Wartenbergische Straße. Bereits zwei Jahre später wurde sie wie weitere Straßen in der Umgebung nach Königreichen und Staaten des 1871 proklamierten Deutschen Kaiserreichs umbenannt. Die hier bis 2009 vorhanden gewesene Kleingartenanlage ,Württemberg’ musste zugunsten neuer Wohnbauten aufgegeben werden. Der Neubaukomplex umfasst die Württembergische Straße 41–49 und liegt zwischen Pariser Straße und Düsseldorfer Straße. Er erhielt zusammen mit den hofseitigen Freiflächen die Bezeichnung ,Rosengärten’ und wird im Sommer 2013 endgültig fertiggestellt sein. Gebaut werden die elf siebengeschossigen Gebäude von der Bauwert Investment Group mit einem Kontingent von 95 Millionen Euro. Entsprechend der Namensgebung werden auf dem Hof insgesamt 41 Rosensorten angepflanzt. Zusätzlich gibt es ein Parkhaus und ein Springbrunnen wird auch noch angelegt. | Wohnanlage an der Württembergischen Straße                                                                |
| Würzburger Straße (Lage)               | 080                                   | Würzburg, fränkische Stadt | vor 1897            | Um 1900 wurde auf der Trasse von Straße 30b des Bebauungsplans diese Straße angelegt und benannt. Sie liegt im Norden des Ortsteils zwischen Lietzenburger und Augsburger Straße. Noch 1893 und 1895 ist die Straße parallel zu Nürnberger und Passauer Straße unbenannt und liegt zwischen Augsburger und Geisbergstraße. Auf der Karte von 1897 ist sie als Würzburger Straße benannt. | Würzburger Straße                                                                                         |
| Xantener Straße (Lage)                 | 0300                                  | Xanten, Stadt am Niederrhein | 1892                | Ab 1885 war sie als Straße 5c geplant und 1892 wurde sie benannt. Sie liegt zwischen Brandenburgischer Straße und Konstanzer Straße (Olivaer Platz). | Xantener Straße                                                                                           |
| Zähringerstraße (Lage)                 | 0610                                  | Zähringer, süddeutsches Adelsgeschlecht | 30. Nov. 1910       | Im Straßenzug von Straße 9a und der Straße 66 des Bebauungsplans wurde die Straße 1910 benannt, sie liegt zwischen Sächsische und Brandenburgischer Straße. | Zähringerstraße                                                                                           |
| Zoppoter Straße (Lage)                 | 0450                                  | Zoppot, ehemalige deutsche Stadt bei Danzig | 1891                | Die Straße zwischen Wiesbadener Straße und Lentzeallee gehört mit dem Straßenland und der Ostseite zum Ortsteil, die westlichen Grundstücke gehören zum Ortsteil Schmargendorf.die südliche Verlängerung der Zoppoter Straße bis zur Lentzeallee erfolgte um 1906. | Zoppoter Straße                                                                                           |

## Ehemalige und nicht gebaute Straßen
In Wilmersdorf, damals Deutsch Wilmersdorf, wurden zwischen 1880 und 1910 die vorhandenen Wege ausgebaut und die Straßen aus den Bebauungsplänen von 1880/1885 angelegt, oft sind diese laut Angaben in den Berliner Adressbüchern (soweit sie darin schon aufgeführt sind) noch längere Zeit unbebaut geblieben. So erfolgte nach der (Erst-)Benennung oft schon nach kurzer Zeit, teilweise nach zwei Jahren die Vergabe neuer Namen, die den Zeitereignissen geschuldet waren. Oft wurde das lokale Straßennetz von Charlottenburg, Schöneberg und Friedenau oder die anfängliche Zugehörigkeit von Halensee her verlängert oder anderweitig beeinflusst. Die Änderungen am und um den Wilmersdorfer See, dann als Seepark (später Volkspark) eingerichtet oder auch die Änderung von Verkehrsströmen und Verkehrsplanung im Ergebnis vom Bau des Autobahnstadtrings oder durch den Ausbau der Lietzenburger Straße zur Südtangente beeinflussten das Straßensystem im Ortsteil. In der folgenden Liste sind nur vormalige Straßennamen aufgenommen, soweit sie für Wilmersdorf zutreffend sind. Änderungen im Straßennamen durch die Anpassung der Rechtschreibung nach 1906, wie „K“ statt „C“ beim Nicolsburger Platz oder „f“ statt „ph“ bei Westphälischestraße, sowie Unterschiede in Getrennt- oder Zusammenschreibung oder in der Ortsform wie Gerdauener Straße (Gerdauer Straße) sind nur dann gesondert aufgeführt, wenn Relevanz besteht. Andererseits sind die zeitlich aufeinander folgenden Zuweisungen durch Änderung in den Bebauungsunterlagen nicht immer exakt festzulegen, wenn sich der Verlauf der Trassen änderte. So gibt es im Rheingauviertel Unterschiede in den frühen und den späteren Unterlagen. Mehrere anfangs für Straßen oder Plätze vergebene Namen wurden (vorzugsweise zwischen 1870 und 1910) geändert und an anderer Stelle wiederum neu vergeben, offensichtlich weil die Wilmersdorfer Gemeindevertretung die Bezeichnung oder den historischen Bezug für bedeutsam erachtet hatte. Wiederum haben Namen für den gleichen Straßenverlauf gleichzeitig (wenigstens zeitweise) nebeneinander bestanden.
| Achenbachstraße                                              | vor 1890                                  | 1. Sep. 1963            | → Lietzenburger Straße                                     | Nach Heinrich von Achenbach (1829–1899), Jurist und Politiker, wurde die Straße der Abt. IV des Bebauungsplans zwischen Ranke- und Nürnberger Straße an der Grenze zum Bezirk Schöneberg benannt. |  |  |
| Alter Begräbnisplatz                                         | um 1856                                   | um 1935                 | Platz K                                                    | Bis ins 19. Jahrhundert lag hier die Begräbnisstätte des Dorfs, die um 1890 eingeebnet und im Volksmund als Knochenpark bezeichnet wurde, nach Bebauungsplan als Platz K geführt, heißt die Fläche seit 1964 Habermannplatz. |  |  |
| Am Seepark                                                   | um 1912                                   | 1922                    | → Hindenburgstraße                                         | Der Wilmersdorfer See wurde nach und nach zugeschüttet und durch einen Park in Ost-West-Richtung ersetzt. Die Dynamik der Bauarbeiten rund um den heutigen Volkspark ab 1912 ergab Umbenennungen und Änderungen des Straßenverlaufs. |  |  |
| An der Trift                                                 | um 1856                                   | um 1890                 | → Lauenburger Straße                                       | Der alte Feldweg von Wilmersdorf über die Flur nach Charlottenburg diente als Viehtrift. Seit 1947 verläuft hier die Fechnerstraße |  |  |
| Augustastraße                                                | 16. März 1888                             | 20. Mai 1937            | → Stenzelstraße                                            | Augusta von Sachsen-Weimar-Eisenach (1811–1890), die Ehefrau Kaiser Wilhelms I. war 1888 namensgebend für den nördlichen (in Wilmersdorf liegenden) Teil des Grünen Wegs zusammen mit der Steglitzer Straße. Der heutige Name ist Blissestraße. |  |  |
| Auguststraße                                                 | um 1877                                   | um 1890                 | → Königshofer Straße                                       | Die Herkunft des Namens August kann nicht exakt zugeordnet werden. In Schöneberg war bereits 1870 die Motzstraße angelegt worden. Der in Wilmersdorf liegende Straßenabschnitt, Königshofer Straße benannt, wurde am 21. Oktober 1901 in die Motzstraße einbezogen. |  |  |
| Baiernstraße                                                 | vor 1874                                  | vor 1876                | → Lützowstraße                                             | Die Schreibweise Baiern wurde offiziell durch König Ludwig I. (1825–1848) durch Verordnung aufgehoben, wonach der Landesname stets mit „y“ zu schreiben ist. 1890 erfolgte die Benennung als östlicher Abschnitt der Mainzer Straße. |  |  |
| Barnayweg                                                    | 17. Dez. 1932                             | 21. Feb. 1940           | → Steinrückweg                                             | Der Schauspieler und Intendant Ludwig Barnay (1842–1924) war 1871 in Weimar Gründer der Genossenschaft Deutscher Bühnen-Angehöriger, die 1929 hier die Wohnsiedlung der Künstlerkolonie angelegt hatte. |  |  |
| Berliner Platz                                               | 8. Jan. 1892                              | 25. Juli 1908           | → Hohenzollerndamm                                         | Der Berliner Platz, im Bebauungsplan Straße 28, lag an der Grenze zu Schmargendorf und setzte sich von dort im bereits eingerichteten Hohenzollerndamm nordöstlich der Ringbahn auf Wilmersdorfer Territorium fort. Auf dieser Fläche mündeten von Norden die Brieger, Wohlauer und Osnabrücker Straße, im Südwesten grenzte die Ringbahnstraße und im Osten die Kostnitzer Straße. Im Osten von Wilmersdorf vereinigten sich die Berliner und Preußische Straße. Letztere wurde samt dem Platz in den Hohenzollerndamm einbezogen, der nach Wilmersdorf bis an die Kaiserallee der Carstenn-Figur verlängert wurde. |  |  |
| Berliner Weg                                                 | nach 1691                                 | 16. März 1888           | → Berliner Straße                                          | Der Berliner Weg führte von der heutigen Nassauischen Straße in Richtung Berlin, das nordöstlich von Wilmersdorf lag. Er war nach der Dorfaue die zweite Straße, die in der Gemeinde angelegt und durch das Befestigen in Straße benannt wurde. |  |  |
| Birkenwäldchenstraße                                         | vor 1876                                  | 16. März 1888           | → Spichernstraße                                           | Das „Birkenwäldchen“ in der Gemarkung Schöneberg war namensgebend. Im Jahr 1874 ist der Weg noch ohne Bezeichnung eingetragen. 1876 ist zwischen der Wilmersdorfer Kaiserstraße über die Ringstraße I ein Weg unter diesem Namen am Beginn der Nürnberger / Augsburger Straße eingezeichnet. Im Jahr 1888 wurde in Charlottenburg der Abschnitt in die Nürnberger Straße einbezogen. Der auf Wilmersdorfer Gebiet zur Carstenn-Figur gehörende Teil erhielt am selben Tag den Namen Spichernstraße. Im Berliner Adressbuch 1887 wird sie Berlin zugeordnet. |  |  |
| Brandenburger Straße                                         | um 1885                                   | 16. März 1888           | → Prager Straße                                            | Die nach Brandenburg (historische Landschaft Preußens) benannte Straße lag zwischen der Nachod- und der Geisbergstraße. Als Straße der Carstenn-Figur (als deren östliche Begrenzung) wurde sie 1888 umbenannt, weil am gleichen Tage eine andere Straße in Wilmersdorf den Namen Brandenburgische Straße erhielt. |  |  |
| Braunschweiger Straße                                        | um 1870                                   | 1886                    | → Nassauische Straße                                       | Mit der Reichsgründung 1871 wurde das Herzogtum Braunschweig ein Bundesstaat des Deutschen Kaiserreichs. Die Braunschweiger Straße (zwischen Güntzel- und Berliner Straße) wurde 1886 zusammen mit der Wilmersdorfer Straße (dem Ast nördlich der Güntzelstraße) 1886 in Nassauische Straße umbenannt. |  |  |
| Brieger Straße                                               | 8. Jan. 1892                              | 18. Juni 1911           | → Albrecht-Achilles-Straße                                 | Die nach Brieg in der Provinz Schlesien (heute: Brzeg, Woiwodschaft Opole in Polen) benannte Straße bildete die südliche Verlängerung der Albrecht-Achilles-Straße und verlief von der Westfälischen Straße zum Hohenzollerndamm. 1911 wurde sie mit der Albrecht-Achilles-Straße zusammengelegt. Der Abschnitt wurde zwischen 1928 und 1930 für den geplanten Ausbau des Straßenbahnbetriebshofs Halensee eingezogen, auf dem Gelände befindet sich seit 1958 der Omnibusbetriebshof Cicerostraße. |  |  |
| Briloner Straße                                              | 14. Juni 1910                             | 19. Feb. 1911           | → Ballenstedter Straße                                     | Nach dem Wiener Kongress 1816 wurde Brilon Teil der Provinz Westfalen des Königreichs Preußen und 1818 zur Kreisstadt ernannt. 1910 erhielt diese Straße wohl den Namen durch ihre Lage parallel zur Münsterschen Straße, dem Hauptort von Westfalen, wurde aber bereits 1911 umbenannt. |  |  |
| Buchhofstraße                                                | um 1875                                   | um 1880                 | → Kirchhofstraße                                           | Der Buchhof war vermutlich der Name eines Anwesens nördlich der Ortslage (nördlich des → Berliner Wegs). Die Trasse ist seit 1888 Teil der Gasteiner Straße. |  |  |
| Buschstraße                                                  | vor 1876                                  | um 1890                 | Straße 50                                                  | Der Name leitet sich von einem hier liegenden Wäldchen ab, das Hopfenbruch wird bereits 1774 zwischen Charlottenburg und Wilmersdorf erwähnt. Die Trasse des Weges wurde um 1890 im Bebauungsplan beachtet und erhielt die Nummer 50, wurde dann 1906 in Jenaer Straße benannt. |  |  |
| Buschweg                                                     | um 1856                                   | um 1870                 | → Braunschweiger Straße                                    | Die Bezeichnung Busch wurde für das Hopfenbruch verwendet, ein bereits 1774 erwähntes Gelände zwischen Charlottenburg und Wilmersdorf. Der Buschweg verlief vom östlichen Dorfende nach Norden in Richtung Charlottenburg in das Waldgebiet und Weideland. In der Trasse liegt heute die Nassauische Straße. |  |  |
| Carlstraße                                                   | um 1885                                   | um 1890                 | → Hagenauer Straße                                         | Die Straße wurde mit dem Bebauungsplan von 1885 eingerichtet, der Grund der Benennung konnte bisher nicht ermittelt werden. Die Umbenennung zur Hagenauer Straße erfolgte wohl zusammen mit der (Neu-)Benennung des benachbarten Straßburger Platzes. Mit dem Bau der 1897 geweihten Kirche der katholischen Gemeinde St. Ludwig erhielt sie ihren heutigen Namen Ludwigkirchstraße. |  |  |
| Charlottenburger Weg                                         | um 1856                                   | um 1885                 | → Westendstraße                                            | Der Weg führte vom Dorf nordwestwärts zum Nachbarort Charlottenburg. Um Anfang der 1880er Jahre erfolgte die Teilung, wobei der Abschnitt südlich der Westfälischen Straße den Namen Westendstraße erhielt und ein Teil in die Brandenburgische Straße einging. |  |  |
| Danziger Straße                                              | vor 1874                                  | vor 1876                | → Ringstraße II                                            | Die Straße wurde nach Danzig (heute Gdańsk), der damaligen Hauptstadt der preußischen Provinz Westpreußen benannt. Der Straßenverlauf zwischen dem heutigen Prager und Nikolsburger Platz ging als östlicher Abschnitt in die Trautenaustraße ein. |  |  |
| Darmstädter Straße                                           | vor 1874                                  | 1876                    | → Grenzstraße                                              | Die Straße bekam den Namen nach Darmstadt, wobei im Ergebnis des Deutschen Krieges 1966 ein Teil des Großherzogtums Hessen an Preußen gekommen war. Die Straße verlief nahe der Gemarkungsgrenze zu Friedenau und heißt heute seit 1892 Kuppenheimer Straße. |  |  |
| Der hohe Weg                                                 | um 1830                                   | um 1885                 | → Berliner Straße                                          | Der hohe Weg führte westlich über einen Hügel aus dem Dorf hinaus und ist wohl auch als Hintere Straße bezeichnet worden. Der Weg führte zur „Villencolonie Grundewald“. |  |  |
| Die Kuhtrift                                                 | um 1856                                   | 16. März 1888           | Westfälische Straße                                        | Die Kuhtrift führte im 19. Jahrhundert als Viehtrift vom Dorf Wilmersdorf in Richtung Wirtshaus Halensee zu Weideplätzen, die südwestlich am Hopfenbruch lagen. Die Neubenennung stand mit der Namensvergabe von Teilstaaten des Kaiserreichs im Zusammenhang. |  |  |
| Die kurze Trift                                              | um 1856                                   | 16. März 1888           | Sigmaringener Straße                                       | Sie führte als Feldweg von der Brandenburgischen Straße in nördlicher Richtung zu den Weideplätzen im Hopfenbruch, wobei die Trift der Weg ist, auf dem das Vieh zur Tränke und Weide getrieben wird. |  |  |
| Ehrenfeldstraße                                              | nach 1885                                 | 1902                    | Sodener Straße                                             | Die Straße 46a nach Bebauungsplan wurde nach dem „Schloss Ehrenfeld“ in der Gemeinde Zwiefalten im heutigen Landkreis Reutlingen (Baden-Württemberg). |  |  |
| Elberfelder Straße (1)                                       | vor 1874                                  | vor 1876                | → Promenade I                                              | Nach dem Übergang an Preußen 1815 wurde Elberfeld Sitz eines Landkreises, der aus den Bürgermeistereien Elberfeld und Barmen entstand. Bei der Planung der Promenaden durch Carstenn verlor dieser Straßenlauf den Namen. |  |  |
| Elberfelder Straße (2)                                       | um 1885                                   | 8. Jan. 1892            | → Babelsberger Straße                                      | Der 1876 durch Änderungen entlang der Carstennschen Promenade freigewordene Straßenname nach der Stadt Elberfeld wurde dieser nach Bebauungsplan vorgesehenen Hannöverschen Straße neu vergeben. |  |  |
| Erfurter Straße                                              | um 1890                                   | um 1912                 | → Am Seepark                                               | Die seit 1885 bestehende Straße 23a am Südrand des Gebiets um den Fenngraben wurde nach Erfurt benannt, einer Stadt in Thüringen. 1802 war Erfurt Teil Preußens geworden und blieb es bis 1945. (Lediglich 1806–1814 stand das Fürstentum Erfurt direkt unter französischer Herrschaft.) |  |  |
| Falkensteiner Straße                                         |                                           |                         |                                                            | Geplante Straße zwischen Mecklenburgische Straße und Dillenburger Straße. Sie wäre parallel zu Sodener und Schlagenbader Straße im Raum zwischen diesen beiden angelegt worden. Heute verläuft an dieser Stelle der westliche Rand der Autobahnüberbauung Schlangenbader Straße. |  |  |
| Flensburger Straße                                           | vor 1874                                  | 1890                    | → Hessische Straße                                         | Nach dem Deutsch-Dänischen Krieg (1864) kam die Stadt Flensburg von Dänemark an Preußen. Die Straße war 1874 zwischen Schleswiger und Kaiserstraße projektiert. 1890 wurde die Magdeburger Straße auch als Hopfenbruchstraße einbezogen und die Hessische Straße gebildet, ehe diese wiederum nach dem Restaurant „Landhaus“ an der Ecke Berliner Straße als Landhausstraße den heutigen Namen erhielt. |  |  |
| Gartenstraße                                                 | vor 1876                                  | um 1890                 | → Hannoversche Straße                                      | Die Königsberger Straße wurde um 1876 wohl auch als Gartenstraße geführt, sie ist 1876 auf der Karte mit diesem Namen eingezeichnet und liegt am Südrand des Hopfenbruchs, einem Wald- und Weidegebiet zu Charlottenburg hin, wodurch auch der Name erklärbar ist. 1890 wurde sie mit der Straße 13a als Hannoversche Straße benannt, ehe diese der östliche Abschnitt der Güntzelstraße wurde. |  |  |
| Georgstraße                                                  | 1875                                      | vor 1893                | → Geisbergstraße                                           | Für die Namensgebung kommt wohl einer der brandenburgischen Markgrafen Georg Wilhelm in Frage, obwohl bereits eine Georg Wilhelmstraße mit zwei Häusern an der Ringbahnstraße verzeichnet ist. Auf der Karte von 1893 ist die Geisbergstraße in diesem Straßenzug eingezeichnet. |  |  |
| Gravelotter Straße                                           | vor 1890                                  | vor 1896                | → Fasanenstraße                                            | Die Straße zwischen der Nachod- und der Lietzenburger Straße ist nach der Gemeinde Gravelotte in Lothringen benannt. Hier fand westlich von Metz am 18. August 1870 die verlustreichste Schlacht des Deutsch-Französischen Kriegs statt, die zum Rückzug und zur Einschließung der französischen Nord-Armee unter Marschall Bazaine in der Festung Metz führte. Die von Norden her durchführende als Fasanenstraße benannte Trasse wurde als westliche Begrenzung der Carstenn-Figur in die → Ringstraße II aufgenommen und danach als Gravelotter Straße benannt. |  |  |
| Grenzstraße                                                  | 1876                                      | 8. Jan. 1892            | → Kuppenheimer Straße                                      | Der Name bezog sich auf den Verlauf der Straße in Richtung der Ortsgrenze zwischen Wilmersdorf und Friedenau. |  |  |
| Grüner Weg                                                   | um 1880                                   | 16. März 1888           | → Laubacher Straße → Augustastraße                         | Der Weg führte vom Dorf Wilmersdorf in südlicher Richtung „ins Grüne“ und bildete zeit- oder teilweise als Steglitzer Weg die Gemarkungsgrenze zwischen Friedenau und Wilmersdorf, bildete, manchmal als Grenzstraße aufgeführt. 1888 wurde der südlich der Ringbahn liegende Abschnitt an der Gemarkungsgrenze zwischen Wilmersdorf und Friedenau in Laubacher Straße. Der Abschnitt der Ringbahn, der zu Wilmersdorf gehört, erhielt zusammen mit der Steglitzer Straße den Namen Augustastraße. |  |  |
| Grunewaldstraße                                              | um 1875                                   | um 1890                 | → Nachodstraße                                             | Die Straße führte zur Villencolonie Grunewald und mit deren Ausbau ab 1889 wurde der Kurfürstendamm und wohl auch der westlich der Kaiserallee liegende Straßenzug zum späteren Hohenzollerndamm. Der Straßenname existiert im östlichen Nachbarortsteil auch heute noch. |  |  |
| Hagenauer Straße                                             | um 1890                                   | 1. Okt. 1900            | → Ludwigkirchstraße                                        | Die Straße ist nach Hagenau, der französischen Stadt im Unterelsass benannt. Zum Zeitpunkt der Benennung gehörte sie im Ergebnis des Deutsch-Französischen Kriegs 1870/71 von 1871 bis 1919 zum deutschen Reichsland Elsaß-Lothringen. Mit dem Bau der katholischen Ludwigskirche wurde sie umbenannt. |  |  |
| Halberstädter Platz                                          | vor 1877                                  | 16. März 1888           | → Prager Platz                                             | Halberstadt, Stadt in Sachsen-Anhalt. 1807 wurde die Stadt Teil des durch Napoleon geschaffenen Königreichs Westphalen und die Hauptstadt des Saaledepartements. Der Halberstädter Platz wurde 1888 als südöstlicher Eckpunkt der Carstenn-Figur umbenannt. |  |  |
| Hamburger Straße                                             | vor 1880                                  | 16. März 1888           | → Lipaer Straße                                            | Die Mecklenburgische Straße wurde vor 1880 nach Hamburg benannt und damit passend zur östlich fortführenden Danziger Straße. Seit 1867 wurde Hamburg Mitglied des von Otto von Bismarck initiierten Norddeutschen Bundes und blieb 1871 Gliedstaat des Deutschen Reichs. |  |  |
| Hannoversche Straße                                          | um 1890                                   | 24. Aug. 1893           | Güntzelstraße                                              | 1866 wurde Hannover im Deutschen Krieg in das Königreich Hannover von Preußen annektiert und erhielt provinziale Selbstverwaltung, aus der Residenzstadt Hannover wurde eine preußische Provinzhauptstadt. Um 1890 wurde die Gartenstraße mit der Straße 13a zur neu benannten Hannoverschen Straße zusammengeführt. Die Hannoversche Straße, im Bebauungsplan ab 1885 Straße 17a, lag zwischen Hohenzollernplatz (heute Emser Platz) und Schöneberg, sie bildet heute den östlichen Abschnitt der Güntzelstraße. |  |  |
| Hannöversche Straße                                          | um 1875                                   | um 1885                 | → Elberfelder Straße (2)                                   | Der Straßenname bezieht sich (nach der Schreibung) auf die Provinz Hannover, die im Ergebnis des Deutschen Krieges 1866 aus dem annektierten Königreich Hannover gebildet wurde. Nahe der Grenze zu Schöneberg lag sie in Nord-Süd-Richtung im Verlauf der heutigen Babelsberger Straße. |  |  |
| Heidelberger Straße                                          | 6. Okt. 1905                              | 1. März 1912            | → Aßmannshauser Straße                                     | Die Heidelberger Straße lag zwischen dem Heidelberger und dem Aachener Platz (Ecke Kreuznacher/Laubacher Straße) über den Rüdesheimer Platz hinweg. 1908 erfolgte eine Neugestaltung des Rüdesheimer Platzes und der südliche Abschnitt wurde (zwischenzeitlich) als Schwarzwaldstraße benannt. Seine Trassierung änderte sich dadurch, 1912 wurde der verbliebene nördliche Abschnitt in Aßmannshauser Straße umbenannt. |  |  |
| Hessische Straße                                             | 1890                                      | 1895                    | → Landhausstraße                                           | Der Straßenname nimmt Bezug auf die preußische Provinz Hessen-Nassau, wobei die Nassauische Straße westlich parallel verlief. Die Hessische Straße lag 1893 zwischen Nicolsburger Platz und Wilhelmsaue und entstand 1890 durch die Zusammenlegung der Flensburger und der Hopfenbruchstraße. |  |  |
| Hindenburgstraße                                             | 6. Dez. 1917                              | 18. Nov. 1955           | → Am Volkspark                                             | Die Straße wurde 1917 nach Paul von Hindenburg (1847–1934), Generalfeldmarschall und Reichspräsident benannt und 1922 wurde Am Seepark einbezogen. Die Straße schloss somit den in Hindenburgpark benannten Seepark am Nord- und Südrand zwischen Rudolstädter Straße (Ringbahn) und Grenze zu Schöneberg ein. |  |  |
| Hohenzollernplatz (1)                                        | 8. Jan. 1892                              | 14. Nov. 1901           | → Emser Platz                                              | Namensgebend war das deutsche Herrschergeschlecht der Hohenzollern, die auch die preußischen Könige und den Kaiser stellten. Um 1885 trug der Platz die Bezeichnung Platz b und um 1890 Platz E. Nach der Namensvergabe 1892 als Hohenzollernplatz erfolgte 1901 die Umbenennung in Emser Platz, weil am gleichen Tag ein anderer Platz am Hohenzollerndamm den Namen Hohenzollernplatz erhielt. |  |  |
| Holsteiner Straße (Ost-West-Richtung) heute: Berliner Straße | vor 1874                                  | 16. März 1888           | → Berliner Straße                                          | Die Straße lag am östlichen Gemeinderand nordöstlich zur Wilmersdorfer Straße in Schöneberg, nach Südost verläuft gleichzeitig die Schleswiger Straße. Im April 1864 trat Dänemark nach dem Verlust an den Düppeler Schanzen Schleswig und Holstein und diese Landesteile wurden 1867 als Provinz Schleswig-Holstein von Preußen annektiert. |  |  |
| Holsteiner Straße (2)                                        | um 1890                                   | 24. Aug. 1893           | → Wegenerstraße                                            | Der Straßenname nach Holstein als Teil der preußischen Provinz Schleswig-Holstein wurde nach 1888 für die Straße zwischen der Brandenburgischen / Sächsischen Straße und der Sigmaringenstraße erneut vergeben. |  |  |
| Homburger Platz (1)                                          | um 1900                                   | 13. Juli 1934           | → aufgehoben                                               | Der zunächst als Homburger Platz im Rheingauviertel eingerichtete Platz dieses Namens lag nördlich der Homburger Straße zwischen Binger und Johannesberger Straße. Er ist nicht mehr vorhanden, da auf ihm 1936 die Lindenkirche erbaut wurde. Bezug besitzt dieser Name zu Hessen-Homburg, das bis 1866 als Landgrafschaft bestand, ehe es nach dem Krieg von 1866 im Friedensvertrag vom 3. September 1866 an Preußen abgetreten und als Amt Homburg in die Provinz Hessen-Nassau eingegliedert wurde. Ersatzweise erhielt der in der Nähe liegende Platz H 1934 den Namen Homburger Platz. |  |  |
| Homburger Platz (2)                                          | 13. Juli 1934                             | 15. Dez. 1958           | → Rudolf-Mosse-Platz                                       | Nach der Aufhebung des Namens für den so benannten Platz im Rheingauviertel wurde dieser 1934 auf den in der Nähe liegenden Platz H an der Mecklenburgischen Straße übertragen. Die Namensgebung dürfte 1934 wohl eher an Bad Homburg vor der Höhe orientiert worden sein, obwohl die in der preußischen Provinz Hessen-Nassau Landgrafschaft Homburg entsprechend der umgebenden Benennungen zu Grund liegt. |  |  |
| Hopfenbruchstraße                                            | 1876                                      | 1890                    | → Landhausstraße                                           | Das Hopfenbruch ist Waldgebiet und Weideland zwischen Charlottenburg und Wilmersdorf, auf das die Straße zu lief. Die Hopfenbruchstraße, wohl auch Hopfenbruchweg, führte vom Dorfkern Wilmersdorf in das Gebiet des Hopfenbruchs und folgt einer älteren Trasse. Wobei neben dem nordwärts führenden Teil auch ein Abschnitt südlich am Hopfenbruch nach Westen führte (in der Trasse der Pariser Straße) und die Namensgebung durch verschiedene Planungsstufen beeinflusst war. |  |  |
| Jülicher Straße                                              | nach 1906                                 | 30. Nov. 1910           | → Duisburger Straße                                        | Die Straße 11 wurde nach Jülich benannt, das seit dem Wiener Kongress 1915 zu Preußen und insbesondere der Rheinprovinz gehörte. Die Benennung war nicht von langer Dauer, denn 1910 ist zwischen Düsseldorfer und Xantener Straße keine Straße im Stadtplan eingetragen. Außerdem scheint sie auch noch unbebaut gewesen zu sein, da sich beispielsweise im Adressbuch 1912 keine Jülicher Straße findet. wohl aber die Xantener Straße. |  |  |
| Jungfernstraße                                               | vor 1874                                  | 16. März 1888           | Durlacher Straße                                           | Der Bezug für den Namen dieser bereits 1874 benannten Straße konnte nicht ermittelt werden. Sie lag am Südrand des „Großen Fenns“ östlich der Kaiserallee. |  |  |
| Kaiserallee                                                  | 16. März 1888                             | 18. Juli 1950           | Bundesallee                                                | Nach dem Tod von Kaiser Wilhelm I. wurde die im Auftrag von Carstenn angelegte Kaiserstraße durch Umbenennung zur „Allee“ aufgewertet. |  |  |
| Kaiserplatz                                                  | 16. März 1888                             | 18. Juli 1950           | Bundesplatz                                                | Eine Woche nach dem Tod von Kaiser Wilhelm I. (1797–1888) wurde gemeinsam mit der Benennung der Kaiserstraße zur Kaiserallee der Straßburger Platz umbenannt. |  |  |
| Kaiserstraße                                                 | 1874                                      | 16. März 1888           | → Kaiserallee                                              | Die nach Kaiser Wilhelm I. benannte Straße (heute: Bundesallee) wurde 1872 bis 1874 von Carstenn zur Erschließung und Verbindung seiner Wilmersdorfer und Lichterfelder Güter angelegt. In Wilmersdorf ist sie die zentrale (Nord-Süd-)Achse der „Carstenn-Figur“ und führte im Süden weiter nach Friedenau. 1888 wurde der nördliche Teil in Charlottenburg als Rankestraße benannt. |  |  |
| Kirchhofstraße                                               | um 1880                                   | 16. März 1888           | → Gasteiner Straße                                         | An der Stelle des heutigen Habermannplatzes befand sich vormals der Friedhof der Gemeinde Wilmersdorf, die so benannte Straße führte an ihm vorbei. |  |  |
| Königsberger Straße                                          | um 1872                                   | um 1876                 | → Gartenstraße                                             | Königsberg (heute: Kaliningrad) wurde 1829 Hauptstadt der „Provinz Preußen“, verlor aber diesen Status infolge eines Gesetzes vom 19. März 1877 wieder. Auf der Karte von 1876 war bereits die Gartenstraße eingezeichnet. Die Straße lag zwischen der Gemarkungsgrenze Schöneberg und dem Südrand des Hopfenbruchs, wobei sie westlich der Schleswigschen Straße (heute Uhlandstraße) nur projektiert ist. |  |  |
| Königshofer Straße                                           | u03 1890                                  | 21. Okt. 1901           | → Motzstraße                                               | Die Straße lag zwischen dem Prager Platz nordostwärts und der Straße 51 am Platz 1 und wurde in die in Schöneberg bestehende Motzstraße einbezogen, nachdem im Vergleich zum heutigen Straßensystem hier Planungsänderungen im Bereich der Grenzen zwischen den Vororten stattgefunden hatten. |  |  |
| Kostnitzer Straße                                            | 1895                                      | 19. Mai 1908            | → Konstanzer Straße                                        | Die Straße zwischen Kurfürstendamm und Berliner Straße wurde zunächst nach Kostnitz benannt. Die Verknüpfung dieses Ortes mit der Geschichte der Hohenzollern war Anlass der Benennung, jedoch war dieser Name von Konstanz irrtümlich zu Grunde gelegt worden, der „vermeintlich“ alte Stadtname war in der nord- und ostdeutschen Literatur des 15. Jahrhunderts weit verbreitet. Die Straße wurde nach Bebauungsplan aus Straße 18a und Straße 18b in der Trasse des Priesterwegs gebildet. Die Umbenennung in Konstanzer Straße folgte der Erkenntnis, dass diese vermeintlich ältere Bezeichnung ein Irrtum war. |  |  |
| Laubenheimer Platz                                           | 19. Aug. 1909                             | 1. Nov. 1963            | → Ludwig-Barnay-Platz                                      | Laubenheim ist ein Weinbauort südlich von Bingen liegt links der Nahe (unweit Kreuznach) und kam nach dem Wiener Kongreß 1815 zur Provinz Rheinhessen. Der Platz an der Laubenheimer Straße wurde dann 1963 mit dem Namen von Barnay verbunden, der im Juli 1871 der Gründer und später Ehrenpräsident der Genossenschaft Deutscher Bühnen-Angehöriger war, der ersten Interessengemeinschaft für Schauspieler und von der die Künstlerkolonie angelegt wurde. Barnay hatte durch die Aufhebung des Barnaywegs die hiesige Ehrung 1940 verloren. |  |  |
| Lauenburger Straße (1) heute: Koblenzer Straße               | v1874Thu, 26 Mar 1874 00:53:28 +0053 1874 | um 1888                 | Parallelstraße                                             | Die Straße lag südlich des Wilmersdorfer Sees, einem Planungsgebiet mit Straßennamen die Bezug zu Bismarck hatten, als dessen Verdienst galt, dass im Deutschen Krieg das Herzogtum Lauenburg als Provinz zu Preußen kam. Bei der Ausführung der Planungen wurde der Schwerpunkt auf die Verlängerung in die Gemarkung Friedenau gelegt und der Straßenname wurde frei. |  |  |
| Lauenburger Straße (2) heute: Fechnerstraße                  | um 1890                                   | 20. Mai 1937            | → Walter-Fischer-Straße                                    | Das Herzogtum Sachsen-Lauenburg wurde nach dem Deutsch-Dänischen Krieg Kondominium von Österreich und Preußen und 1865 wurde der Herzogtitel dem preußischen König Wilhelm I. übertragen. 1890 wurde in einem anderen Siedlungsgebiet südlich vom Hohenzollerndamm mit Bezug zu preußischen Provinzen der Name Lauenburger Straße erneut vergeben |  |  |
| Lieckstraße                                                  | 1895                                      | vor 1901                | → Landhausstraße                                           | Auf der Karte von 1893 ist zwischen Nicolsburger Platz und der östlichen Wilhelmsaue die Hessische Straße verzeichnet, die danach ihren Namen vom Grundstücksbesitzer Lieck über dessen Liegenschaften die Straße führte, ableitete. |  |  |
| Lipaer Straße                                                | 16. März 1888                             | 3. Aug. 1908            | Trautenaustraße                                            | Lipa ist ein Dorf an der Straße von Sadowa über Chlum nach Königgrätz gelegen. Die Schlacht bei Königgrätz am 3. Juli 1866 brachte durch den Sieg der preußischen Truppen über die österreichisch-sächsische Armee die Entscheidung im Preußisch-Österreichischen Krieg. Die Straße lag zwischen dem Nikolsburger Platz und der Nassauischen Straße. Die (östlichere) Rosberitzer Straße wurde zusammen mit der Lipaer Straße 1908 in Trautenaustraße umbenannt. |  |  |
| Liegnitzer Straße                                            | 8. Jan. 1892                              | 2. März 1911            | → Cicerostraße                                             | Die Straße 28b wurde 1892 parallel zur Schlesischen Straße nach Liegnitz der Stadt und dem preußischen Regierungsbezirks in der Provinz Niederschlesien benannt. Sie verlief von Hochmeisterplatz zur Ringbahnstraße und wurde 1911 der Cicerostraße als südliche Verlängerung angegliedert. |  |  |
| Lützowstraße                                                 | vor 1876                                  | 1890                    | → Mainzer Straße                                           | Die nach Freiherr Ludwig Adolf Wilhelm von Lützow (1782–1834), preußischer General des Lützowschen Freikorps, benannte Straße ist zwar in ihrer Lage 1888 vermerkt, aber beispielsweise nicht auf dem Abschnitt zwischen Coblenzer und Weimarscher Straße. |  |  |
| Magdeburger Platz                                            | 1876                                      | 16. März 1888           | → Nikolsburger Platz                                       | Magdeburg war zum Zeitpunkt der Straßenbenennung zeitweise Hauptstadt der preußischen Provinz Sachsen. Der Magdeburger Platz war der südwestliche von vier Plätzen der Carstenn-Figur am Nordende der Magdeburger Straße. |  |  |
| Magdeburger Straße                                           | vor 1874                                  | 1876                    | → Hessische Straße                                         | Magdeburg war in der preußischen Geschichte Hauptstadt des Elbedepartments der Provinz Westfalen und später Hauptstadt der Provinz Sachsen. Die Straße lag westlich parallel zur Kaiserstraße zwischen Magdeburger Platz und dem östlichen Ende der Wilhelmsaue. |  |  |
| Margarethenstraße                                            | vor 1874                                  | 16. März 1888           | → Detmolder Straße                                         | Margarethe ist ein weiblicher Vorname, dessen Herkunft nicht genau ermittelt werden konnte, aber hier der Ehefrau des früheren Grundstücksbesitzers, der die Straße angelegt hat, zugeordnet werden kann. Die Margarethenstraße, bereits auf der Karte von 1874 eingezeichnet, wurde 1888 in die Ringbahnstraße einbezogen. |  |  |
| Marienburger Straße                                          | vor 1891                                  | 4. Nov. 1915            | → Düsseldorfer Straße                                      | |  |  |
| Mecklenburger Straße                                         | vor 1874                                  | vor 1880                | → Hamburger Straße                                         | Mecklenburg ist das historische Gebiet an der Ostsee zwischen Pommern, Brandenburg und Schleswig-Holstein. Trotz der staatlichen Eigenständigkeit unter der Ritterschaft waren beide Großherzogtümer Mitglied im Norddeutschen Bund und später im Deutschen Kaiserreich. Der Straßenname wurde aber um 1880 geändert, ehe 1908 die heutige Trautenaustraße gebildet wurde. |  |  |
| Mossestraße                                                  | 8. Jan. 1892                              | 17. Juli 1934           | → Homburger Straße (als westlicher Abschnitt)              | Rudolf Mosse (1843–1920) war ein Berliner Verleger, Firmengründer und Geschäftsmann, der als Stifter des 1893–1895 gebauten Waisenhauses »Mosse-Stifts« mit der anliegenden Straße geehrt wurde. In der Zeit des Nationalsozialismus wurde 1934 diese Straße in die Homburger Straße einbezogen. Dieses Löschen aus dem Wilmersdorfer Straßenverzeichnis wurde 1972 wieder beseitigt als bedingt durch den Bau der Stadtautobahn die Homburger Straße in zwei Abschnitte getrennt wurde. |  |  |
| Mühlenweg                                                    | vor 1874                                  | um 1875                 | aufgehoben                                                 | Der Mühlenweg führte zur ehemaligen Mühle in der Paretzer Straße. Der Name bezieht sich auf den Verlauf der Straße zu der damaligen Mühle, die sich in der Paretzer Straße gegenüber dem heutigen Krankenhaus befand. Der Mühlenweg verlief von Mecklenburgischen (Blissestraße) zur Paretzer Straße. Die Straße existiert nicht mehr. |  |  |
| Nassauer Straße                                              | vor 1874                                  | vor 1876                | → Ringstraße                                               | Die hier als Nassauer Straße nach dem Herzogtum Nassau auf einer Karte von 1874 bereits eingezeichnete Straße zwischen Seestraße in Wilmersdorf und Wilhelmstraße (später Görresstraße) in Friedenau war im Plan der Carstennschen Ringstraße enthalten, wurde aber dann zur Weimarschen Straße ausgebaut. Der in Friedenau liegende Straßenabschnitt trägt heute den Namen Stubenrauchstraße. |  |  |
| Neckarstraße                                                 | 19. Aug. 1909                             | 20. Juli 1938           | → Eberbacher Straße                                        | Die in der Bebauung des Rheingauviertels enthaltene Straße nach dem Neckar, Nebenfluss des Rheins, benannt, wurde 1938 als östliche Verlängerung in die Eberbacher Straße einbezogen. |  |  |
| Niederwaldstraße                                             | vor 1900                                  | 14. Apr. 1936           | → Rüdesheimer Straße                                       | Die zunächst im Raster des Rheingauviertels westlich und parallel zur Rüdesheimer Straße projektierte Straße wurde nach dem Niederwald bei Rüdesheim, einem südwestlichen Ausläufer des Taunus, benannt. Aufgrund der Veränderungen bei der Bauausführung wurde 1936 die Straße als südlicher Abschnitt in die Rüdesheimer Straße einbezogen. |  |  |
| Oberfeldstraße                                               | vor 1876                                  | 16. März 1888           | → Prinzregentenstraße                                      | Das Oberfeld ist ein Gebietsteil südlich von Wilmersdorf, das im 19. Jahrhundert zum Rittergut Wilmersdorf gehörte. Die Straße lief auf dieses Gebiet zu. |  |  |
| Oldenburger Straße                                           | um 1885                                   | 16. März 1888           | → Nikolsburger Straße                                      | Da die Ringstraße II nicht in dieser Form ausgebaut wurde, erhielt der Straßenzug der heutigen Landhausstraße für geraume Zeit ihren Namen nach Oldenburg. |  |  |
| Osnabrücker Straße                                           | 1895                                      | 22. Jan. 1958           | → Bielefelder Straße                                       | Osnabrück kam mit dem Königreich Hannover 1866 zu Preußen und so erhielt die Straße zwischen Hohenzollernplatz und Westfälischer Straße ihren Namen. |  |  |
| Parallelstraße                                               | um 1888                                   | 8. Jan. 1892            | → Coblenzer Straße                                         | Der Straßenzug Lauenburger Straße (hier unter 1) verlief von der Hildegardstraße in Wilmersdorf in Richtung Steglitz parallel zum Grünen Weg. Der vorherige Straßenname wurde 1888 bei Planungsänderungen eingezogen und neu vergeben, dazu → Lauenburger Straße (2). |  |  |
| Preußische Straße (1)                                        | um 1875                                   | vor 1876                | → Victoriastraße                                           | Nach Preußen benannte Straßen. Noch vor 1876 in Victoriastraße umbenannt, trug dieser Straßenzug den Namen nach Preußen nur kurz, in der Karte von 1876 ist bereits die Victoriastraße eingezeichnet. |  |  |
| Preußische Straße (2)                                        | 8. Jan. 1892                              | 25. Juli 1908           | → Hohenzollerndamm                                         | Die Preußische Straße, die vorher die Bezeichnungen Straße 15a und Straße 15b trug, lag zwischen Nikolsburger und Konstanzer Straße. Sie wurde 1908 in den seit 1900 bestehenden Hohenzollerndamm einbezogen. |  |  |
| Priester Weg                                                 | um 1850                                   | um 1885                 | entfallen heute Konstanzer Straße                          | Die Wilmersdorfer Priester nahmen diesen Weg, um in die Kirche ihres Filialdorfes Lietzen zu gelangen. Der im 16. Jahrhundert angelegte Kurfürstendamm änderte mehrmals seinen Verlauf. Teile, die ursprünglich in eine andere Richtung verliefen, erhielten neue Namen. So wurde um 1850 der Teil zwischen der Xantener und der Brandenburgischen Straße als Priester Weg umbenannt. Um 1885 entfiel der Name Priester Weg. |  |  |
| Prinzenstraße (1) heute: Grainauer Straße                    | um 1875                                   | um 1885                 | → Brandenburger Straße                                     | Prinz ist die Bezeichnung für alle nicht regierenden und standesgemäßen Nachkommen souveräner Fürstenhäuser. Im hiesigen Fall bezieht sich der Straßenname auf das Haus Hohenzollern allgemein. Sie ist eine Straße der Carstenn-Figur zwischen der heutigen Nachod- und Geisbergstraße. |  |  |
| Prinzenstraße (2) heute: Mehlitzstraße                       | 1890                                      | 1902                    | → Mehlitzstraße                                            | Prinz ist die Bezeichnung für alle nicht regierenden und standesgemäßen Nachkommen souveräner Fürstenhäuser. Die Straße war zur Hälfte ein alter Feldweg, die andere Hälfte führte über ein Grundstück des Bauern Mehlitz. Die Straße wurde zunächst Prinz-Heinrich-Straße benannt. Als östliche Querstraße der Wilhelmsaue wurde sie später ohne Namen in Karten vermerkt. |  |  |
| Prinz-Heinrich-Straße                                        | vor 1885                                  | 1890                    | → Prinzenstraße                                            | Die Straße am Ostrand der Dorfaue war zur Hälfte ein alter Feldweg, die andere Hälfte führte über ein Grundstück des Bauern Mehlitz. und wurde nach Prinz Heinrich von Preußen (1862–1929) benannt. Die etwas dörfliche Straße mag der Grund sein, dass sie 1890 als Prinzenstraße umbenannt wurde, ehe 1902 der grundstücksbesitzende Bauer namensgebend wurde. |  |  |
| Promenade I                                                  | vor 1876                                  | 16. März 1888           | → Prinzregentenstraße                                      | Die Promenaden I bis VI bildeten einen Ringstraßenzug in Friedenau und Wilmersdorf, der von Carstenn geplant wurde. Die Promenade I führte auf Friedenauer Gebiet vom heutigen Perelsplatz zur Ringbahn, ein Teil der Promenade gehörte zu Wilmersdorf und verlief nördlich der Ringbahn zur heutigen Durlacher Straße. Der Wilmersdorfer Teil erhielt 1888 den Namen Prinzregentenstraße. |  |  |
| Promenade IV                                                 | vor 1876                                  | 24. Juni 1892           | → Weimarsche Straße                                        | Die Promenaden I bis VI bildeten einen von Carstenn geplanten Ringstraßenzug in Friedenau (hier in der Trasse der Stubenrauchstraße) und Wilmersdorf. Der Teil der Promenade IV der zu Wilmersdorf zwischen Ringbahn und Seestraße (am Wilmersdorfer See) gehörte wurde ab 1892 als Straße 28 geführt, er erhielt vor 1897 den Namen Weimarsche Straße (seit 1908: Weimarische Straße). |  |  |
| Promenadenweg                                                | 1904                                      | u3bEurope/Berlinkam3331 | aufgehoben                                                 | Der Promenadenweg gehört am südlichen Ufer des später zugeschütteten Wilmersdorfer Sees zu den Planvorhaben um den Seepark (heute: Volkspark). |  |  |
| Putbuser Platz                                               | 1891                                      | nach 1926               | aufgehoben                                                 | Putbus ist die jüngste Stadt der Insel Rügen und der älteste Badeort auf der Insel. Der Putbuser Platz befand sich am Rand von Wilmersdorf zu Schmargendorf an der Kreuzung Heiligendammer/Zoppoter Straße, 1932 ist er nicht mehr in den Stadtplänen verzeichnet. In späteren Jahren, mit der Bebauung des Platzes, ist er aufgehoben worden. |  |  |
| Rankeplatz                                                   | 14. Nov. 1901                             | 17. Jan. 2012           | → Friedrich-Hollaender-Platz                               | Der Platz wurde nach dem Historiker Leopold von Ranke (1795–1886) benannt. |  |  |
| Rastatter Platz                                              | 8. Jan. 1892                              | 26. Aug. 1913           | → Breitenbachplatz                                         | Rastatt ist eine Barock- und Residenzstadt in Baden-Württemberg. Historisch bekannt durch den Friede von Rastatt 1714 der den Spanischen Erbfolgekrieg beendete und den 1797–1799 tagenden Rastatter Kongress. Für die preußische Geschichte bedeutsam, als sie 1849 der Mittelpunkt der badischen Revolution und nach deren Niederlage Schauplatz standrechtlicher Erschießungen durch preußische Exekutionskommandos war. Der Rastatter Platz wurde aufgegeben, da die Rastatter Straße nicht wie geplant als Ringstraße ausgeführt worden ist. Die Umbenennung des Platzes erfolgte 1913 anlässlich der Eröffnung der U-Bahn-Linie nach Dahlem, an deren Bau der preußische Minister Paul von Breitenbach wesentlichen Anteil hatte. |  |  |
| Rastatter Straße                                             | um 1906                                   | 17. Dez. 1932           | → Barnayweg                                                | Rastatt war 1849 der Mittelpunkt der badischen Revolution und nach deren Niederlage Schauplatz standrechtlicher Erschießungen durch preußische Exekutionskommandos. Die Straße lag parallel zur Bonner Straße zwischen Südwestkorso und Kreuznacher Straße, zum Zeitpunkt ihrer Benennung als eine Ringstraße geplant, die nördlich des Breitenbachplatzes, die Dillenburger, Schlangenbader, Binger und Johannisberger Straße sowie den Südwestkorso mit der Kreuznacher Straße verband. Ab 19. August 1909 bestand sie nur noch aus ihrem südlichen Abschnitt zwischen Südwestkorso und Kreuznacher Straße, der übrige Teil war eingezogen worden.                                                                                    |  |  |
| Ringstraße I                                                 | vor 1876                                  | 16. März 1888           | → Schaperstraße                                            | Die Ringstraße I verlief in Form eines Halbrings vom damals noch nicht benannten Fasanen- zum ebenfalls noch nicht benannten Nürnberger Platz. Sie bildete die nördliche Begrenzung der Carstenn-Figur. |  |  |
| Ringstraße II                                                | vor 1876                                  | 16. März 1888           | → Nikolsburger Straße → Rosberitzer Straße → Prager Straße | Die Ringstraße II verband in Form eines Halbrings die vier damals noch nicht benannten Schmuckplätze der Carstenn-Figur und bildete so deren südliche Begrenzung. Die nördliche Begrenzung der „Carstenn-Figur“ war die Ringstraße I. Die Ringstraße II wurde auf die Trasse von Fasanen- und Danziger Straße gelegt. |  |  |
| Rosberitzer Straße                                           | 16. März 1888                             | 3. Aug. 1908            | → Trautenaustraße                                          | Rosberitz ist ein Dorf an der Straße von Sadowa über Lipa und Chlum nach Königgrätz gelegen. Die Schlacht bei Königgrätz am 3. Juli 1866 brachte durch den Sieg der preußischen Truppen über die österreichisch-sächsische Armee die Entscheidung im Preußisch-Österreichischen Krieg. Die Straße lag zwischen dem Nikolsburger und Prager Platz. Die Rosberitzer Straße wurde zusammen mit der (südwestlichen) Lipaer Straße 1908 in Trautenaustraße umbenannt. |  |  |
| Rothenburger Straße                                          | um 1906                                   | 19. Aug. 1909           | → Markobrunner Straße                                      | Rothenburg ob der Tauber, eine mittelfränkische Kleinstadt |  |  |
| Rudorffstraße                                                | 1903                                      | 13. Mai 1929            | → Warneckstraße                                            | Die nach Ernst Rudorff (1840–1916), Musiker, Kunstpädagoge und Naturschützer, benannte Straße wurde 1885 als Straße 15c angelegt. |  |  |
| Sadowastraße                                                 | 16. März 1888                             | 20. Aug. 1906           | → Aschaffenburger Straße                                   | Die Straße wurde nach dem Dorf Sadowa benannt, westlich von dem am 3. Juli 1866 die Schlacht von Königgrätz im Deutschen Krieg zwischen preußischen und österreichischen Truppen stattfand. Die einstigen Rechte Österreichs in Schleswig-Holstein gingen an Preußen über. Diesem Bezug entsprechend liegt die Straße südöstlich vom Prager Platz. Sie wurde 1906 in die bereits seit 1896 in Schöneberg bestehende Aschaffenburger Straße einbezogen. |  |  |
| Schleswiger Straße                                           | um 1875                                   | 16. März 1888           | → Badensche Straße                                         | Die nach einem Teil der preußischen Provinz Schleswig-Holstein benannte Straße wurde 1888 in Wilmersdorf und dann 1912 auch in Schöneberg umbenannt. Die Spannungen nach dem Wiener Kongress 1815 über Einheit und Zugehörigkeit Schleswig-Holsteins mündeten in die Deutsch-Dänischen Kriege 1848–1850 und 1864. Dänemark musste 1864 auf die Herzogtümer verzichten, Schleswig kam unter preußische Verwaltung. Nach dem Österreichisch-Preußischen Krieg 1866 wurden Schleswig und Holstein und auch Lauenburg preußische Provinzen. |  |  |
| Schleswigsche Straße                                         | 25. Apr. 1885                             | 28. Okt. 1893           | → Uhlandstraße                                             | Benannt nach dem nördlichen Teil der preußischen Provinz Schleswig-Holstein, die 1864 nach dem Deutsch-Dänischen Krieg zunächst als Landesteil unter preußische Verwaltung und 1866 nach dem Deutschen Krieg mit Holstein und Lauenburg zur Provinz Schleswig-Holstein wurde. Die Vorher Straße 6a wurde sie 1893 mit der Valerienstraße zur Uhlandstraße hinzugeführt. |  |  |
| Schmargendorfer Weg                                          | um 1856                                   | um 1885                 | → Mecklenburgische Straße                                  | Der vorher Heideweg genannte Weg führte von Wilmersdorf in südwestlicher Richtung zum Nachbarort Schmargendorf. 1888 wurden auf dieser Trasse die im Bebauungsplan geführten Straße 31a und Straße 31b am Rande der Gemarkungsgrenze entlang benannt und damit die Verbindung zum Bahnhof Schmargendorf der Ringbahn hergestellt der 1883 eröffnet wurde. |  |  |
| Schöneberger Straße                                          | vor 1878                                  | um 1890                 | → Nachodstraße                                             | Die mittlere Straße der Carstenn-Figur ostwärts der Kaiserallee wurde ihrer Richtung nach Schöneberg zu benannt. Ehe der Namenswechsel zu Nachodstraße erfolgte. |  |  |
| Schöneberger Weg                                             | vor 1856                                  | um 1875                 | → Schleswiger Straße                                       | Der Schöneberger Weg war der alte Ortsverbindungsweg vom östlichen Dorfende Wilmersdorf nach Schöneberg. Wegen der Richtung zum Mühlberg auch Mühlenweg genannt, jedenfalls in Schöneberg weiterhin unter diesem Namen bis zur Einrichtung des Straßennamens Badensche Straße, 1888 in Wilmersdorf und 1912 in Schöneberg. |  |  |
| Schwarzwaldstraße                                            | 24. Okt. 1908                             | 24. Okt. 1912           | → Geisenheimer Straße                                      | Die Schwarzwaldstraße entstand 1908 während des Ausbaus des Rheingauviertels aus dem herausgelösten südlichen Abschnitt der Heidelberger Straße. Der Schwarzwald ist Deutschlands höchstes und größtes zusammenhängendes Mittelgebirge und liegt im Südwesten Baden-Württembergs am rechten Rheinufer. |  |  |
| Seestraße                                                    | um 1872                                   | 2. Nov. 1895            | → Hildegardstraße                                          | Die Straße erhielt ihren Namen nach dem später zugeschütteten Wilmersdorfer See, an dessen Südseite sie entlangführte. |  |  |
| Solsdorfer Weg                                               | 15. Dez. 1930                             | 1. Apr. 1971            | eingezogen                                                 | Die Straße 88 des Bebauungsplans zwischen Rudolstädter und Kalischer Straße wurde 1930 nach Solsdorf, heute ein Ortsteil von Rottenbach nahe Rudolstadt (Thüringen), benannt. Für den Bau der Stadtautobahn wurde die Straße 1971 entwidmet. Auf der Karte 1:5000 der bezirklichen Vermessungsämter (Stand 2013) ist noch ein unbebautes Reststück dieses Weges als nichtamtlich über eine Grünfläche führend angegeben. |  |  |
| Spandauer Weg                                                | um 1856                                   | 16. März 1888           | → Berliner Straße                                          | Der Spandauer Weg führte von der Landgemeinde Wilmersdorf nach Westen in Richtung Spandau. Die Gründung des Kaiserreichs 1971 war für die Wilmersdorfer Anlass, mit weiteren umfangreichen Umbenennungen im März 1888 eine Berliner Straße zu schaffen, wobei dieser Straßenzug mit weiteren vorhandenen Straßen zusammengefasst und neu benannt wurde. |  |  |
| Steglitzer Straße                                            | um 1880                                   | 16. März 1888           | → Augustastraße                                            | Steglitz ist der südliche Nachbarort von Wilmersdorf. Die Steglitzer Straße verlief auf der Trasse des historischen Weges, der von Wilmersdorf in südlicher Richtung nach Steglitz führte. 1888 wurde die Steglitzer Straße mit einem Teil des Grünen Wegs zusammengelegt und in Augustastraße umbenannt. |  |  |
| Steglitzer Weg Laubacher Straße                              | um 1856                                   | um 1880                 | → Laubacher Straße                                         | Steglitz ist der südliche Nachbarort. Der alte Landweg führte von Wilmersdorf nach Steglitz und wurde in Wilmersdorf auch als Steglitzer Weg bezeichnet. Nach der Entstehung Friedenaus bildete sein südlicher Teil die Gemarkungsgrenze zwischen Wilmersdorf und Friedenau und wurde auf Karten auch als öffentlicher Weg ausgewiesen. Er wurde ab um 1880 auch als Grüner Weg bezeichnet und schließlich 1888 in Laubacher Straße benannt. |  |  |
| Steglitzer Weg Helgolandstraße                               | um 1856                                   | 8. Jan. 1892            | → Helgolandstraße → Dillenburger Straße                    | Der alte Landweg von Schmargendorf nach Steglitz führte durch die Gemarkung Wilmersdorf. Mit dem Ausbau der hiesigen Umgebung seit 1883 durch den Anschluss von Schmargendorf an die Ringbahn wurde diese Trasse 1891 mit Bezug zu den Straßennamen nach Badeorten in Helgolandstraße und 1892 der verbliebene südöstliche Teil in Dillenburger Straße umbenannt. |  |  |
| Stenzelstraße                                                | 20. Mai 1937                              | 31. Juli 1947           | → Blissestraße                                             | Stenzel war Anhänger der NS-Bewegung und erlitt bei tätlichen Auseinandersetzungen zwischen der SA und antifaschistischen Arbeitern am 5. Januar 1933 an der Ecke Detmolder/Augustastraße tödliche Verletzungen. Bei den ersten Straßenumbenennungen in Berlin nach dem Zweiten Weltkrieg wurde der Straßenname ersetzt. |  |  |
| Straßburger Platz (1) Bundesplatz                            | 1875                                      | 16. März 1888           | → Kaiserplatz                                              | Der Platz, seit 1950 Bundesplatz, erhielt bei der Anlage der Kaiserstraße seinen Namen nach der elsässischen Stadt Straßburg, die zu dieser Zeit Hauptstadt des Reichslandes Elsaß-Lothringen war. Der Platz liegt nördlich vom Bahnhof Wilmersdorf-Friedenau der Ringbahn. |  |  |
| Straßburger Platz (2) heute: Ludwigskirchplatz               | um 1890                                   | 4. Nov. 1895            | → Ludwigkirchplatz                                         | Die Benennung eines Platzes nach Straßburg im Elsass war 1888 nach dem Tod des Kaisers freigeworden, als der vorherige Platz dieses Namens zum Kaiserplatz umbenannt wurde. Der Name wurde danach auf den Platz A des Bebauungsplans von 1885 übertragen. |  |  |
| Strelitzsche Straße                                          | um 1902                                   | um 1912                 | → Am Seepark                                               | Strelitz war eine Linie und ein (Teil-)Herzogtum des mecklenburgischen Gesamtstaates ohne eigene Legislative und seit 1871 ein Bundesglied des Deutschen Reiches. Die Strelitzsche Straße, ab 1885 als Straße 29a angelegt, war eine beidseits unbebaute platzartige Erweiterung im Gebiet zwischen Ringbahn- und Mecklenburgischer Straße. |  |  |
| Valerienstraße                                               | 25. Apr. 1885                             | 28. Okt. 1893           | → Uhlandstraße                                             | Valerie ist ein weiblicher Vorname und im vorliegenden Falle wohl der Vorname der Gattin des früheren Grundbesitzers, der die Straße anlegen ließ. Zuerst hieß sie Straße 6a und wurde 1893 mit der Schleswigschen Straße zur bereits am 25. April 1885 benannten Uhlandstraße einbezogen. |  |  |
| Victoriastraße                                               | vor 1876                                  | 16. März 1888           | → Aschaffenburger Straße                                   | Die Preußenstraße am südöstlichen Rand der Carstenn-Figur wurde schon bald nach der Kaiserin Victoria benannt. Die britische Prinzessin Victoria von Großbritannien und Irland (1840–1901) wurde als Gemahlin von Friedrich III. deutsche Kaiserin. Nach dessen Tod 1888 nahm sie den Witwennamen Kaiserin Friedrich an und zog sich nach Schloss Friedrichshof im Taunus zurück. Die Victoriastraße wurde im selben Jahr in Sadowastraße umbenannt, diese wiederum wurde 1906 in die Aschaffenburger Straße einbezogen. |  |  |
| Walter-Fischer-Straße                                        | 20. Mai 1937                              | 31. Juli 1947           | → Fechnerstraße                                            | Die Lauenburger Straße wurde 1937 nach dem Schlosser und SA-Mann Walter Fischer (1910–1929) benannt, der in der Wegenerstraße bei bewaffneten Auseinandersetzungen tödlich verletzt wurde. Bei der antifaschistischen Umbenennungsorder in Berlin 1947 wurde sie in Fechnerstraße umbenannt. |  |  |
| Walter-Flex-Straße                                           | um 1936                                   | 31. Juli 1947           | → Maxdorfer Steig                                          | Die Straße wurde nach dem Schriftsteller Walter Flex (1887–1917) benannt, dessen Werk von den Nationalsozialisten propagandistisch ausgenutzt wurde. Dementsprechend wurde 1947 bei der Entnazifizierung von Straßennamen dieser in Maxdorfer Steig geändert. |  |  |
| Wartenbergische Straße                                       | 1890                                      | 1892                    | → Württembergische Straße                                  | Die nach der Burg Wartenberg im Kreis Donaueschingen (Baden-Württemberg) benannte Straße wurde im Bebauungsplan ab 1880 als Straße 14a angelegt. |  |  |
| Wilmersdorfer Chaussee                                       | um 1885                                   | 16. März 1888           | → Brandenburgische Straße                                  | Wilmersdorf und Charlottenburg wurden in den 1880er Jahren durch eine Chaussee verbunden, wobei der Charlottenburger Weg zur Richtungsstraße von Charlottenburg nach Wilmersdorf wurde. Die Lage ist auf der Karte von 1888 dargestellt, sie führt von Wilmersdorf nach Nordwest in Richtung auf den Bahnhof Berlin-Charlottenburg. |  |  |
| Wilmersdorfer Straße                                         | 1876                                      | 1886                    | → Nassauische Straße                                       | Die Straße verband Deutsch-Wilmersdorf mit Charlottenburg direkt nach Nord durch das Hopfenbruch. Die Straße ist wohl mit der Braunschweiger Straße, die von der Dorfaue zur Carstenn-Figur führte, bei der Planausführung 1886 zusammengefasst worden. |  |  |
| Wilmersdorfer Weg                                            | um 1856                                   | um 1885                 | → Mecklenburgische Straße                                  | Der Weg von Schmargendorf her nordostwärts nach Wilmersdorf trug wohl vor dem Ausbau der Straße den Namen. |  |  |
| Westendstraße                                                | vor 1874                                  | 16. März 1888           | → Brandenburgische Straße                                  | Westend wurde als Villenkolonie im Westen Charlottenburgs angelegt. Sie ist bereits 1874 auf Karten vom westlichen Ende Wilmersdorfs Ecke Berliner / Steglitzer Straße nach Nordwesten vorhanden. Bis zur Benennung war es der südliche Teil des Charlottenburger Wegs. |  |  |
| Westphälische Straße (1) heute: Blissestraße                 | vor 1874                                  | um 1877                 | → Auguststraße                                             | Die Straße ist nach der preußischen Provinz Westfalen benannt, mit der als Folge des Wiener Kongresses von 1816 bis 1946 erstmals ein großer Teil der westfälischen Territorien Teil einer politischen Einheit war. Die Provinzhauptstadt und Sitz des Oberpräsidenten war Münster. Die Straße lag nordostwärts zwischen dem heutigen Prager Platz und der Schöneberger Gemarkung. Mit der Umbenennung (um 1877) war der Straßenname freigeworden und wurde an anderer Stelle → (2) Westphälische Straße neu vergeben. |  |  |
| Westphälische Straße (2) heute: Westfälische Straße          | 16. März 1888                             | 1905                    | → Westfälische Straße                                      | Westfalen war seit 1816 mit dem Hauptort Münster die preußische Provinz Westfalen. Die Westphälische Straße (zunächst mit „ph“) wurde 1888 durch die Umbenennung der Straße Die Kuhtrift und unter Einbeziehen der im Bebauungsplan genannte Straße 14 und Straße 35 gebildet. |  |  |
| Wilhelmstraße                                                | vor 1874                                  | 16. März 1888           | Wilhelmsaue                                                | Die historische Dorfstraße wurde (nach der Reichsgründung 1871) bereits vor 1875 nach dem deutschen Kaiser Wilhelm I. benannt. Eine Woche nach dessen Tode erfolgten in Wilmersdorf mehrere Straßenbe- und -umbenennungen, wobei auch die Wilhelmstraße zur Wilhelmsaue umbenannt wurde. |  |  |
| Wohlauer Straße                                              | 8. Jan. 1892                              | 18. Juni 1911           | → Eisenzahnstraße                                          | Die Straße 27 wurde 1892 benannt und lag parallel zur Liegnitzer und Brieger Straße zwischen Berliner Platz/ Ringbahnstraße und Westfälischer Straße. 1911 wurde die Wohlauer Straße in die Eisenzahnstraße einbezogen. Wohlau ist eine niederschlesische Kreisstadt. Es war eine Residenz der Schlesischen Piasten von Liegnitz-Brieg-Wohlau und fiel nach dem Ersten Schlesischen Krieg mit fast ganz Schlesien an Preußen. |  |  |
| Wolfenbütteler Straße                                        | um 1885                                   | 8. Jan. 1892            | → Fasanenstraße                                            | Wolfenbüttel, heute die Kreisstadt des gleichnamigen Landkreises an der Oker in Niedersachsen. Bei der Benennung der Straße, wie der zeitweise benachbarten Braunschweiger Straße, stand die Gemahlin von Friedrich II. und Königin von Preußen Elisabeth Christine von Braunschweig-Wolfenbüttel-Bevern (1715–1797) namensgebend Pate. |  |  |

## Weitere Örtlichkeiten in Wilmersdorf

### Kleingartenanlagen (Kolonien)
Im Ortsteil gibt es im Vergleich zu anderen Ortsteilen nur wenige Kleingartenanlagen (KGA).
- KGA ,Am Fenn’ (Wallenbergstraße 8, Am Fenn 1 → Lage, Am Fenn 2 → Lage), eine fiktive Dauerkleingartenanlage, die jedoch als Optionsfläche des Liegenschaftsfonds vorgesehen ist,[91] mit 30 Parzellen auf 6.626 m² landeseigenem Pachtland.

- KGA ,Am Stadtpark I’ (Waghäuseler Straße 13 → Lage), eine fiktive Dauerkleingartenanlage mit 103 Parzellen auf 22.971 m² landeseigenem Pachtland, die jedoch als Optionsfläche des Liegenschaftsfonds vorgesehen ist,[91] und auf 4.850 m² Privatland.[92]

- KGA ,Binger Loch’ (Rudolf-Mosse-Straße 2 → Lage), eine Kleingartenanlage mit 20 Parzellen auf 7.342 m² Pachtland.

- KGA ,Bundesallee’ (Straße am Schoelerpark 20 → Lage), eine fiktive Dauerkleingartenanlage, die jedoch als Optionsfläche des Liegenschaftsfonds vorgesehen ist,[91] mit 21 Parzellen auf 6.323 m² landeseigenem Pachtland.

- KGA ,Durlach’ (Durlacher Straße 10/14 → Lage), nur bedingt gesicherte Kleingartenanlage, die als Optionsfläche des Liegenschaftsfonds vorgesehen ist,[91] mit 21 Parzellen auf 6.323 m² landeseigenem Pachtland.

- KGA ,Am Hohenzollerndamm’ (Warneckstraße 1 / Berliner Straße 80 → Lage), eine nur bedingt gesicherte Kleingartenanlage[91] mit 115 Parzellen auf 37.527 m² landeseigenem Pachtland.

- KGA ,Johannisberg’ (Johannisberger Straße 40/40a → Lage), Dauerkleingärten[93] mit 227 Parzellen auf 63.847 m² landeseigenem Pachtland. Weitere vier Parzellen auf 1.336 m² Landesland sind als Vorrangfläche für die Comenius-Schule vorgesehen.[94]

- KGA ,Norderney’ (Lentzeallee 88 → Lage), eine gesicherte Dauerkleingartenanlage[95] mit 19 Parzellen auf 7.450 m² Landesland.

- KGA ,Wiesbaden’ (Wiesbadener Straße 56 → Lage), nur bedingt gesicherte Kleingartenanlage mit 13 Parzellen auf 4.156 m² als Optionsfläche des Liegenschaftsfonds vorgesehen[91] sowie 13 Parzellen[92] auf 8.621 m² landeseigenem Pachtland.

- Bahnlandwirtschaften werden nach Kleingartenentwicklungsplan der Senatsverwaltung in der Kategorie Ib geführt.[96]
  - ELW Unterbezirk Wilmersdorf Gruppe Heidelberger Platz, die entlang der Bahnlinie zudem als KGA ,Laubacher Straße’ und KGA ,Mecklenburgische Straße’ benannt sind (Laubacher Straße 30, Lage), Dauerkleingärten mit 19 Parzellen auf 5.852 m² Bahngelände. Am 16. April 1987 wurde die Kolonie ELW Gruppe Heidelberger Platz in ELW Unterbezirk Wilmersdorf Gruppe Heidelberger Platz umbenannt, die Nummer nach Berliner Straßenverzeichnis wurde von 06280 in 16227 geändert.
  - ELW Unterbezirk Wilmersdorf Gruppe Ahrweihler Straße: Die Kolonie ELW Gruppe Ahrweiler Straße (06285) wurde am 16. April 1987 umbenannt und im Straßenregister mit 16226 benannt.

### Parks und Friedhof
- Preußenpark (Lage)
- Schoelerpark (Lage)
- Volkspark Wilmersdorf (Lage)
- Friedhof Wilmersdorf (Lage)